# Olsztyn
Olsztynⓘ (em alemão: Allenstein, em latim: Allenstenium ou Holstin) é uma cidade com direitos de condado no nordeste da Polônia. É a capital da voivodia da Vármia-Masúria, sede das autoridades do condado de Olsztyn, da arquidiocese de Vármia e da eparquia greco-católica de Olsztyn-Gdansk. É o principal centro econômico, educacional e cultural, sede das autoridades e instituições da região, bem como um entroncamento ferroviário e rodoviário. É a cidade central da aglomeração de Olsztyn e a maior cidade da região da Vármia.
Estende-se por uma área de 88,3 km², com 166 697 habitantes, segundo o censo de 31 de dezembro de 2024, com uma densidade populacional de 1 887 hab./km².

## Localização
Olsztyn está localizada na parte central da voivodia da Vármia-Masúria, às margens do rio Łyna, nos limites da região lacustre de Olsztyn, que faz parte da macrorregião da região lacustre da Masúria e é uma subprovíncia da região lacustre do Báltico Oriental. A sul, a cidade faz fronteira com a floresta Napiwodzko-Ramucka.
Em termos históricos, Olsztyn situa-se na região de Vármia, na parte ocidental do antigo território tribal prussiano de Galínia.
A cidade faz fronteira com as comunas de Dywity, Barczewo, Purda, Stawiguda, Gietrzwałd e Jonkowo. O único condado com o qual Olsztyn faz fronteira é o condado de Olsztyn (terrestre).
Olsztyn fica a 87 km da fronteira com a Rússia, a 131 km de Kaliningrado e a 408 km da capital da Lituânia, Vilnius.
Segundo o Google Maps, as distâncias rodoviárias até as capitais das voivodias vizinhas são:
- Olsztyn – Białystok – 241 km,
- Olsztyn – Bydgoszcz – 208 km,
- Olsztyn – Gdansk – 169 km,
- Olsztyn – Toruń – 172 km,
- Olsztyn – Varsóvia – 212 km.

### Divisão administrativa
Olsztyn está dividida em 23 conjuntos habitacionais — unidades auxiliares da comuna. Eles constituem o nível mais baixo e auxiliar do governo municipal. O âmbito de suas atividades abrange assuntos públicos de alcance local.
Legenda
Em Olsztyn, existem também pelo menos uma dúzia de conjuntos habitacionais menores, sem conselhos de bairro. Eles não constituem uma divisão administrativa oficial, mas foram separados (por exemplo, devido à sua localização), com nomes comumente usados pelos moradores. São 17 conjuntos habitacionais sem conselhos de bairro: Jakubowo, Karolin, Kolonia Jaroty, Kortowo II, Łupstych, Mleczna, Niedźwiedź, Piękna Góra, Podlesie, Pozorty, Skarbówka Poszmanówka, Słoneczny Stok, Stare Kieźliny, Stare Miasto, Stare Zalbki, Stary Dwór, Track, Zacisze, Tęczowy Las.

### Alterações nos limites da cidade
A primeira alteração pós-guerra da fronteira de Olsztyn ocorreu em 1965, com base no Decreto do Conselho de Ministros de 11 de dezembro de 1965. O decreto contém, entre outras coisas, uma descrição detalhada do traçado do limite.
A mudança seguinte do limite ocorreu em 1977, com base no Decreto do Ministro da Administração, Economia Territorial e Proteção Ambiental de 6 de julho de 1977. A descrição detalhada do traçado do limite encontra-se no Decreto n.º 31 do Governador Provincial de Olsztyn de 13 de setembro de 1977. No âmbito da alteração, foi incorporada à cidade uma área com 16,48 km² de terreno.
A próxima alteração da fronteira ocorreu em 1987, com base na Resolução n.º XXII/147/87 do Conselho Nacional Provincial de Olsztyn, de 9 de outubro de 1987. A descrição detalhada do traçado do limite encontra-se no Decreto n.º 55 do Governador Provincial de Olsztyn, de 14 de novembro de 1987. No âmbito da alteração, foi incorporada à cidade uma área com 12,96 km² de terreno.
O limite atual da cidade está em vigor desde 1 de janeiro de 1988 e abrange uma área de 88,33 km².

## Política e administração

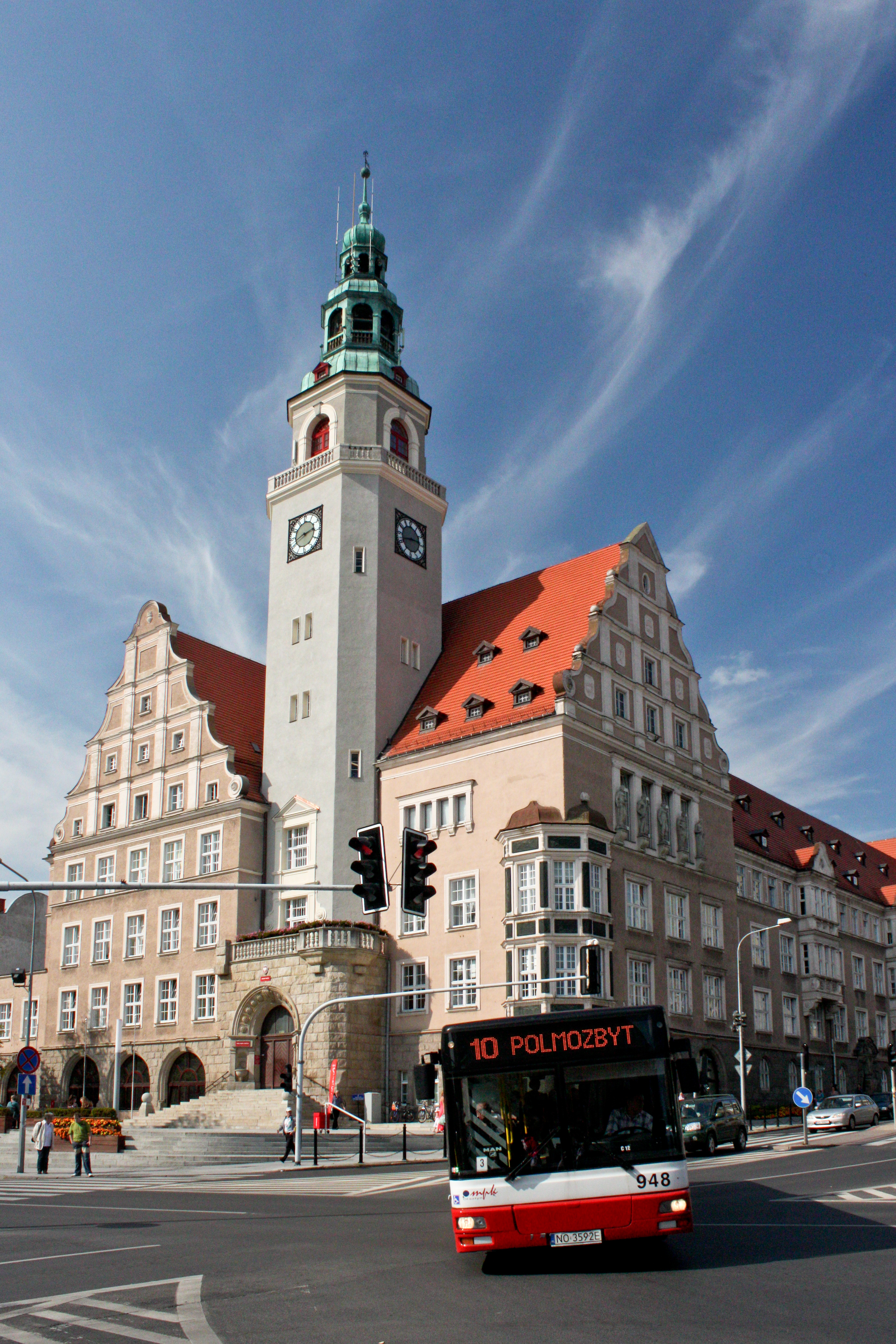
Nova Prefeitura, sede do governo municipal

A cidade é membro da Federação das Cidades Copernicanas e da Nova Hansa.
Os habitantes de Olsztyn elegem deputados para o Parlamento no distrito eleitoral n.º 35, senadores no distrito eleitoral n.º 86 e deputados para o Parlamento Europeu no distrito eleitoral n.º 3.

### Conselho de cidade
Na antiga Olsztyn, o Conselho de cidade organizava a vida no município, entre outras coisas, através da criação de regulamentos chamados wilkierzami (estatutos da cidade). O primeiro wilkierz de Olsztyn data de 1568. O governo local de Olsztyn era controlado pelo capítulo, ou melhor, pelo seu representante, o cônego administrador da cobrança de impostos de Olsztyn. A sua residência era o castelo.
Após as partilhas, no âmbito das grandes reformas do Estado prussiano nos anos 1806–1807, foi introduzida uma nova ordenação municipal. O poder legislativo pertencia ao conselho de cidade, eleito pelos cidadãos em votação direta. Em Olsztyn, eram eleitos 24 membros do conselho. O poder executivo pertencia ao magistrado, eleito pelo conselho municipal e aprovado pela autoridade estatal regional.
Atualmente, o Conselho de cidade de Olsztyn é o órgão legislativo e de controle da cidade, composto por 25 membros.

### Prefeito e presidente da cidade
Em 7 de maio de 2024, Robert Szewczyk, que venceu o segundo turno das eleições municipais em 21 de abril de 2024, foi empossado como presidente da cidade.

## Nome

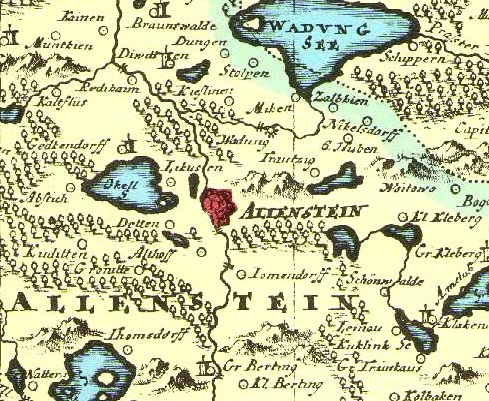
Olsztyn no Mapa da Santa Vármia de 1755

O nome alemão Allenstein significa literalmente “pedra sobre o Łyna, pedra do Łyna” e, figurativamente, “castelo sobre o Łyna”. Foi usado no privilégio de fundação da cidade em 1353. Ele vem do nome do rio Łyna, que em alemão era Alle, mas vinha do nome antigo prussiano Alne (1251, 1308) ou do nome anterior Alina, que significa “corça”. A terminação -stein (literalmente “pedra”) era frequentemente usada como um termo poético ou simbólico para designar um castelo ou fortaleza. O nome mais literal Allenburg já estava sendo usado quando Olsztyn foi fundada, devido a um castelo construído anteriormente sobre o baixo Łyna, que mais tarde se tornou a cidade de Alembork.
O nome polonês Olsztyn é uma polonização do nome alemão original e já era usado na Idade Média, provavelmente devido à semelhança com Olsztyn, perto de Częstochowa. Já no século XV, Jan Długosz registra os equivalentes poloneses do nome — Holsten e Olsten. No final do século XV, aparecem as formas Olsthin e Olstin, e a partir do século XVII, o nome Olsztyn torna-se comum nos documentos.
O inventário geo-topográfico das localidades situadas na Prússia, de 1835, cujo autor é J. E. Muller, registra o nome polonês atualmente utilizado, Olsztyn, e o nome alemão, Allenstein.

## História

### Pré-história

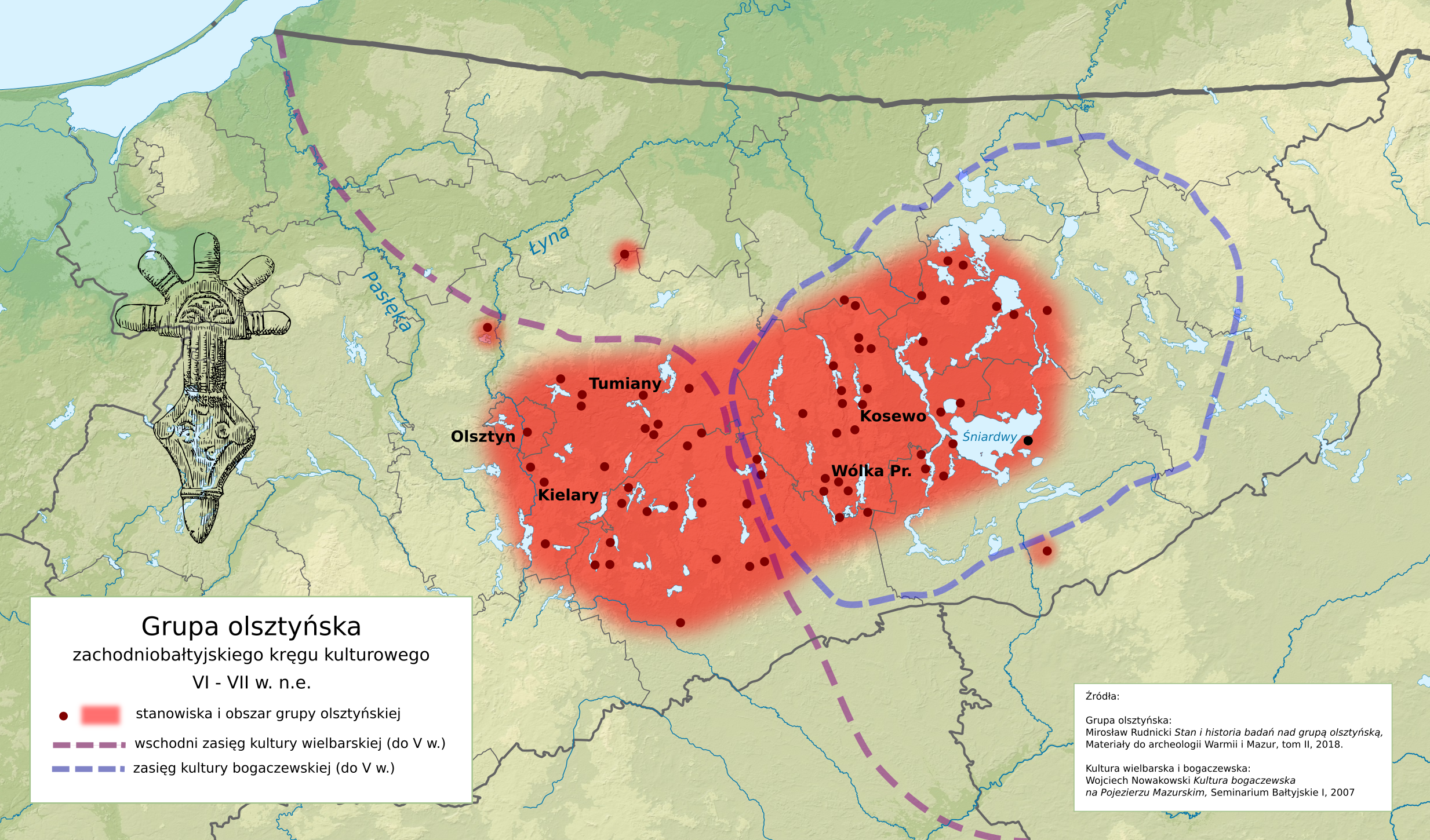
Área de influência da cultura do grupo de Olsztyn (séculos VI-VII) e das culturas anteriores: Wielbark e Bogaczewo

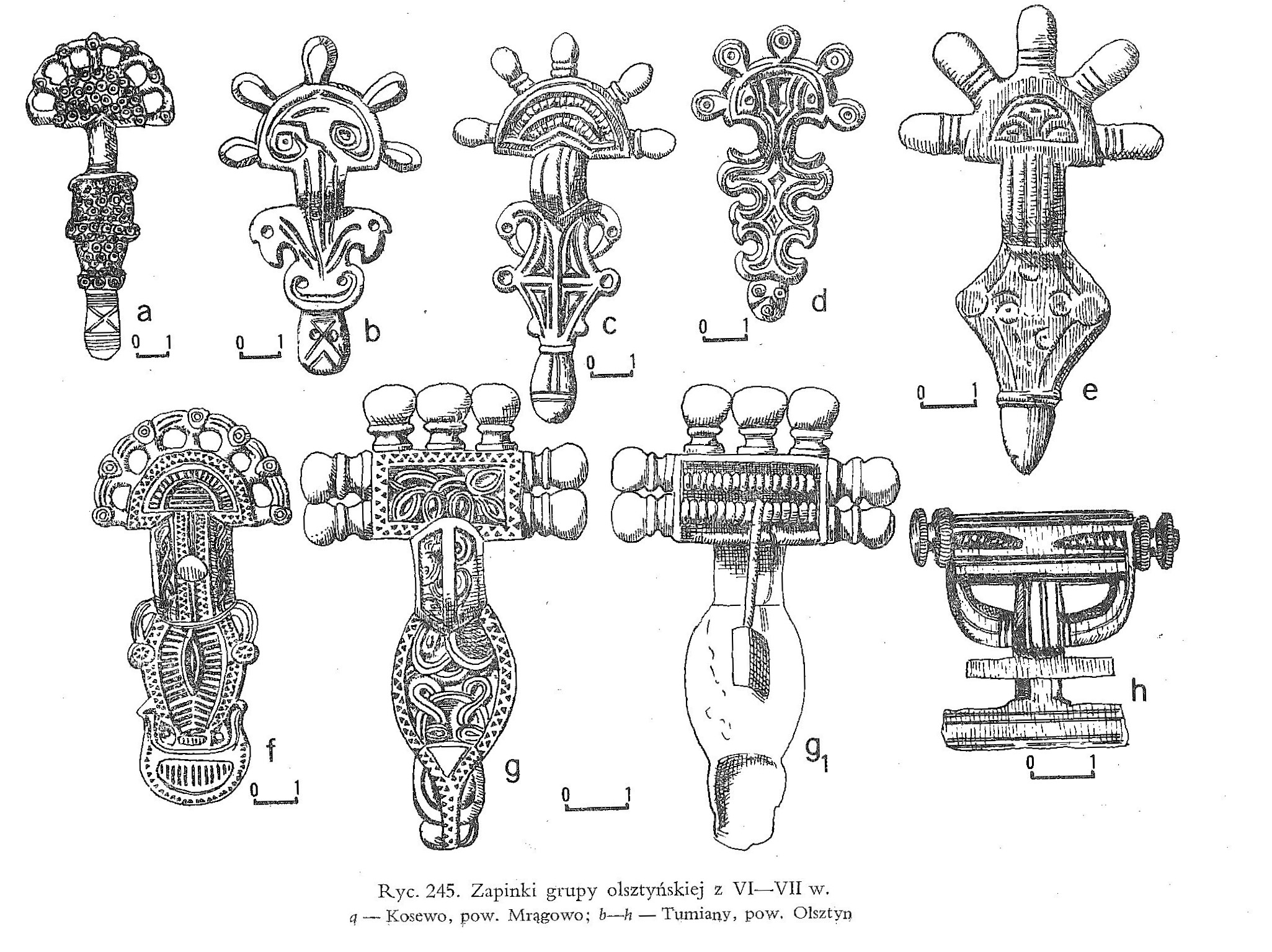
Fíbulas em forma de placa no estilo dos godos, provenientes de escavações da cultura de Olsztyn (séculos VI-VII)

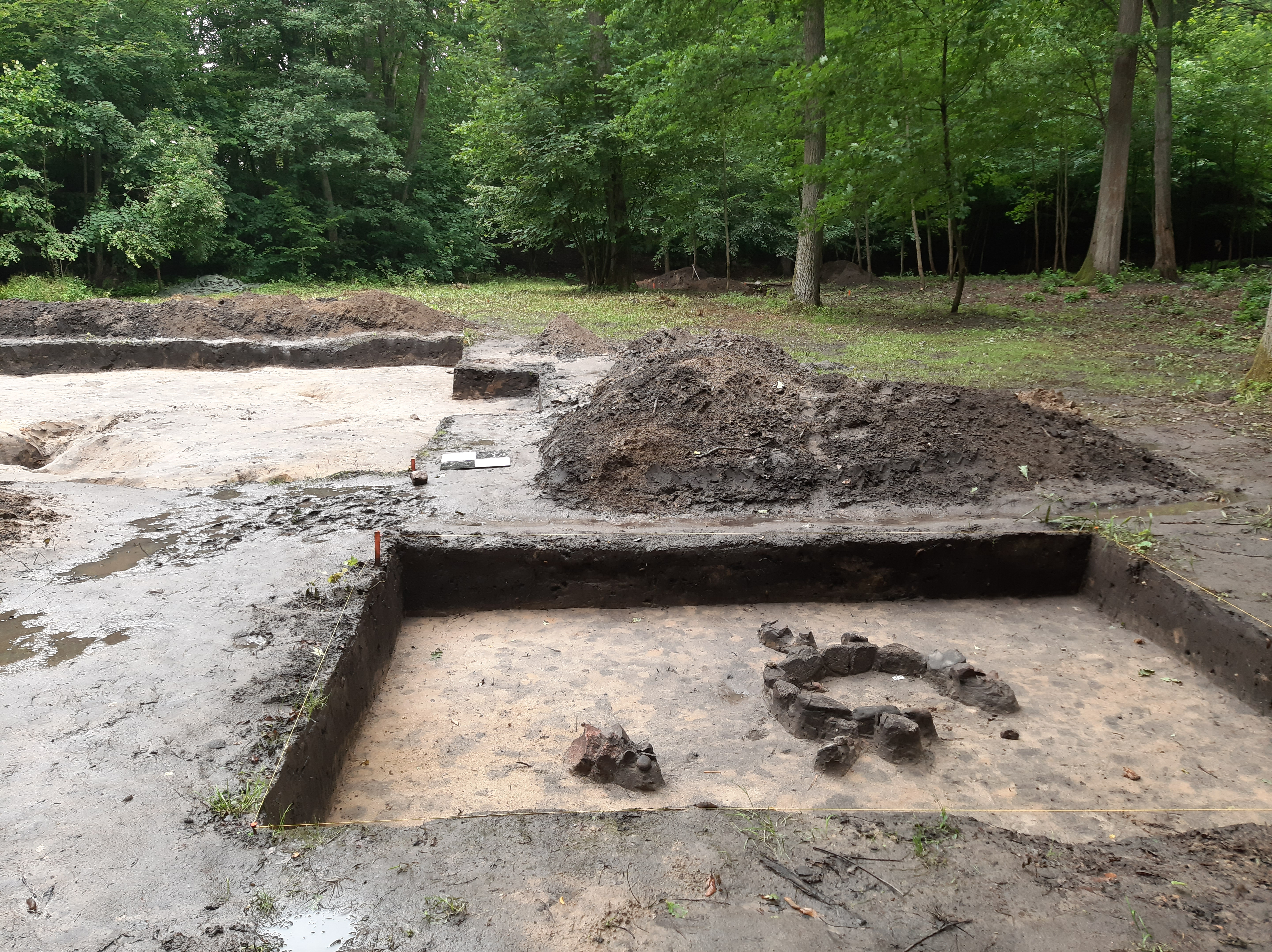
Escavações no povoado medieval na Floresta Municipal de Olsztyn (séculos VIII—XI)

Os vestígios mais antigos da presença humana no território da atual Olsztyn provavelmente datam da Idade Média da Pedra, quando povos caçadores chegaram à região. Na era neolítica (Idade Recente da Pedra), surgiram ferramentas agrícolas relacionadas com o cultivo da terra, encontradas, entre outros locais, no lago Ukiel e em Barkweda, e os vestígios do povoado neolítico mais próximo foram preservados em Jaroty. Durante esse período, povos da cultura das ânforas esféricas e, posteriormente, da cultura da cerâmica cordada chegaram ao alto rio Łyna.
O povoado mais antigo conhecido da região de Olsztyn data da Idade do Bronze (período IV–VI, cerca de 1100–400 a.C.). Foi descoberta em 1933, numa curva do rio Łyna, na zona conhecida como Hermenau, durante a construção de um conjunto de casas na atual rua Grabowskiego (em alemão: Germanenring), em frente ao Hospital Municipal. O sítio foi investigado arqueologicamente por Leonhard Fromm. As pesquisas revelaram que o castro ficava em uma elevação cercada por água em três lados e era protegido por uma paliçada dupla. Seus criadores foram os povos da cultura lusaciana, conhecidos pelo castro defensivo em Biskupin, geralmente identificados com os povos ilírios. Da mesma época são os vestígios de povoamento descobertos no lago Długie, na Floresta Municipal, em Dajtki, Pozorty e Brzeziny.
Na Idade do Bronze, Vármia e Masúria também se encontravam na área de influência da cultura dos túmulos do Báltico Ocidental, já identificada com os pré-bálticos. Vários desses túmulos localizavam-se nos arredores de Olsztyn.
Os últimos séculos antes da nossa era (III–I a.C.) correspondem ao início da Idade do Ferro. Nesse período, existiam aldeias isoladas na região de Olsztyn, nomeadamente em Jaroty, Brzeziny, Pozorty, bem como em Kortowo, Dajtki e Likusy. Na década de 1930, foi descoberto em Redykajny um túmulo com 30 urnas, e em Pozorty (na ilha do lago Płociduga) e nas proximidades da rua Jagiellończyka (durante a drenagem do lago Fajferek) foram encontrados assentamentos fortificados dessa época. Também na colina sobre o rio Łyna, a chamada colina de Hindenburg, durante a construção de um assentamento militar na atual rua Kasprowicza, em Zatorze, foi descoberto outro assentamento da Idade do Ferro.
Fontes históricas do período “romano” contêm referências aos povos que habitavam a atual região da Vármia e Masúria. Tácito menciona que as terras a leste do rio Vístula eram habitadas pelos éstios (Aestii), que provavelmente eram bálticos. Ptolemeu, que escreveu no século II, menciona, além dos gytones (godos), o povo galindai, que pode ter sido o antepassado dos posteriores galíndios. Na região de Olsztyn, também foram encontrados vestígios da cultura de Przeworsk (vândalos), o que prova que os vândalos germânicos, que habitavam na época as terras polonesas, também chegaram até lá.
No século I d.C., as terras em ambos os lados da foz do rio Vístula foram dominadas durante vários séculos pelos godos germânicos orientais, que chegaram à costa sul do Báltico, vindos da Escandinávia. Os godos criaram a próspera cultura de Wielbark (godos-gépidos), que com o tempo também se espalhou pelas terras ao longo do curso superior do rio Łyna. Houve então um aumento significativo da população, desenvolvimento da agricultura e do comércio. Na região de Olsztyn, foram descobertos numerosos vestígios da presença da cultura de Wielbark, incluindo várias povoações e grandes cemitérios desse período (entre outros, em Kortowo). Os nomes locais na região de Gudikus (entre outros, Godki, em alemão Gottken, e Gutkowo, em alemão Göttkendorf) também podem ser vestígios da presença dos godos, assim como inúmeras influências nas línguas bálticas.
No século III d.C., os godos começaram a abandonar gradualmente suas sedes no baixo Vístula e se mudaram para o sul. Nas estepes do Mar Negro, eles criaram, juntamente com os sármatas iranianos, um forte Estado (cultura de Cherniacove), que atingiu seu apogeu durante o reinado de Hermenerico (m. ca. 375), alcançando então uma extensão que ia do Mar Negro ao Mar Báltico. Após a invasão dos hunos, o Estado dos godos desmoronou-se e eles dispersaram-se e dividiram-se em vários grupos (ostrogodos, visigodos, gépidas, hérulos). As terras em torno de Olsztyn, abandonadas pelos godos no século V, permaneceram desertas durante várias décadas.
No entanto, no primeiro quarto do século VI, chegou à região de Olsztyn um povo que deixou para trás uma cultura avançada conhecida como o grupo de Olsztyn. Essa cultura é conhecida principalmente pelos cemitérios ricamente equipados em Kielary, cerca de 9 km ao sul de Olsztyn, e Tumiany, perto de Barczewo, bem como por uma série de sítios menores, entre outros, em Olsztyn e Bartążek. Com o tempo, a cultura de Olsztyn se expandiu para o leste, para as áreas da antiga cultura de Bogaczewo (galindzká). Ela desapareceu no final do século VII ou início do século VIII.
A cultura do grupo de Olsztyn caracterizava-se por fortes ligações com outras culturas germânicas da época, nomeadamente os godos da Crimeia e os saxões. É descrita como “o último grupo cultural com tradições germânicas na Europa Central”. Segundo a opinião mais amplamente aceita, a população da cultura de Olsztyn identifica-se com os germânicos hérulos. Conforme o relato histórico de Procópio de Cesareia, os hérulos migraram juntamente com os godos, mas por volta do ano 512, parte deles decidiu regressar do sul da Europa à sua pátria. Um grupo da população hérula, “liderado por muitos homens de sangue real”, migrou então para o norte, atravessando as terras polonesas, então desertas, para chegar às áreas anteriormente habitadas pelos godos. Os “hérulos” de Olsztyn provavelmente continuaram mantendo relações comerciais com seus parentes godos do sul da Europa.
Após o declínio da rica cultura de Olsztyn, seguiu-se um retrocesso e uma pausa cultural, e depois a lenta formação das tribos prussianas. Os vestígios desse período conturbado são os numerosos castros defensivos na região da Vármia e Masúria, entre outros em Kielary, Barczewko, no lago Ukiel e em Track. Os trabalhos arqueológicos também revelaram, na Floresta Municipal de Olsztyn, sobre o rio Łyna, um castro defensivo na península (sítio arqueológico n.º LXXIX, conhecido nas lendas como Castelo Encantado) e um povoado adjacente (sítio arqueológico n.º CIV, convencionalmente denominado povoado de Sędyty ou Sundythen), que existiram entre os séculos VIII e XI. As descobertas dos arqueólogos confirmaram o caráter comercial do povoado, como comprovam, entre outros, os dirrãs árabes do século VIII. É possível que o povoado tenha servido aos vikings de Truso para penetrar no interior da Prússia e realizar intercâmbios comerciais com os prussianos.
Com o tempo, porém, ocorreu o despovoamento das terras habitadas pelos galíndios prussianos e, até à conquista dos cavaleiros teutônicos, os arredores de Olsztyn permaneceram quase desabitados.

### Colonização no sul da Vármia

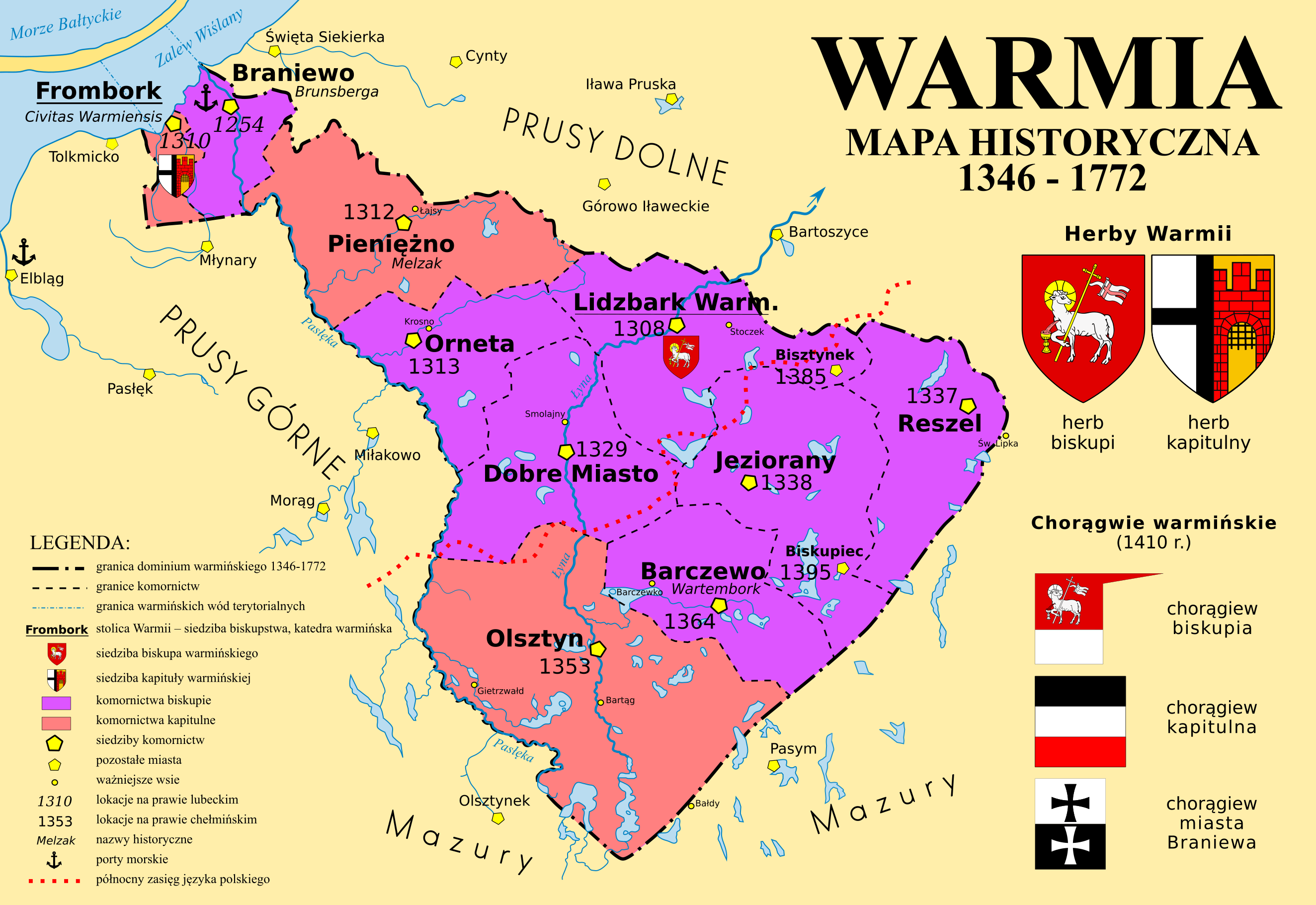
Mapa histórico da Vármia

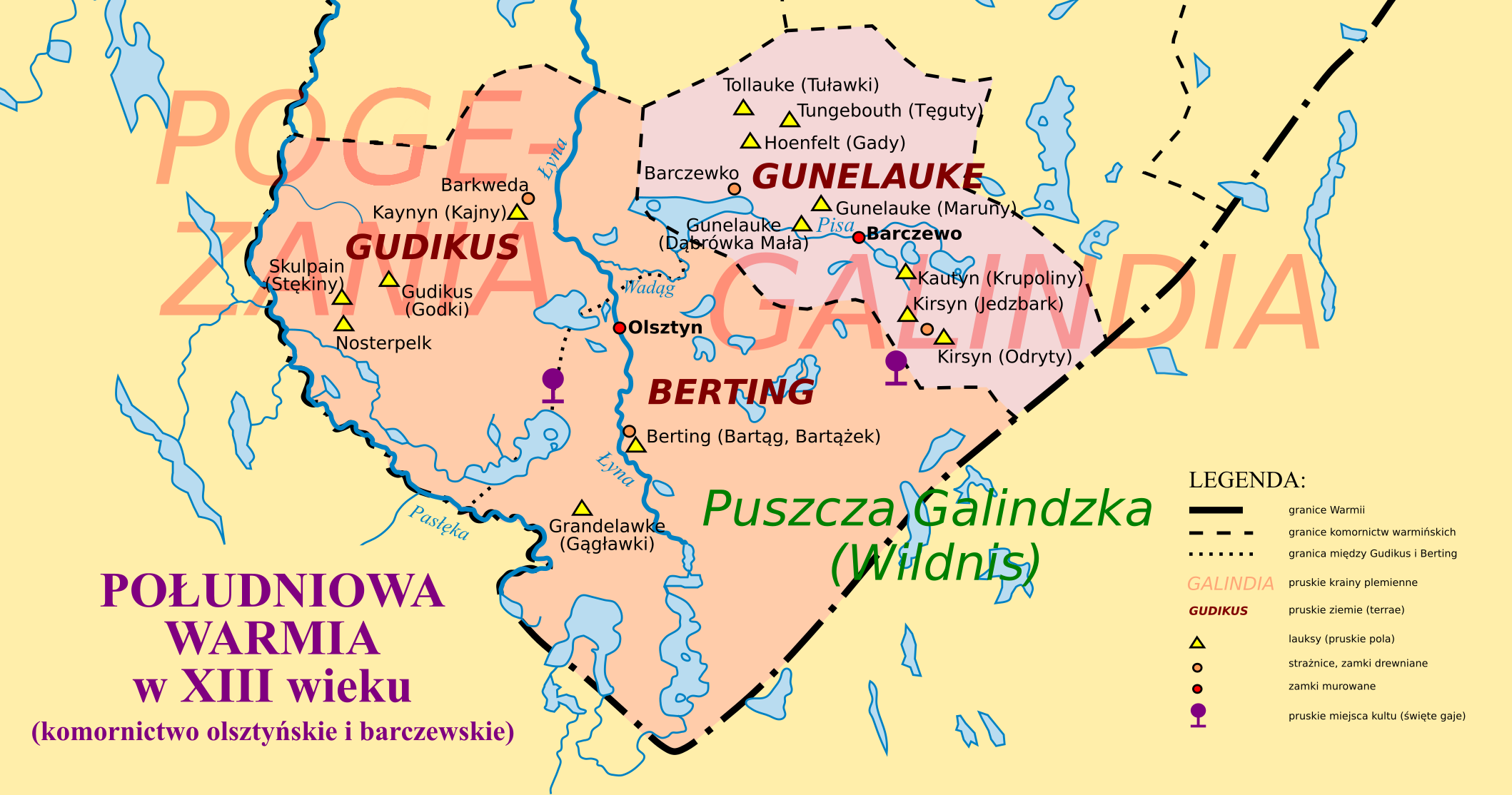
Ligações territoriais e populacionais prussianas na região sul da Vármia

No século XIII, o território da futura Olsztyn situava-se na região da Galíndia, que ocupava a parte sul da Prússia. Na parte superior do rio Łyna, vários lauks (campos) formavam a terra chamada Bertingen (região da futura Olsztyn e aldeias ao sul da cidade), que fazia parte do território da tribo dos galíndios. O nome deste território provavelmente deriva da apicultura florestal.
A terra de Bertingen fazia fronteira a leste com a terra galíndia de Gunlauken (área ao longo do lago Wadąg e do rio Pisa Warmińska) e a norte e oeste com a terra de Gudikus (regiões das aldeias de Godki, Jonkowo, Wołowno e Gietrzwałd), que já pertencia à Pomezânia. Ao sul, era cercada pelas densas florestas da Grande Floresta, chamada Wildnis ou Floresta Galindiana, que se estendia até o rio Narew e a Sudóvia.
De 1230 a 1283, a Ordem Teutônica conquistou todas as terras dos prussianos e sudóvios, mas no final do século XIII, a Galíndia já era uma terra quase totalmente despovoada. Não se sabe ao certo quais foram as causas e quando isso aconteceu. Os historiadores acreditam que a causa pode ter sido as invasões dos sudóvios, lituanos e poloneses ou a expansão da Ordem. Presume-se, porém, que a tribo dos galíndios tenha sido extinta antes mesmo da chegada dos teutões à Prússia. A nova colonização na Prússia do Sul despovoada foi dificultada pelas frequentes invasões dos lituanos.
Em 1243, o bispo da Vármia recebeu para sua manutenção 1/3 do território das terras que seriam ocupadas pela sua diocese. Assim surgiu a Vármia, que recebeu o nome do território tribal prussiano localizado na lagoa do Vístula. Em 1260, o bispo criou um capítulo na catedral, que receberia um terço da Vármia. Em 1274, foram estabelecidas as fronteiras preliminares da futura Vármia.
À medida que a Prússia era conquistada e o interior prussiano ocupado, a colonização da Vármia também se expandia, avançando da lagoa do Vístula em direção ao sul, ocupando terras a leste do rio Pasłęka. A fundação de novas cidades e aldeias era da responsabilidade do administrador nacional da Vármia. Na década de 1320, a colonização da Vármia chegou às fronteiras setentrionais da Galínia. Em 1325, o administrador Fryderyk von Liebenzell fundou na terra de Gunlauken o primeiro posto de guarda chamado Wartenburg (hoje Barczewko).
Em 1334, outro administrador regional da Vármia, Henryk von Luter, fundou na região de Bertingen uma segunda torre de vigia de madeira e terra, destinada a proteger os colonos das invasões lituanas. Este castelo ficava provavelmente entre as atuais aldeias de Bartążek e Bartąg ou, segundo outra hipótese, na propriedade vizinha de Kielary. Esta decisão permitiu ao administrador regional trazer colonos de forma mais eficiente e fundar novas aldeias e propriedades. A primeira colônia, fundada já em 1335, foi a propriedade cavaleiresca Bartążek, localizada bem perto do castelo. Em seguida, surgiram as aldeias Wadąg, Pistki, Brąswałd e Dywity (1337) e Jaroty (1342). O próximo administrador da Vármia, Bruno von Luter, fundou as aldeias de Warkały, Jonkowo, Bartąg e Tomaszkowo (1345), bem como Wołowno (1346). As aldeias arrendadas deveriam constituir a base econômica da futura cidade e gerar renda para o capítulo. Os colonos eram geralmente prussianos do norte da Vármia ou recém-chegados da Alemanha.

### Fundação da cidade

Brasão do capítulo da Vármia, simultaneamente o primeiro brasão de Olsztyn: meia cruz e portão com três torres

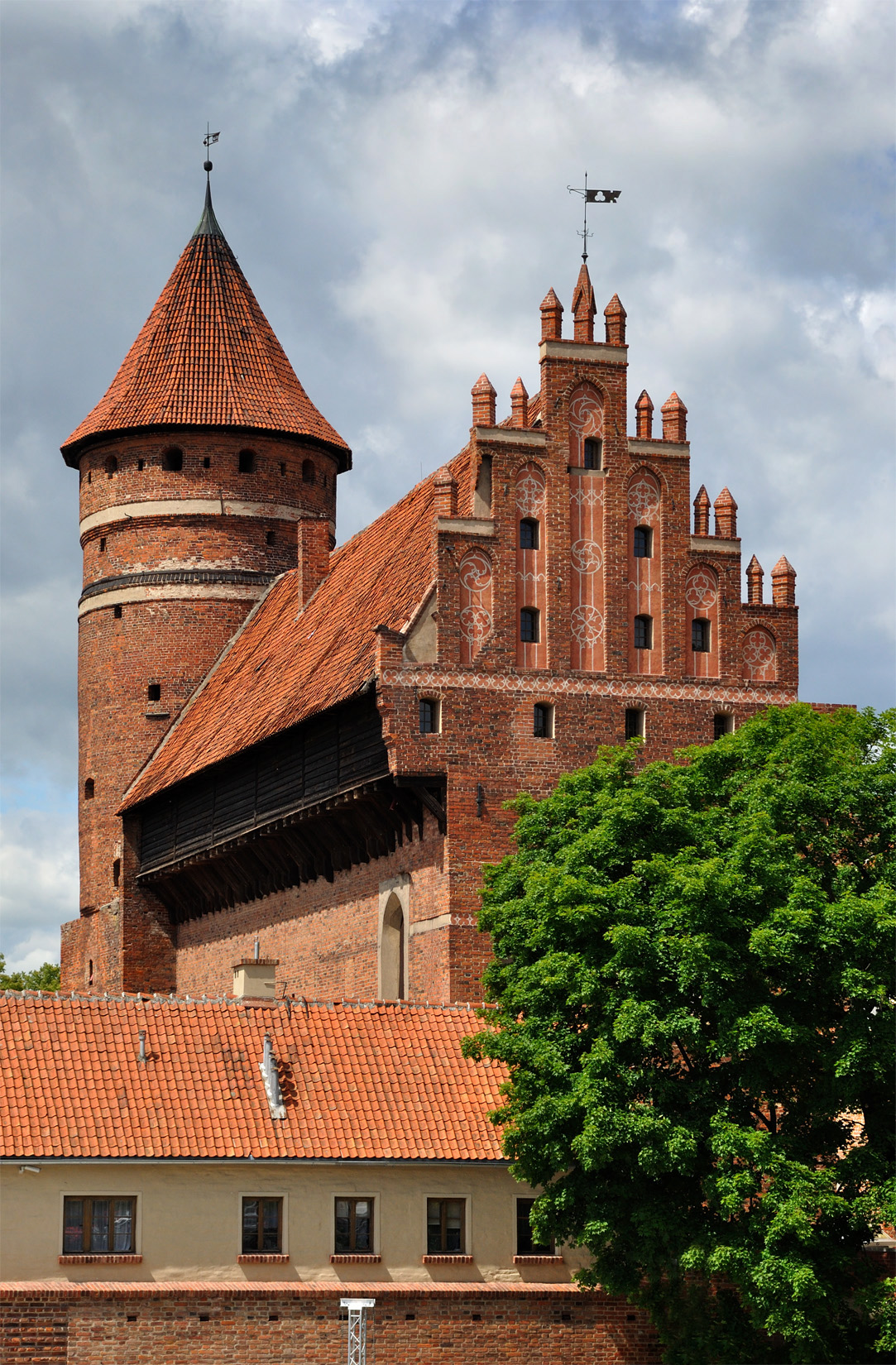
Castelo do Capítulo da Vármia, datado de meados do século XIV

Provavelmente por volta de 1345, o prefeito da Vármia, Henryk von Luter, iniciou a construção de um novo castelo de pedra, localizado em um local totalmente novo, cerca de 9 km ao norte da antiga atalaia. O castelo foi construído em uma curva do rio Łyna, conveniente do ponto de vista defensivo, na parte norte da terra de Bertingen, na fronteira com a terra de Gudikus, ou seja, bem no meio da nova comenda de Olsztyn. Perto do novo castelo, também se iniciou a busca por um local para a nova cidade.
Pouco depois, em 1346 ou 1347, foram estabelecidas as fronteiras exatas do sul da Vármia e seu território foi dividido entre o capítulo da Vármia (comenda de Olsztyn) e o bispo da Vármia (comenda de Barczewo). As terras de Bertingen e Gudikus formaram a comarca de Olsztyn, pertencente ao capítulo de Frombork, e a terra de Gunlauken formou a comarca de Barczewo, subordinada ao bispo. Após assumir a administração das terras da comenda de Olsztyn, o capítulo confiou a supervisão do mesmo ao comendador Sanglade e continuou a construção do novo castelo e a procura de um local para fundar a cidade.
Após derrotar as forças lituanas na batalha de Strawa, no início de 1348, abriram-se maiores possibilidades para a exploração segura das terras do sul da Vármia. Em maio de 1348, realizou-se uma reunião no castelo de Bertingen, na qual participaram os três mais altos dignitários do capítulo: o preboste Hartmut de Krzyżbork (Hartmut Kreuzburg), o decano Jan Franck (Johannes von Meissen, mais tarde bispo da Vármia) e o guardião Jan Stryprock (Johannes Stryprock, mais tarde bispo), acompanhados pelo pároco Bartąga Ditmar, o tradutor Mikołaj e o oficial de justiça Sanglade. Os dignitários emitiram então documentos de fundação para as seguintes aldeias: Linowo, Gągławki, Gronity e Cegłowo, e transferiram as propriedades entre os lagos Ukiel e Kortowskie para um prussiano chamado Jomen (fundador da aldeia de Jaroty). Nessa reunião, eles também decidiram estabelecer os limites da nova cidade perto do castelo de pedra que estava sendo construído sobre o rio Łyna e os detalhes relacionados à colonização futura da comarca.
Para a nova cidade foi designada uma área ao sul do castelo, na curva do rio Łyna, que em mais da metade do seu perímetro proporcionava à cidade uma proteção natural. Uma defesa adicional era assegurada pelos lagos que a rodeavam: Długie, Ukiel (Krzywe), Kortowskie e Fajferek, bem como pelos pântanos e florestas.
A construção da cidade começou ainda nesse mesmo ano, como atesta o documento de fundação emitido para a aldeia de Kieźliny em 31 de dezembro de 1348, que menciona que a aldeia fica perto da “nova cidade” (nova civitas), ainda sem nome na época. A cidade foi construída do zero, ou seja, não havia nenhum povoado ali anteriormente. O capítulo nomeou como fundador da cidade o colono alemão do Norte da Vármia, Jan de Łajs (Johannes von Leysen), que mais tarde se tornou o primeiro funcionário executivo do governante de Olsztyn.
Em 31 de outubro de 1353, o capítulo da Vármia em Frombork, representado pelo preboste Hartmut de Krzyżbork, o decano Hermann (que substituiu Jan Franck, eleito bispo da Vármia em 1350), o guardião Jan Stryprock e o cônego Tylo, concedeu à cidade o privilégio de fundação segundo o direito de Chełmno e o nome de Allenstein (literalmente, pedra sobre o Łyna), que era sinônimo de “castelo sobre o Łyna”. Jan de Łajs foi nomeado alferes hereditário. A cidade recebeu um total de 178 lanes de terra (2990,4 hectares), incluindo uma extensa floresta municipal e a aldeia urbana de Sędyty, localizada nas proximidades.

### Cidade capitular na época da Vármia

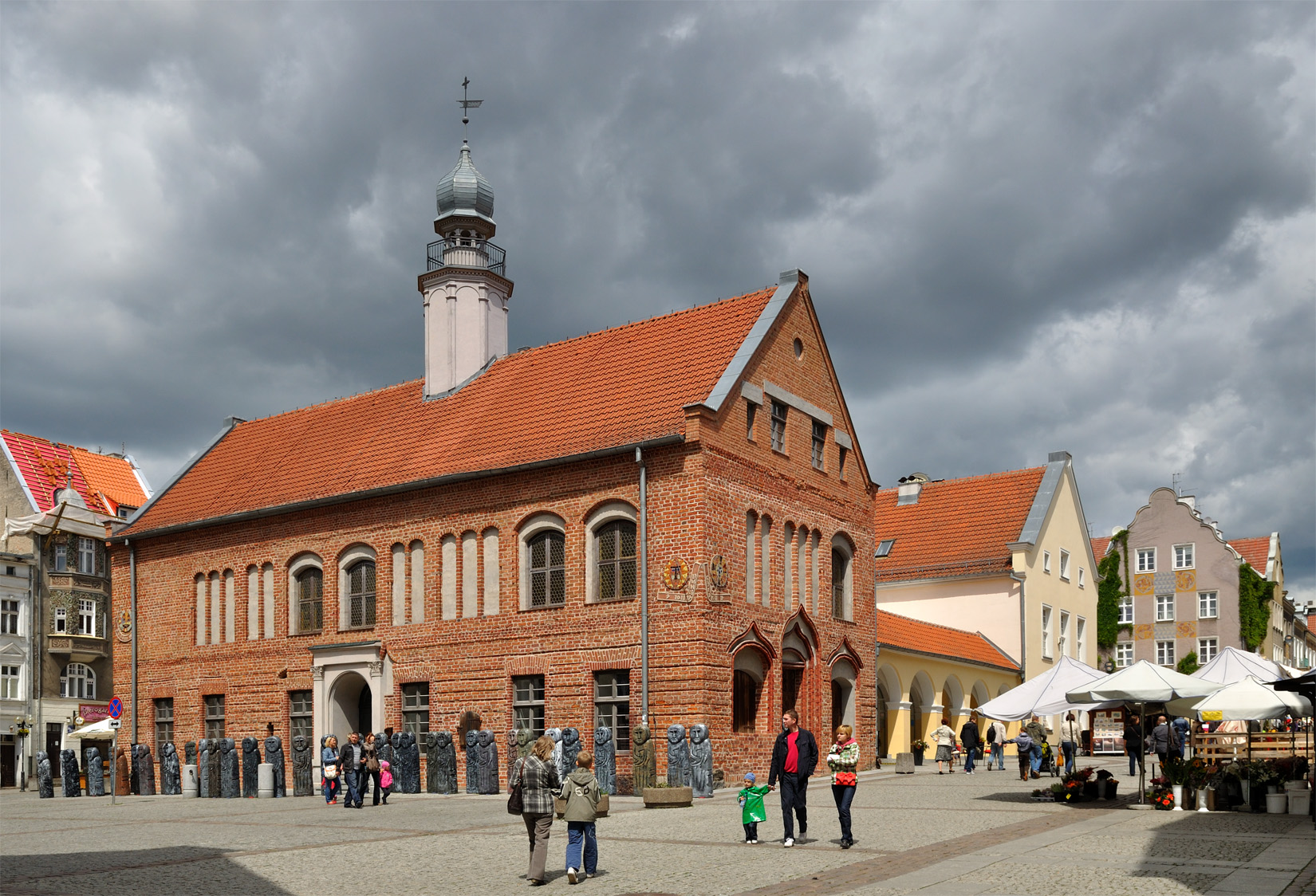
Antiga prefeitura

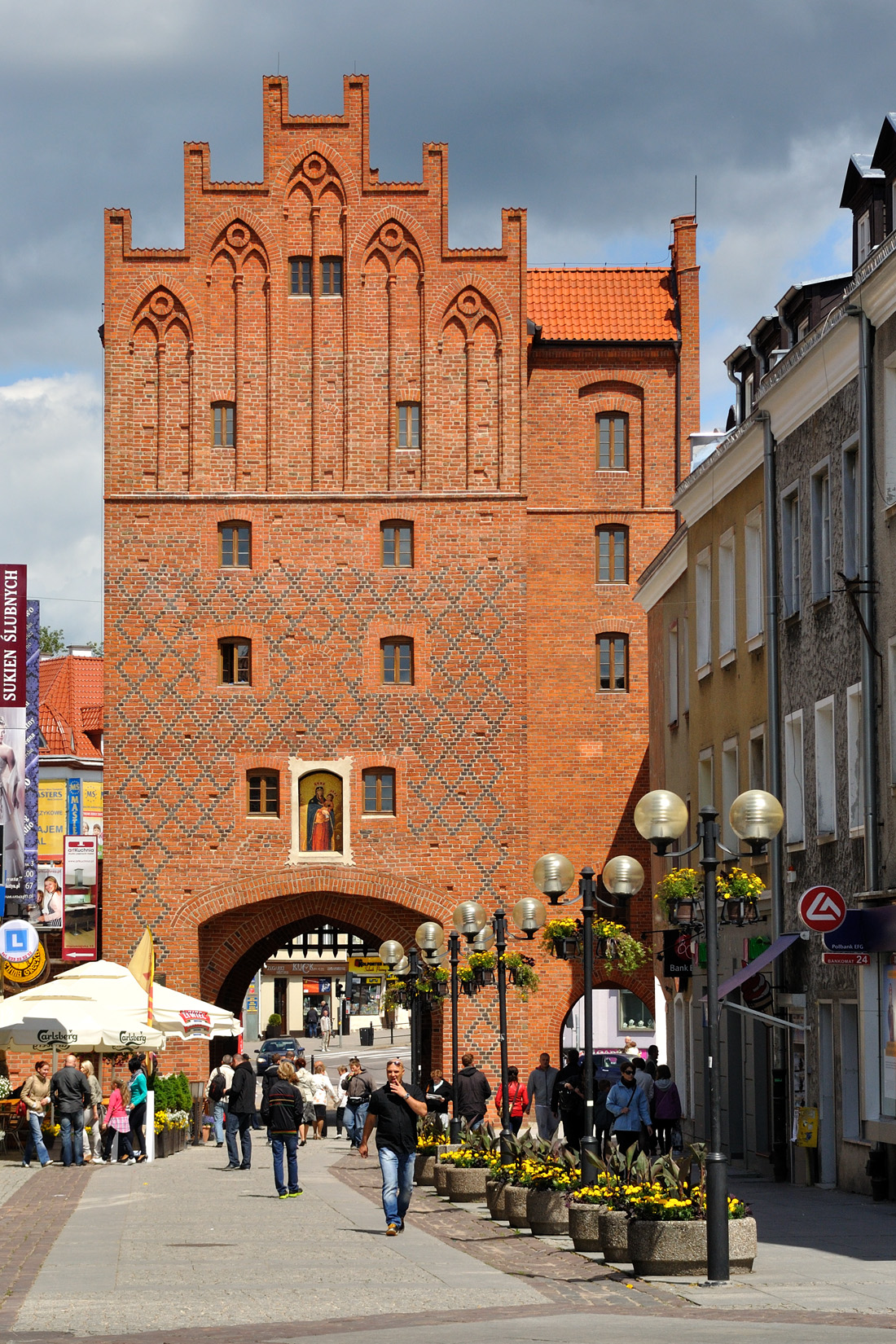
Porta Alta (antiga Porta Superior) foi construída na virada dos séculos XV e XVI no local da antiga

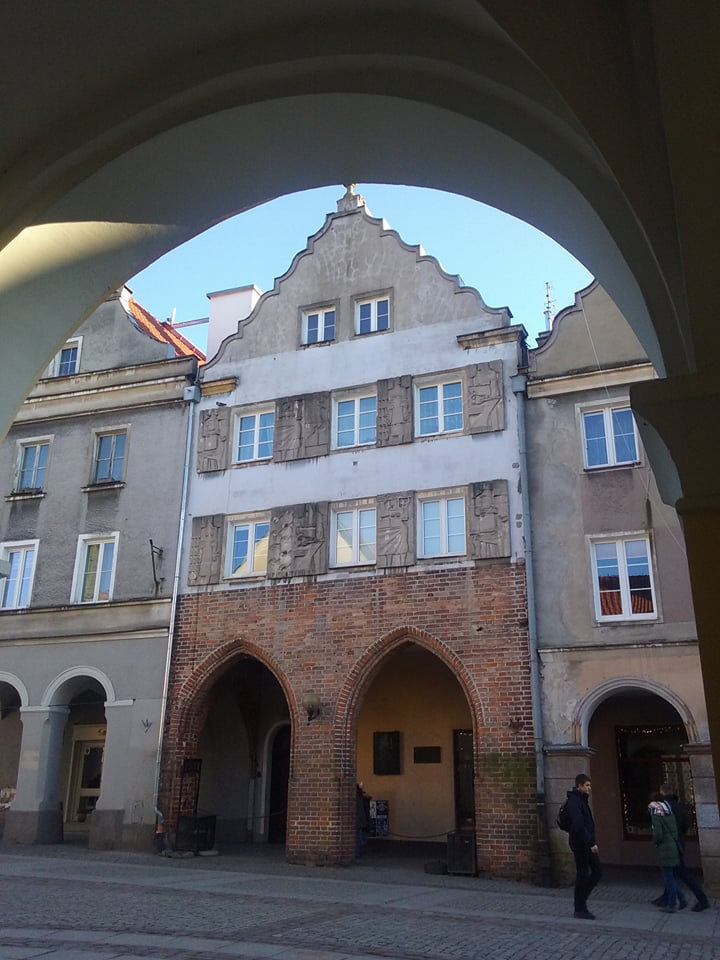
A chamada Casa do Prefeito, o edifício residencial de alvenaria mais antigo da Prússia

A localização conveniente da cidade e o grande castelo defensivo de pedra com uma guarnição permanente garantiam à nova cidade condições seguras para o seu desenvolvimento. Além de várias aldeias arrendadas, que contribuíram para o crescimento econômico, próximo de Olsztyn também existiam propriedades cavaleirescas (entre outras, Bartążek, Gągławki, Kielary, Majdy, Różnowo), que forneciam defensores armados.
Já em 1354, os lituanos, liderados por Kęstutis e Algirdas, conquistaram e destruíram o castelo em Barczewko (a primeira sede da comenda de Barczewo), matando toda a sua guarnição e devastando a terra de Gunlauken. Olsztyn permaneceu como o único local defensivo no sul da Vármia. Em 21 de janeiro de 1356, conforme descreve a Crônica de Wigand, um “poderoso exército” liderado por Kęstutis, Algirdas e Patryk de Hrodna invadiu e saqueou a comenda de Olsztyn (terra Allensteyn). Os lituanos tentaram, sem sucesso, conquistar a cidade e o castelo de Olsztyn. Queimaram e massacraram 17 aldeias próximas a Olsztyn e seguiram em direção a Dobre Miasto. Como as invasões lituanas se repetiram frequentemente até o final do século XIV, a cidade foi fortificada e depósitos de alimentos foram instalados no castelo.
O rápido desenvolvimento da jovem cidade levou o capítulo a emitir um segundo privilégio em 4 de maio de 1378. A área de Olsztyn foi ampliada para o leste (com a “nova cidade”) e foi concedida uma “floresta municipal” adicional sobre o lago Kielarskie com a casa florestal Binduga (em alemão: Wienduga). Foi então que surgiu a mais antiga Porta Superior, cujos vestígios foram descobertos por arqueólogos. Olsztyn tornou-se então a terceira maior cidade da Vármia, depois de Braniewo e Orneta.
O poder supremo sobre a cidade e toda a comenda era exercido diretamente pelo capítulo da Vármia em Frombork. A cidade irmã de Olsztyn, no Norte da Vármia, era Melzak (hoje Pieniężno), que também pertencia ao capítulo. Ambas as cidades cooperavam economicamente e se apoiavam militarmente. O capítulo da Vármia possuía poderes judiciais superiores e exercia o poder através do seu prefeito e administrador dos bens, que era um dos cônegos.
Desde a sua fundação, a cidade era administrada em nome do capítulo por um administrador hereditário (Jan de Łajs e seus sucessores), que também era responsável pela justiça inferior. A fonte de sustento do administrador era a aldeia de Różnowo e parte das receitas dos aluguéis municipais. Pelo menos desde o século XV já existia um conselho de cidade (a primeira menção data de 1404), mas ele não tinha total autonomia.
No início do ano de 1500, o conselho de cidade de Olsztyn comprou o cargo hereditário de aldeão e, a partir de então, pôde eleger o prefeito. Em 22 de fevereiro de 1500, o administrador capitular aprovou Piotr Rotenburg para o cargo. O conselho também obteve direitos judiciais menores. Com a autonomia da cidade, pouco depois de 1500, na Praça do Mercado, no local dos bancos e lojas comerciais, foi construída a prefeitura municipal em estilo gótico tardio. Talvez tenha sido então construída a Casa do Prefeito (Praça do Mercado n.º 11), com arcadas góticas, já mencionada em 1507. Foi a primeira casa residencial de alvenaria da cidade e talvez de toda a Prússia.
A cidade utilizava dois selos: um menor, idêntico ao selo da cobrança de Olsztyn, que continha o brasão da capela — uma meia cruz e um portão com três torres — e um maior, que continha a figura de Santiago Maior, padroeiro da igreja paroquial.
A grande área da comarca, a vizinhança de várias aldeias arrendadas, a boa localização na rota comercial e a garantia de segurança contribuíram para o rápido desenvolvimento econômico de Olsztyn. A cidade e o castelo foram unidos por muralhas e cercados por um amplo fosso, conectado ao rio. Foi designada uma praça do mercado e a cidade foi dividida em bairros e lotes. Os cidadãos de Olsztyn podiam usufruir de duas florestas municipais, do privilégio de pescar nos lagos e dos moinhos no rio Łyna. O capítulo também zelava pela navegabilidade do rio.
Em 1521, o conselho de cidade fundou a Wieś Miejska (Bürgerdorf, hoje Ostrzeszewo), a segunda aldeia pertencente a Olsztyn, depois de Sędyty.
Na segunda metade do século XIV (anos 1370–1380), foi erguida a igreja dedicada a Santiago Maior, um exemplo da arquitetura gótica em tijolo (finalmente concluída em 1569 com a construção da torre).
Até hoje, sobreviveu a rede de ruas traçada no século XIV e parte das muralhas defensivas, e muitas das casas existentes hoje na área da Cidade Velha apoiam-se em fundações medievais. Até meados do século XIX, o território de Olsztyn não ultrapassava a área delimitada no século XIV.

### Guerras polaco-teutônicas

Bandeira de Olsztyn (capítulo da Vármia), conquistada em 15 de julho de 1410 em Grunwald

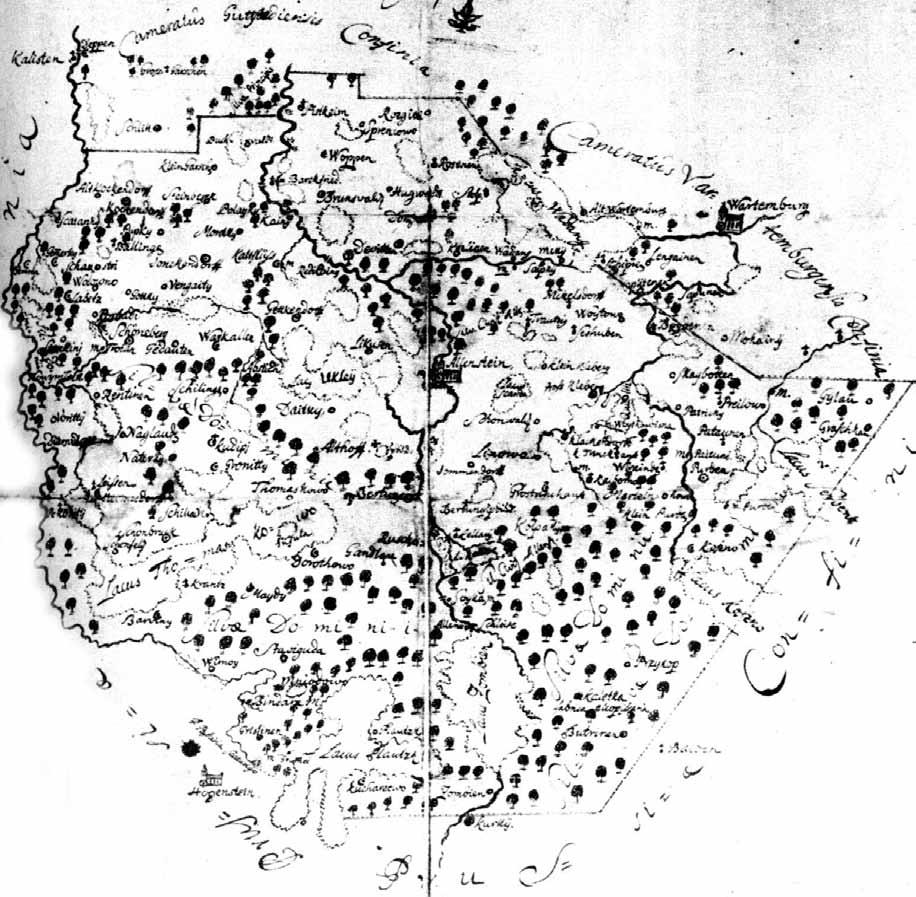
Mapa da comarca de Olsztyn (meados do século XVII)

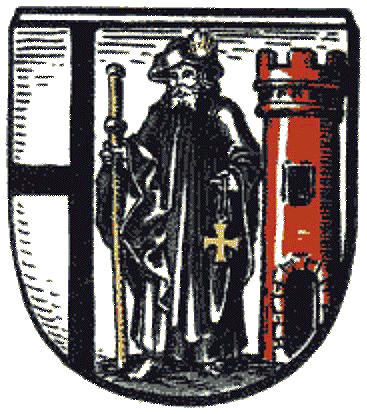
Usado até 1939, o brasão de Olsztyn combinava a figura de Santiago Maior (emblema do conselho municipal) e o brasão do capítulo da Vármia (emblema do castelo de Olsztyn). Desenho de Otto Hupp

Na época em que a Vármia pertencia ao Estado da Ordem Teutônica, ela estava integrada ao sistema defensivo da Ordem. A Ordem Teutônica era obrigada a garantir a segurança dos habitantes da Vármia, e o bispo e o capítulo assumiam parte da responsabilidade em caso de guerras defensivas travadas pela Ordem na Prússia, mantendo castelos e fornecendo soldados de seu território.

#### Grande Guerra (1409-1411)
Durante a Guerra Polaco-Lituana-Teutônica em 1410, Olsztyn constituiu uma Chorągiew, unidade organizacional e tática básica da cavalaria (com Pieniężno, era, portanto, a cavalaria de todo o capítulo da Vármia). Ela lutou ao lado da Ordem Teutônica na batalha de Grunwald como uma das três cavalarias da Vármia. A bandeira preto-branco-vermelha de Olsztyn conquistada na época foi apresentada com uma descrição por Jan Długosz na obra Banderia Prutenorum. A Chorągiew, com cerca de 200–500 soldados, era composta principalmente por proprietários de terras de feudos cavaleiros, incluindo o representante da comunidade de Olsztyn (ou seus filhos) e os chamados livres, talvez também uma representação dos burgueses e um destacamento de mercenários. À frente da unidade estava o presidente do capítulo.
Pouco depois da derrota de Grunwald, em 18 de julho, quando o rei Ladislau II Jagelão e as principais forças polaco-lituanas se encontravam em Olsztynek, parte das tropas chegou a Olsztyn. Os burgueses e o capítulo renderam a cidade. Alguns dias depois, segundo a Kronika konfliktu, “no dia de Maria Madalena [22 de julho], um castelo muito importante, a saber, Olsztyn, rendeu-se ao rei”. O rei Jagelão, que se encontrava então em Morąg, entregou o castelo ao príncipe mazoviano Janusz I, que o ocupou com uma guarnição polonesa.
Durante o cerco de Malbork, o bispo da Vármia, Henryk Vogelsang, prestou homenagem ao rei Ladislau II Jagelão em 27 de julho, em nome próprio e do capítulo, entregando a Vármia ao domínio do rei polonês. Após a retirada dos poloneses de Malbork, as cidades e os castelos voltaram ao domínio da Ordem Teutônica. A guarnição polonesa abandonou o castelo de Olsztyn no final de setembro.
A paz de Toruń de 1411, que pôs fim à guerra, devolveu à Ordem Teutônica as terras, cidades e castelos conquistados na Prússia e libertou os seus súbditos do juramento de fidelidade ao rei polonês feito durante a guerra. O bispo da Vármia, o capítulo e os Estados prussianos — incluindo as cidades — chegaram a um acordo com o novo grão-mestre e obtiveram garantias de segurança e liberdades adicionais no Estado Teutônico.

#### Guerra da Fome (1414)
Em agosto de 1414, durante a chamada Guerra da Fome, Olsztyn ficou no caminho de uma grande armada polaco-lituana de 40 mil soldados. Como escreveu Jan Długosz, “embora o castelo tenha resistido ao rei por algum tempo, graças ao poder do exército foi conquistado e a cidade foi entregue ao saque do exército”. Segundo fontes da Ordem Teutônica, o castelo foi entregue graças à traição de um dos cavaleiros, um tal de Filipe (trata-se provavelmente de Filipe von Wildenau A cidade foi totalmente incendiada em 8 de agosto pelas tropas polaco-lituanas, assim como todas as aldeias, fazendas, propriedades e moinhos ao redor de Olsztyn, além de duas igrejas paroquiais. As demais igrejas foram saqueadas. Morreram 535 pessoas na comarca de Olsztyn. As descobertas arqueológicas datam desse período, entre elas um tesouro com mais de 600 moedas da Ordem Teutônica, descoberto em 1951 na Praça do Mercado, e 23 moedas encontradas na rua Lelewela em 2006.
As principais forças de Ladislau II Jagelão e Vytautas, o Grande permaneceram estacionadas durante cinco dias perto de Olsztyn, provavelmente perto de Dorotowo, utilizando os moinhos do rio Łyna para reabastecerem-se de alimentos. O castelo foi confiado ao comando do cavaleiro Dziersław de Włostowice, e o exército seguiu para o norte, saqueando e destruindo cidades e aldeias da região da Vármia. Na Vármia, morreram então quase 1 400 pessoas. As perdas da comenda de Olsztyn foram estimadas em 90 625 marcos, e as perdas de toda a região da Vármia em 5,5 milhões de marcos. O castelo de Olsztyn foi reconquistado em setembro por uma tropa da Ordem Teutônica sob o comando do comandante de Pokarmin, Helfrich von Drahe. No final, a fome e as doenças, bem como o início do Concílio de Constança, levaram Jagelão a retirar-se da região da Prússia em outubro.
Os conflitos dos anos 1409–1422 só terminaram com a paz de Melno, que estabeleceu as fronteiras entre a Polônia, a Lituânia e a Ordem Teutônica por centenas de anos, além de garantir a soberania dos Estados prussianos.

#### Guerra dos Treze Anos (1454–1466)
Em 5 de maio de 1440, Olsztyn, com a aprovação do capítulo, aderiu à Confederação Prussiana — uma confederação de estamentos (nobreza e cidades) prussianos, cujas atividades, com o tempo, se voltaram contra a Ordem Teutônica. Após a eclosão da revolta antiteutônica e o início da Guerra dos Treze Anos, os cidadãos de Olsztyn, liderados pelo cavaleiro da Vármia, Baltazar de Skajbot (Balthasar Skayboth), em fevereiro de 1454, obrigaram o administrador dos bens do capítulo a entregar o castelo aos representantes da Confederação. No entanto, após a derrota das tropas polonesas na Batalha de Chojnice, os cavaleiros teutônicos exigiram que Baltazar e o capítulo entregassem o castelo. Em julho do ano seguinte, a cidade caiu nas mãos dos mercenários teutônicos sob o comando de Jerzy von Schlieben, que em dezembro também tomou o castelo. Em 1459, a cidade foi destruída por um incêndio. Em janeiro de 1461, Schlieben devolveu ao capítulo o poder sobre o castelo e a cidade, mas antes saqueou a cidade e deixou nela um destacamento da Ordem Teutônica. Em 1463, a cidade foi ocupada por tropas polonesas, que, no entanto, não conseguiram conquistar o castelo. A cidade foi novamente incendiada. No entanto, já em 4 de novembro de 1464, o bispo da Vármia, Paweł Legendorf, entregou a Vármia ao rei Casimiro IV Jagelão e, em 1466, declarou guerra à Ordem.
Por força do tratado de paz assinado em 19 de outubro de 1466 em Toruń, a Vármia passou para o domínio da Polônia. Até 1772, Olsztyn, juntamente com toda a região da Vármia, estava nas fronteiras da Prússia Real da Coroa do Reino da Polônia. No entanto, continuou sob a autoridade do capítulo da Vármia e era regida pela lei de Chełmno.

### Nas fronteiras da Prússia Real polonesa

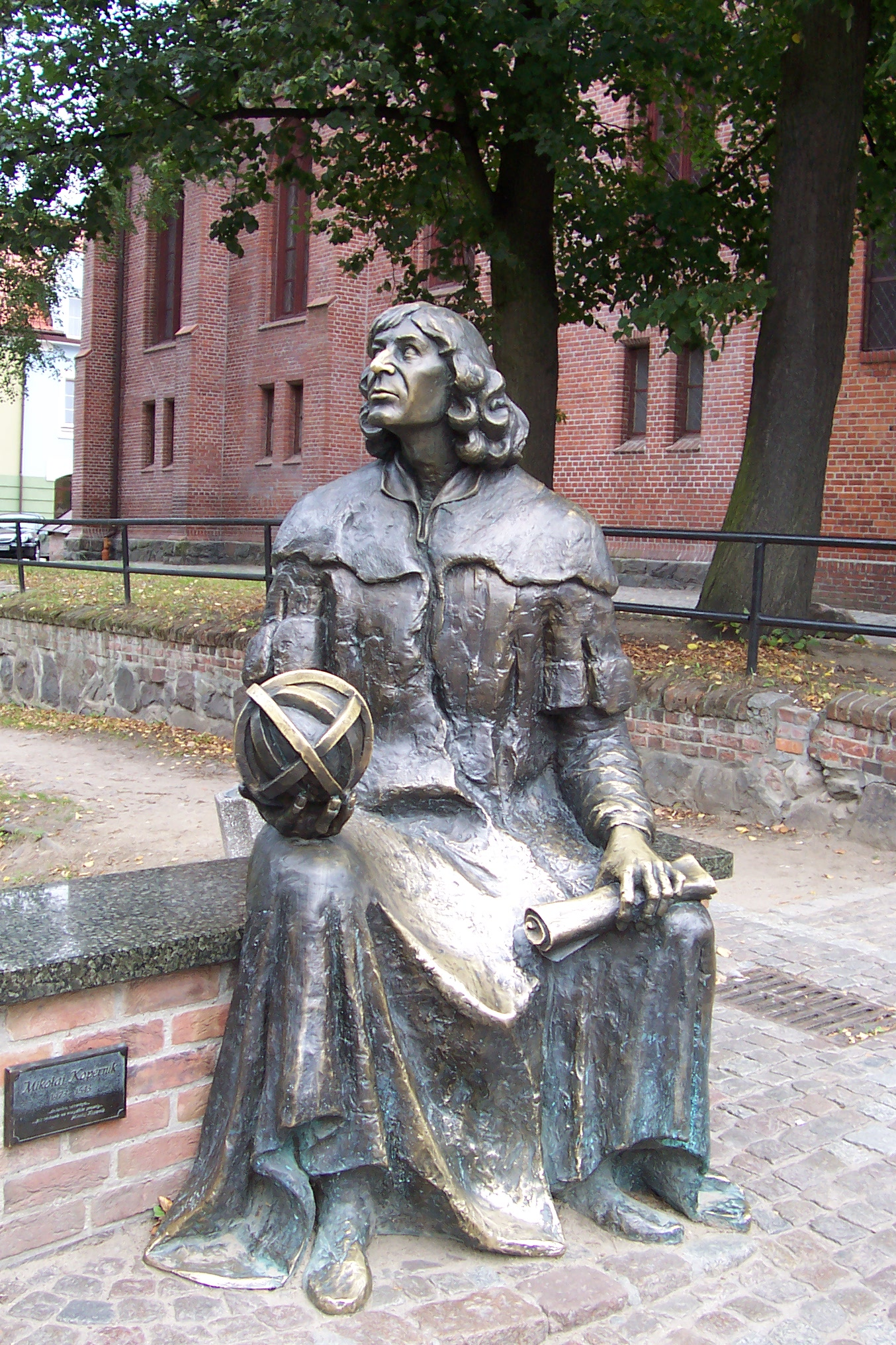
Monumento a Nicolau Copérnico, cônego da catedral da Vármia, administrador dos bens da catedral em Olsztyn e arredores

Com o fim da Guerra dos Treze Anos, a cidade entrou num período de paz e prosperidade. A seguinte guerra, conhecida como Guerra do Papa, causou destruição na Vármia, mas poupou Olsztyn. As tropas polonesas de Jan Biały enfrentaram as tropas da Ordem Teutônica em Stary Dwór (hoje parte do bairro de Kortowo) no verão de 1478 e destruíram as aldeias vizinhas, mas não sitiaram a cidade nem o castelo.
A cidade foi reconstruída após a destruição. No final do século XV e início do século XVI, os cidadãos de Olsztyn substituíram as fortificações de pedra da cidade, que estavam em mau estado, por muralhas defensivas de tijolo, elevando-as significativamente e ligando-as às muralhas do castelo. Naquela época, também foram construídos o atual Portão Alto e, provavelmente, a Antiga Prtefeitura e a Casa do Presidente da Câmara.
A última guerra polaco-teutônica (1519–1521) também devastou Vármia, mas a cidade e o castelo permaneceram seguros graças à reconstrução anterior das fortificações. O administrador da época dos bens do capítulo de Vármia era o cônego de Frombork, Nicolau Copérnico. Em 1521, ele comandou o castelo de Olsztyn contra o esperado ataque das tropas teutônicas de Alberto, Duque da Prússia. No entanto, o ataque ao castelo não ocorreu, somente um pequeno destacamento teutônico de Dobre Miasto tentou, sem sucesso, derrubar a muralha da cidade.
Além disso, Copérnico empreendeu uma ação de colonização das aldeias devastadas pela guerra na região de Olsztyn. O manuscrito de Copérnico Lokacje łanów opuszczonych (Localização de campos abandonados) é um vestígio dessa ação, do qual se conclui que parte dos colonos trazidos tinha nomes poloneses (segundo estimativas, cerca de 40% dos mencionados). Provavelmente eram mazóvios (mazurianos) convidados por ele ou descendentes de poloneses que já viviam na Prússia, trazidos no âmbito da colonização interna. Eles deram origem ao caráter polonês do sul da Vármia e aos posteriores vármios.
No castelo de Olsztyn, onde ficava a residência do administrador, Nicolau Copérnico também realizava observações astronômicas, cujo vestígio é um fragmento da placa astronômica original de Copérnico, que pode ser vista no claustro do castelo.
O século seguinte foi marcado pelo florescimento da cidade, favoravelmente localizada na movimentada rota Królewiec-Varsóvia. Os habitantes viviam do comércio e do artesanato. Eles também atuavam como intermediários no comércio entre a Polônia e os portos do mar Báltico. O desenvolvimento foi interrompido pela Grande Guerra do Norte nos séculos XVII e XVIII, e a grande epidemia de peste de 1709–1712 despovoou a cidade quase completamente. Foi então que deixou de existir a aldeia urbana de Sędyty, localizada na foz do rio Wadąg, no rio Łyna. Graças ao apoio do capítulo, Olsztyn conseguiu melhorar sua situação ao longo do século XVIII.

### No Estado prussiano

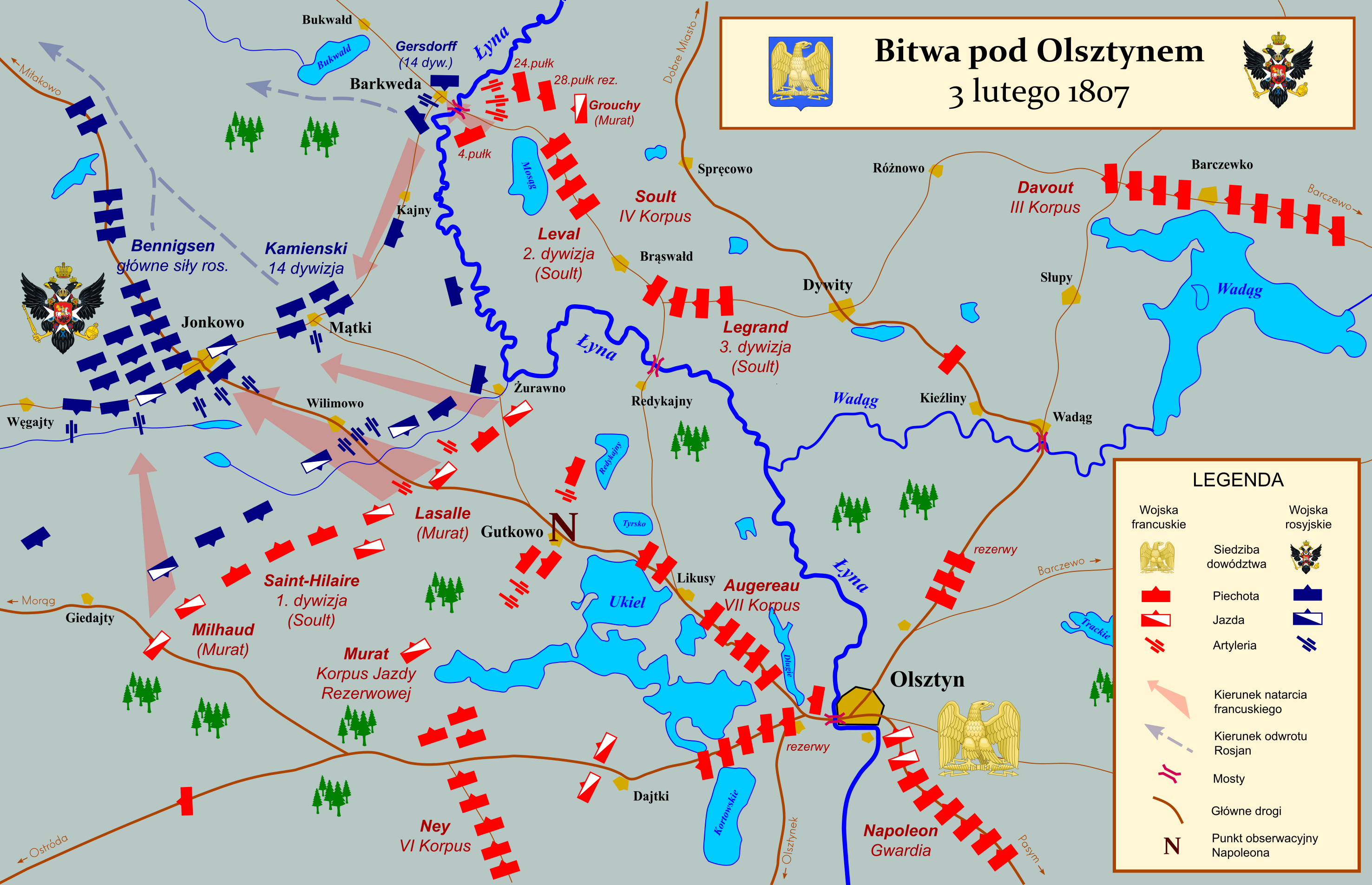
Mapa da batalha de Olsztyn entre franceses e russos em 3 de fevereiro de 1807

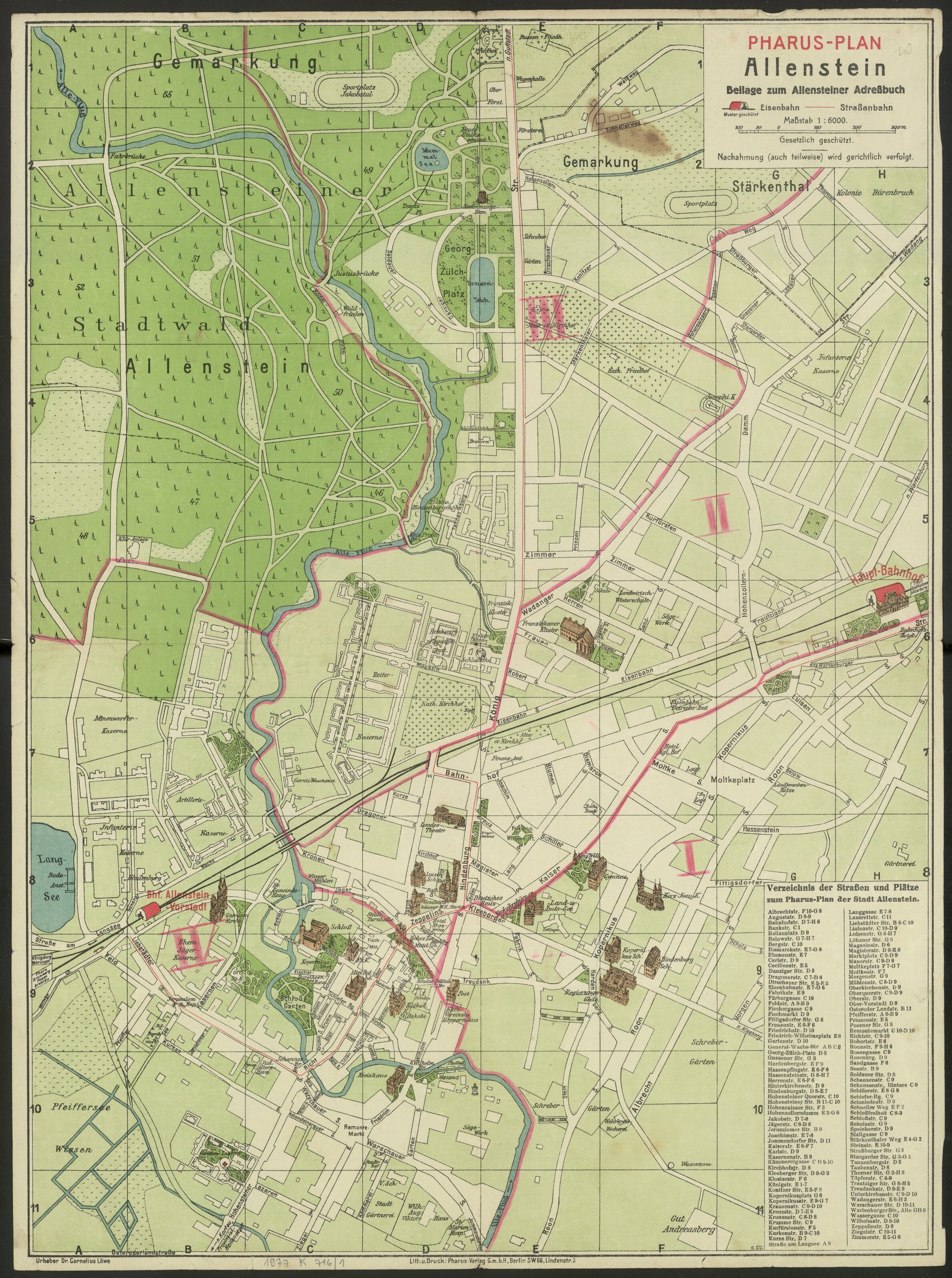
Mapa ilustrado de Olsztyn de 1925

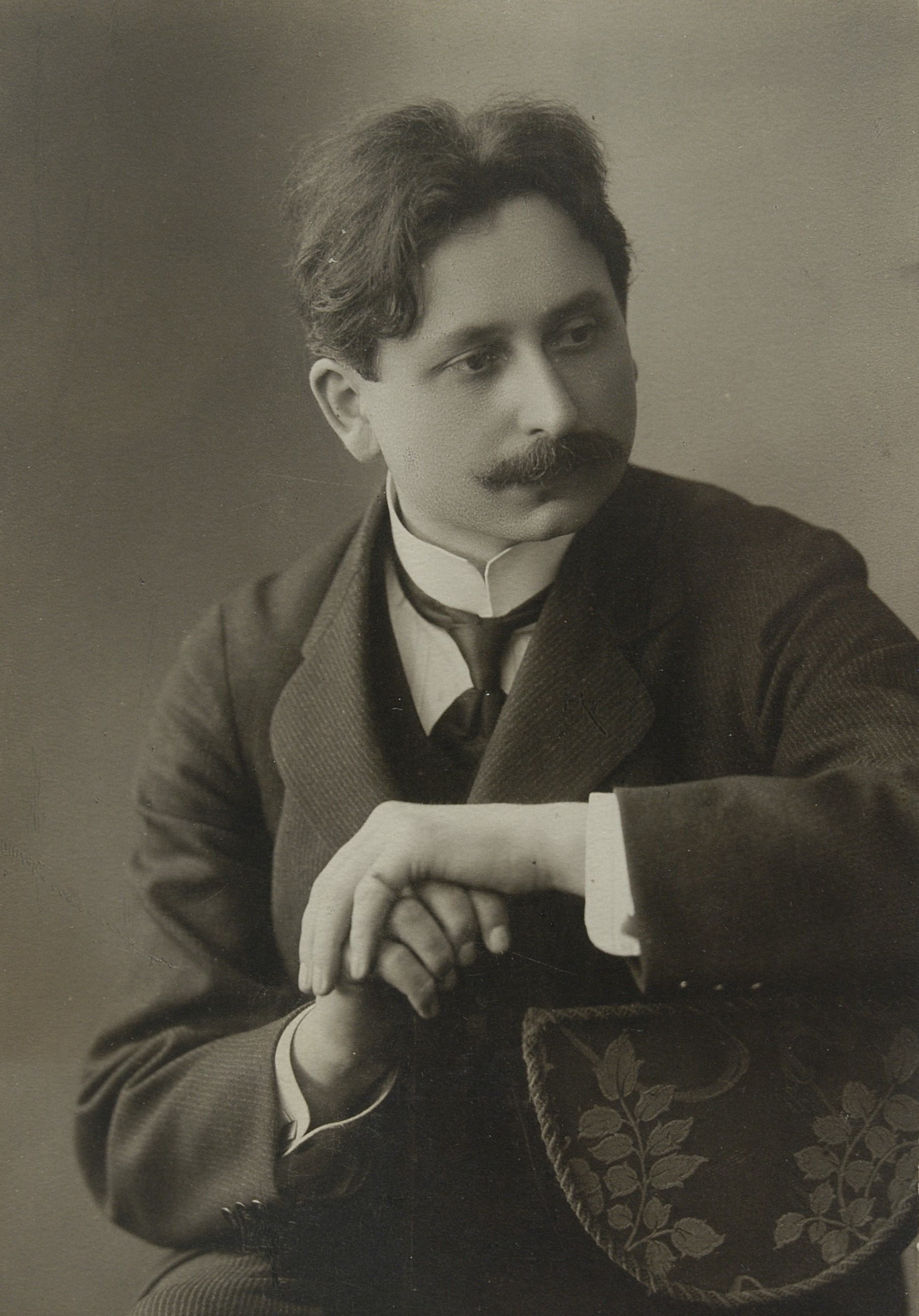
Feliks Nowowiejski, compositor e músico, morador de Olsztyn entre 1893 e 1900, criador da melodia Rota

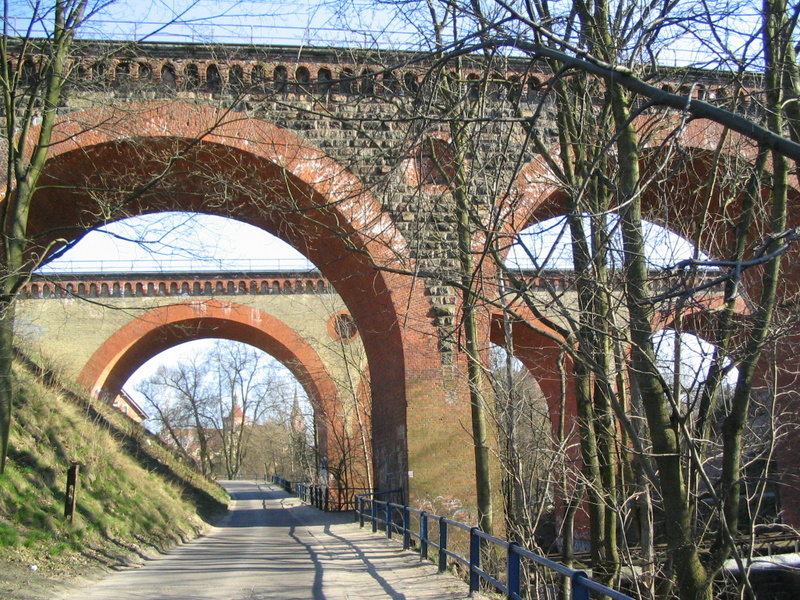
Viadutos ferroviários (século XIX)

Em 1772, durante a Primeira Partilha da Polônia, a Vármia foi incorporada ao Reino da Prússia. Seguiu-se a sua secularização e liquidação como entidade estatal. Os bens do capítulo da Vármia foram secularizados, pelo que também a cidade de Olsztyn e o castelo de Olsztyn passaram a ser propriedade do rei prussiano.
Durante as Guerras Napoleônicas, Olsztyn desempenhou um papel significativo, estando localizada na linha de marcha das tropas. Após a famosa Batalha de Jena–Auerstedt, em 1806, o derrotado Reino da Prússia ficou sob o domínio de Napoleão. Os franceses libertaram as terras polonesas da partilha prussiana e, já em 1 de janeiro de 1807, entraram em Olsztyn. O general francês Gaspard Gardanne passou a residir no castelo, assim como o marechal Michel Ney, um dos mais notáveis comandantes napoleônicos, que chegou em 19 de janeiro. No entanto, na Prússia Oriental ainda manobrava o grande exército russo e as tropas prussianas que lhe eram fiéis. No início de fevereiro, grandes forças francesas se concentraram nos arredores de Olsztyn, com a intenção de deter os russos em retirada. Em 3 de fevereiro de 1807, ocorreu o confronto entre os dois exércitos, conhecido como a batalha de Olsztyn (também conhecida como a batalha de Jonkowo ou de Barkweda). Com essas ações, em 3 de fevereiro, o próprio Napoleão Bonaparte chegou rapidamente de Varsóvia a Olsztyn, onde recebeu o relatório do exército e os relatórios no mercado de Olsztyn e, em seguida, fez uma refeição no castelo, onde questionou o padre e historiador Gerard Gley sobre os vestígios de Nicolau Copérnico. À tarde, observou as ações de seus soldados da torre de madeira da igreja em Gutkowo, preservada até hoje. Napoleão pretendia travar uma batalha decisiva contra os russos perto de Olsztyn. No entanto, apesar da fuga dos russos, os franceses venceram a batalha e, ao custo de combates intensos, conquistaram pontes estratégicas intactas sobre o rio Łyna, entre outras em Barkweda, o que lhes permitiu alcançar os russos e travar uma grande batalha perto de Pruska Iława alguns dias depois.
O governo francês na Prússia também trouxe mudanças legais e sociais. Por força do Tratado de Tilsit, a Prússia introduziu parcialmente o Código Napoleônico, o que incluiu também uma maior secularização dos bens da Igreja. O código também garantia liberdade religiosa. Nessa época, foi criada a primeira comunidade judaica em Olsztyn, que se reunia em uma sala na rua Staromiejska. O resultado dessas mudanças foi também a criação do governo local na Prússia, graças ao qual, em 1818, foi criado o condado de Olsztyn.
Após 1818, a construção urbana saiu dos muros da Cidade Velha. A segunda metade do século XIX foi marcada por um desenvolvimento dinâmico sob o governo do prefeito Robert Zakrzewski (Sakrzewski) e, posteriormente, de Oskar Belian. Em 1867, foi construído um hospital moderno para a época, nos anos 1872–1873 foi construída uma linha ferroviária via Olsztyn, ligando Toruń a Królewiec, e em 1877 foi criado um ginásio (atualmente, o seu edifício alberga a 1ª escola secundária geral). O número de habitantes nesse período aumentou de 4 mil em 1846, passando por 6 mil em 1875, para 25 mil em 1895. Em 1900, mais de 35% dos habitantes de Olsztyn eram poloneses. No mesmo período, Olsztyn tornou-se um dos centros do movimento nacional polonês na Vármia. Em abril de 1886, foi publicado o primeiro número do “Gazeta Olsztyńska”, um jornal polonês publicado ininterruptamente até 1939 pelas famílias Liszewski e Pieniężny. Em 1891, foi fundada a Sociedade Popular Polaco-Católica “Zgoda”. Graças à ajuda de ativistas da Grande Polônia e da Pomerânia, os poloneses da Vármia começaram a apresentar seus candidatos nas eleições para o parlamento prussiano.

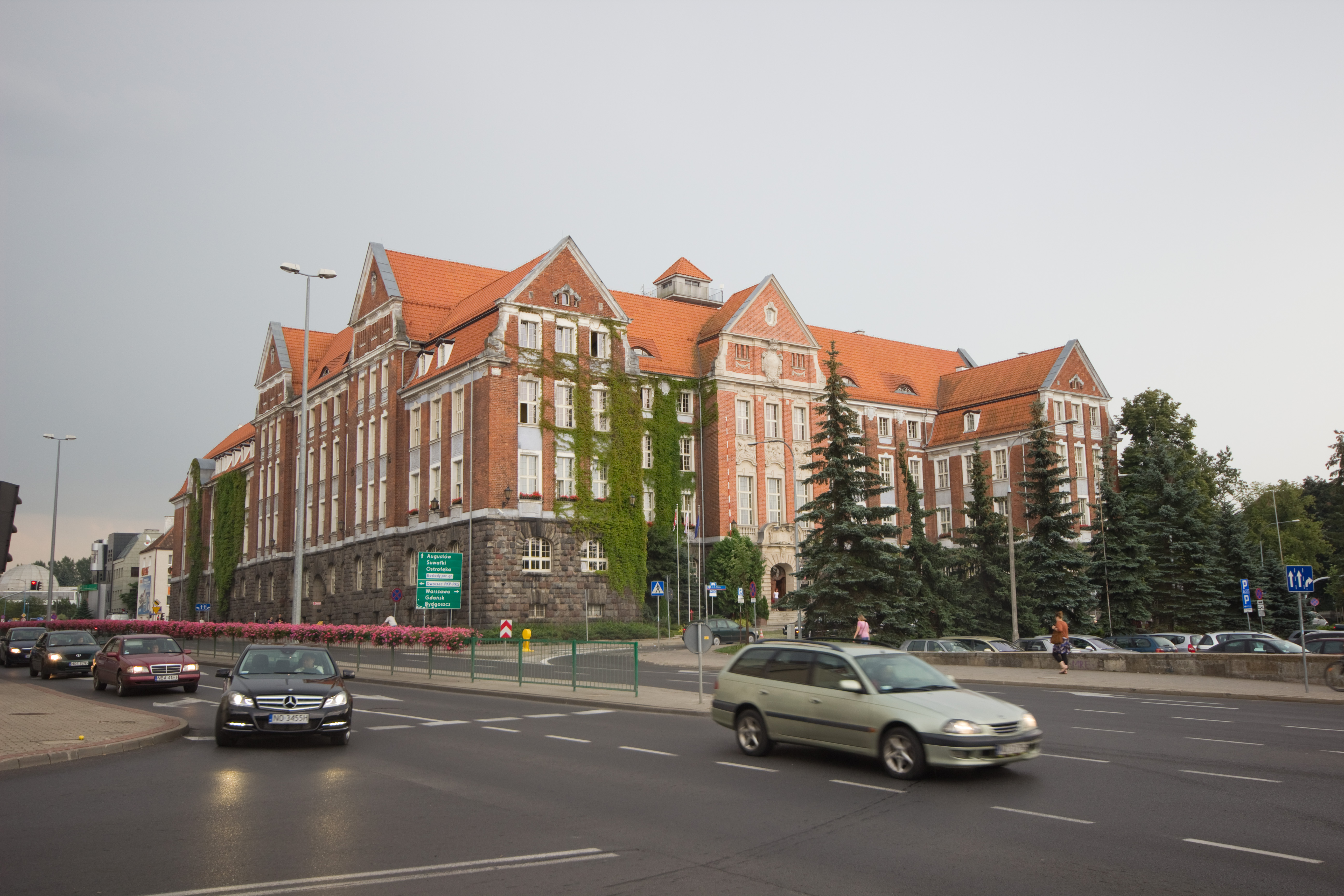
Edifício do Regierungsbezirk, atualmente sede do Gabinete do Marechal da voivodia e do Tribunal Administrativo Provincial

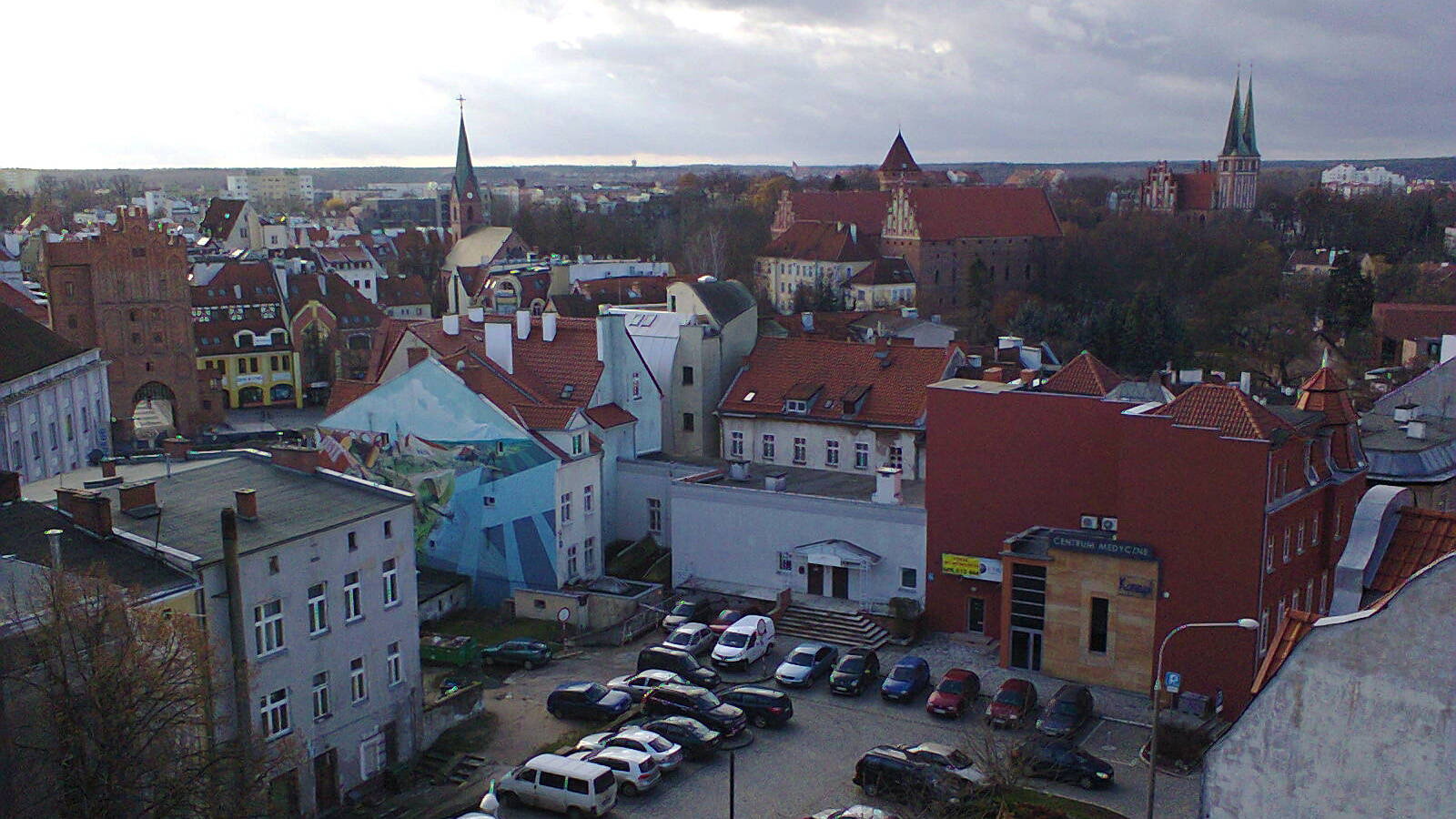
Vista de Olsztyn a partir da Nova Prefeitura, na direção sudoeste

No final do século XIX, a ferrovia chegou a Olsztyn. A cidade começou a se desenvolver em direção à estação ferroviária, localizada na época nos arredores. Nos últimos anos do século XIX e no início do século XX, foram erguidos novos edifícios públicos, entre eles a nova prefeitura em estilo renascentista neerlandês, a igreja neogótica do Sagrado Coração de Jesus e a igreja neorromânica de São José, a sede do Regierungsbezirk e o ginásio masculino, além de modernos bairros residenciais. Em 1890, foi instalado o gás de rua e, em 1892, tocou o primeiro telefone. Seis anos depois, chegou o moderno sistema de abastecimento de água e esgoto e, em 1907, a eletricidade. Os bondes apareceram nas ruas e, pouco depois, foi inaugurado o aeródromo.

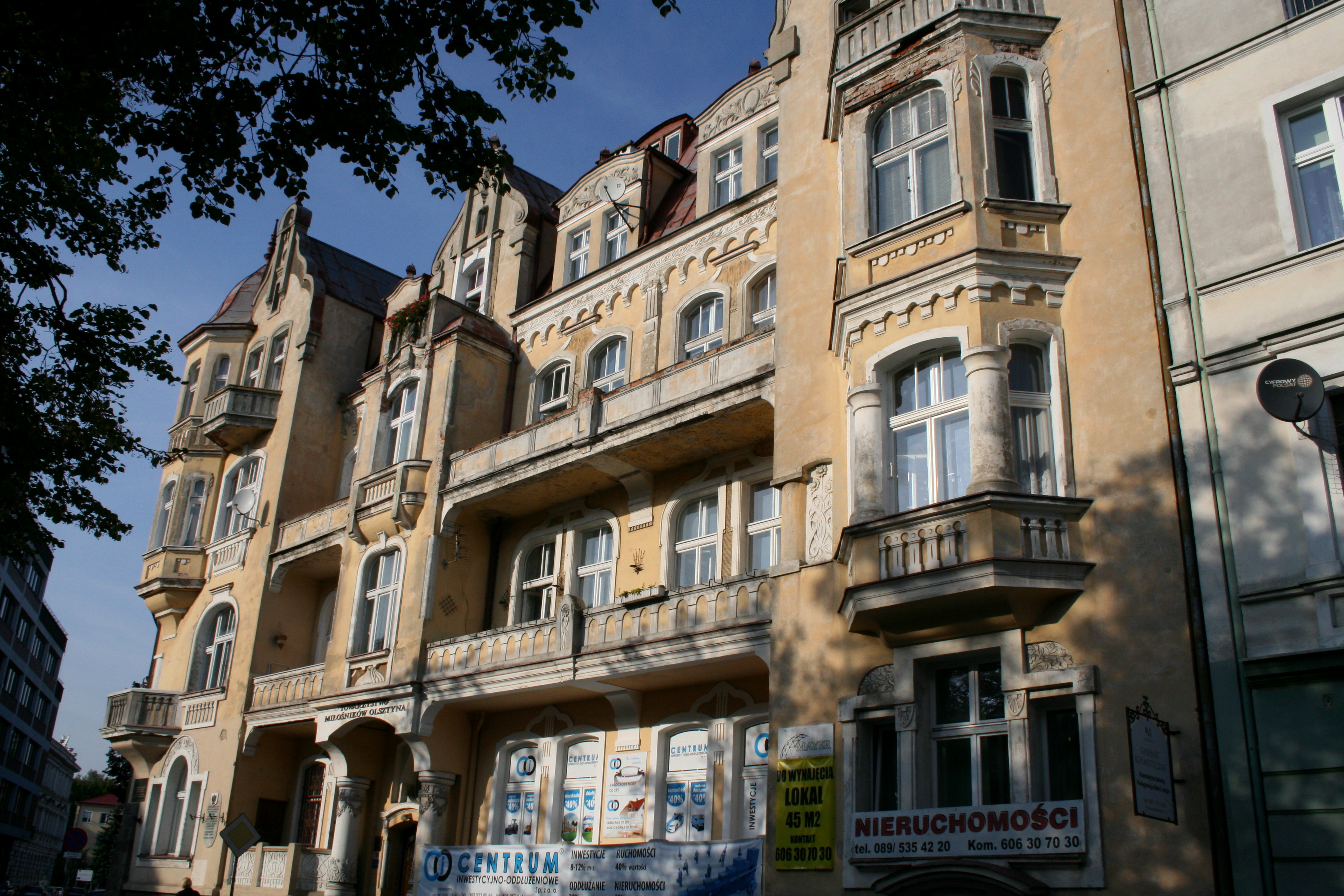
Edifício do antigo Consulado da República da Polônia (praça do Consulado Polonês, 5)

Entre 1893 e 1900, o compositor Feliks Nowowiejski, mais tarde criador da melodia de Rota para a letra de Maria Konopnicka (“Nie rzucim ziemi skąd nasz ród” [Não abandonaremos a terra de onde viemos]), morou em Olsztyn. O jovem Nowowiejski trabalhava então no 2.º regimento de granadeiros como trompista e violoncelista. Ele compôs várias obras, incluindo a marcha militar Pod sztandarem pokoju (Sob a bandeira da paz), que lhe trouxe reconhecimento e abriu as portas para uma carreira internacional. Nowowiejski também foi organista temporário na igreja paroquial de Santiago Maior. Em Olsztyn, ele morava na atual rua Pieniężnego 18, o que é comemorado por uma placa memorial.
Em 1914, a cidade foi brevemente ocupada pelas tropas russas, que se retiraram após a derrota na batalha de Tannenberg. Após a Primeira Guerra Mundial, a futura jurisdição da parte sul da Prússia Oriental foi decidida por plebiscito em 11 de julho de 1920. 97,8% dos eleitores em Olsztyn votaram a favor da permanência da cidade na Alemanha. Em 1 de janeiro de 1923, foi constituído em Olsztyn o 4.º distrito da União dos Poloneses na Alemanha. Ele representava os interesses dos poloneses da Vármia, Masúria e Powiśle. Entre 1921 e 1932, como resultado do movimento de construções, a área de edificações compactas em Olsztyn se expandiu significativamente. Nesses anos, as edificações caóticas e desordenadas passaram por mudanças significativas, conforme os planos urbanísticos estabelecidos pelos escritórios de arquitetura da cidade. O movimento de construções cresceu rapidamente após 1933. Construía-se tanto que o número de apartamentos entregues anualmente para uso bateu um recorde na história de Olsztyn. Nessa época, foram construídas ruas no centro e em Zatorze, entre elas: as atuais ruas Kościuszki, Wojska Polskiego, Okrzei, Wyspiańskiego, Głowackiego e Emilii Plater. Nos anos 30, foi implementado em Olsztyn o conceito de cidade-jardim, razão pela qual surgiu ao redor da cidade um círculo de bairros ligados ao centro pela área verde. Em 1939, mais de 50 mil pessoas viviam lá.
Durante a Segunda Guerra Mundial, o Distrito da Pomerânia do Exército Nacional organizou uma célula do Exército Nacional em Olsztyn com o codinome “Okno” e distribuía a imprensa clandestina polonesa na região.

### Retorno à Polônia e atualidade
Em 22 de janeiro de 1945, Olsztyn foi tomada pelo Exército Vermelho. A tomada da cidade fortificada foi o resultado de uma ação improvisada do corpo de cavalaria comandado pelo general Nikolai Oslikowski, agindo sob as ordens do comandante da 2.ª Frente Bielorrussa, marechal Konstantin dataossovsky. O corpo percorreu 60 quilômetros por florestas em meio a uma nevasca de inverno para surpreender completamente as tropas alemãs, que se renderam sem grande resistência. Após alguns dias estacionados, os soldados soviéticos incendiaram a cidade — cerca de 40% das construções foram destruídas.
Em 21 de março de 1945, às 12 horas, Jakub Prawin, como representante do governo na região da Vármia-Masúria, assumiu a administração de Vármia e Masúria. A população de língua alemã que permaneceu em Olsztyn foi deslocada e, em seu lugar, chegaram gradualmente colonos poloneses, entre outros. Em 1946, a cidade tinha 23 mil habitantes e, em 1950, 45 mil. Após 1945, Olsztyn, como capital da voivodia, desenvolveu-se significativamente. A sede da cúria episcopal (diocesana e, desde 1992, arquidiocesana) foi transferida de Frombork para Olsztyn. Foram instaladas fábricas de borracha — Olsztyńskie Zakłady Opon Samochodowych (1967), de alimentos, madeira, máquinas, materiais de construção e outras. No final da década de 1960, Olsztyn atingiu 70 mil habitantes. Naquela época, a cidade tinha um número de edifícios semelhante ao que tinha antes da guerra. No início da década de 1970, a população da cidade ultrapassou os 100 mil habitantes. O rápido desenvolvimento da cidade criou uma série de problemas de natureza econômica e técnica. Novos bairros de Olsztyn surgiram a leste e sudeste da antiga fronteira pré-guerra da área urbana compacta da cidade. Isso se deveu principalmente ao fato de que a cidade é limitada ao norte por um complexo compacto de florestas e ao oeste por três lagos: Krzywe, Długie e Kortowskie. Os meios de transporte que ligavam o centro aos bairros periféricos eram absolutamente insuficientes. Em 1965, os bondes foram extintos e, seis anos depois, os trólebus também, introduzindo-se em toda a cidade um sistema único de transporte por ônibus. Em 27 de maio de 1971, o primeiro secretário do Comitê Central do Partido Comunista Polonês, juntamente com Mieczysław Moczar, visitou a Olsztyńskie Zakłady Gumowe (Fábrica de Borracha de Olsztyn). A criação do NSZZ “Solidarność” marcou uma virada na vida política. Em 1980, eclodiu na cidade o chamado “caso Wojnowski” — ele era secretário municipal do PZPR. O “Solidarność” local acusou-o de malversação na construção de uma casa de veraneio em Pluski. Em sua defesa, o jornalista Tadeusz Samitowski transmitiu uma reportagem defendendo Wojnowski, na qual, entre outras coisas, comparou a modesta casa de Wojnowski com a casa muito mais rica do líder municipal do “Solidarność”. O caso terminou com a demissão tanto de Wojnowski quanto do jornalista. Durante o estado de guerra, a oposição atuou ativamente na cidade.
Após 1989, o governo local foi restaurado e o primeiro conselho democrático e a administração da cidade foram eleitos. Em 1990, Olsztyn ultrapassou os 163 mil habitantes. Em 1999, a fusão de três instituições de ensino superior deu origem à Universidade de Vármia-Masúria. Atualmente, é visível o desenvolvimento contínuo da cidade — a rápida expansão dos bairros residenciais do sul (Jaroty, Pieczewo, Generałów) e do distrito industrial (entre outros, através do desenvolvimento da fábrica Michelin). Olsztyn é uma das poucas cidades com um índice de crescimento natural positivo, bem como um saldo migratório positivo.

## Condições naturais
| Tipo                                 | Área     | %      |
| ------------------------------------ | -------- | ------ |
| áreas agrícolas                      | 22,7 km² | 25,8%  |
| áreas florestais e arborizadas       | 20,2 km² | 23,0%  |
| áreas residenciais                   | 20,4 km² | 23,0%  |
| áreas industriais e de armazenamento | 5,5 km²  | 6,3%   |
| áreas verdes e parques               | 1,7 km²  | 2,0%   |
| áreas de serviços municipais         | 8,0 km²  | 9,2%   |
| áreas submersas                      | 9,4 km²  | 10,7%  |
| Área da cidade (Σ)                   | 88,0 km² | 100,0% |

### Relevo do terreno
A cidade está localizada na faixa de morenas terminais da última glaciação. O ponto mais alto de Olsztyn está situado a 155 m acima do nível do mar, enquanto o mais baixo fica a 88 m acima do nível do mar.

### Clima
Olsztyn está localizada numa zona climática temperada, quente e transitória. É um clima típico de região lacustre. É condicionado principalmente por elementos ambientais locais (relevo, florestas, lagos). O clima local é caracterizado por uma precipitação média anual de cerca de 600 mm. A temperatura média anual do ar é de cerca de +7,2 °C, com uma máxima em julho de cerca de +17,3 °C e uma mínima em janeiro de cerca de –3,0 °C. Em média, durante o ano, chove durante cerca de 160 dias, o número de dias com geadas é de 140, enquanto a cobertura de neve permanece em média durante 83 dias. Ao longo do ano, predominam os ventos de sudoeste e oeste. No outono e inverno, aumenta a proporção de ventos do sul, enquanto na primavera e no verão aumentam os ventos de noroeste.

### Recursos hídricos

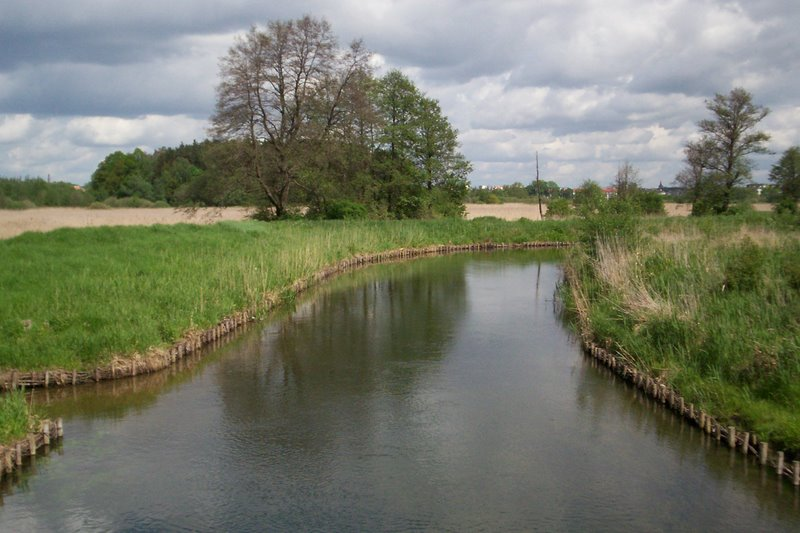
Leito do rio Łyna em Brzeziny

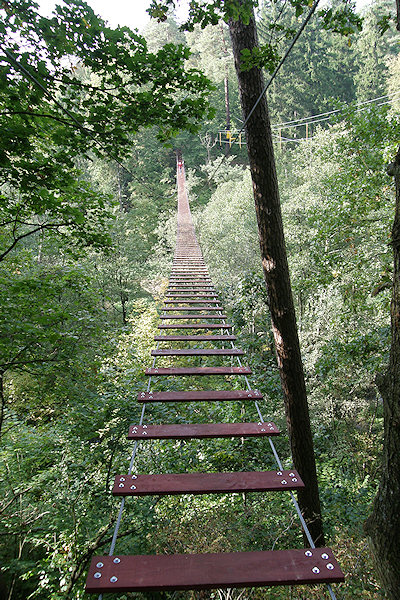
Ponte suspensa no Parque Municipal de Olsztyn

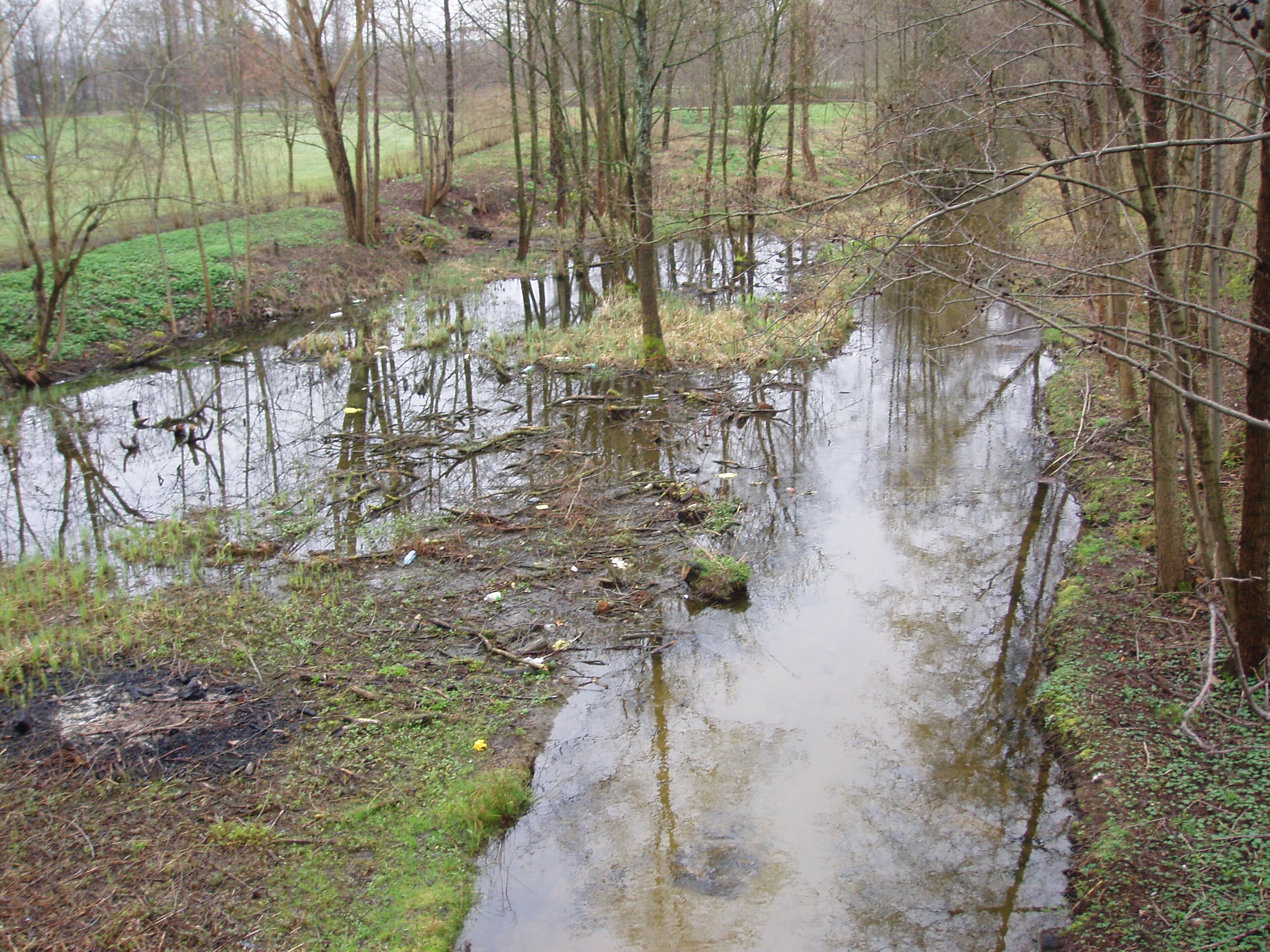
Riacho Kortówka em Kortowo, à esquerda, alagamentos primaveris

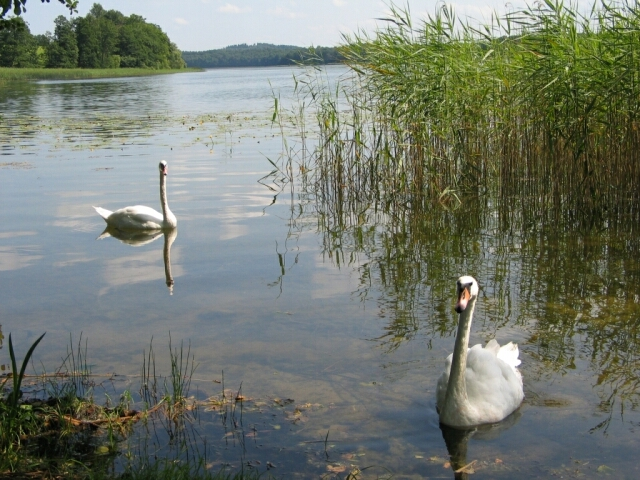
Lago Ukiel (Krzywe)

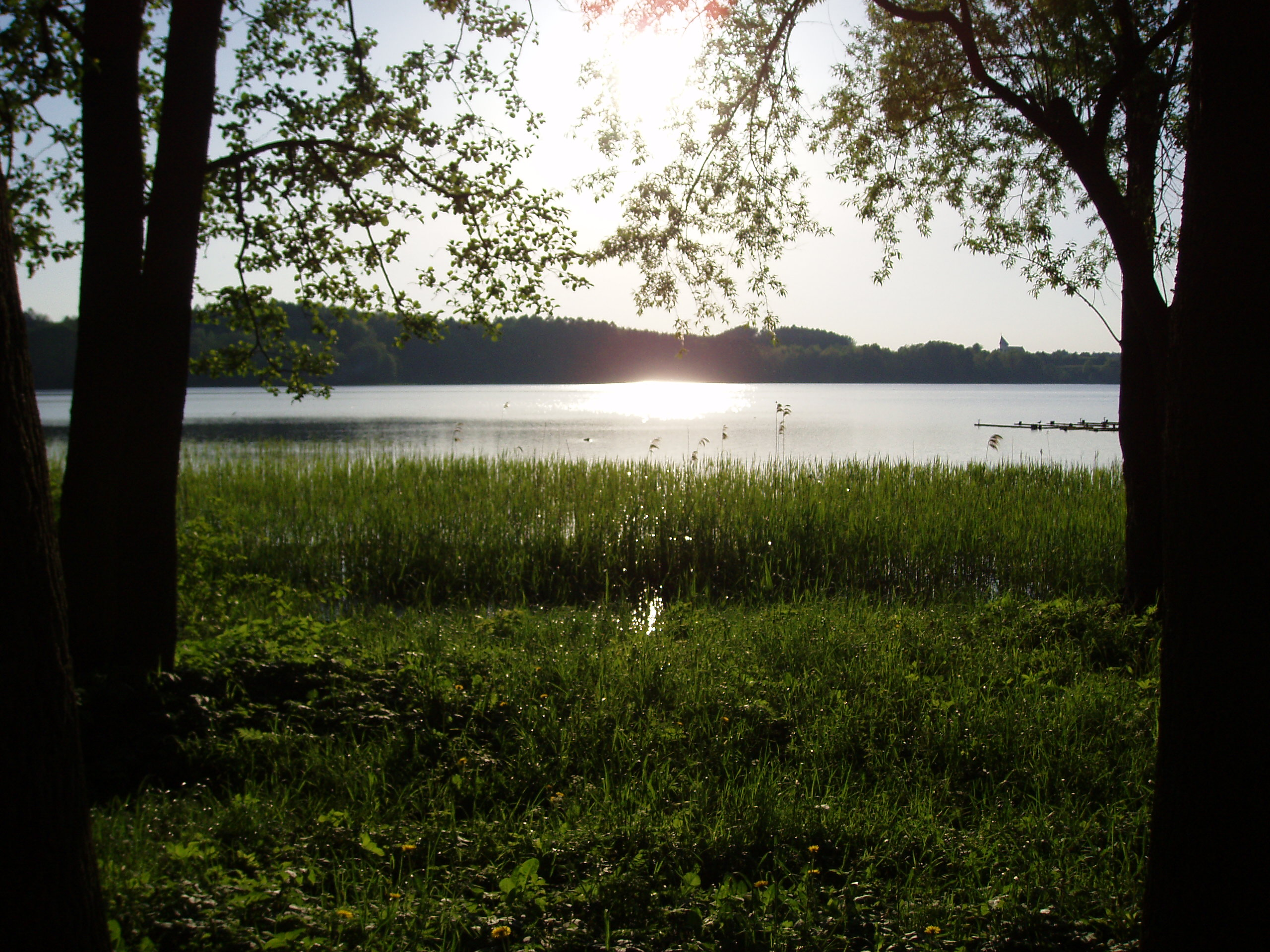
Lago Kortowskie ao pôr do sol

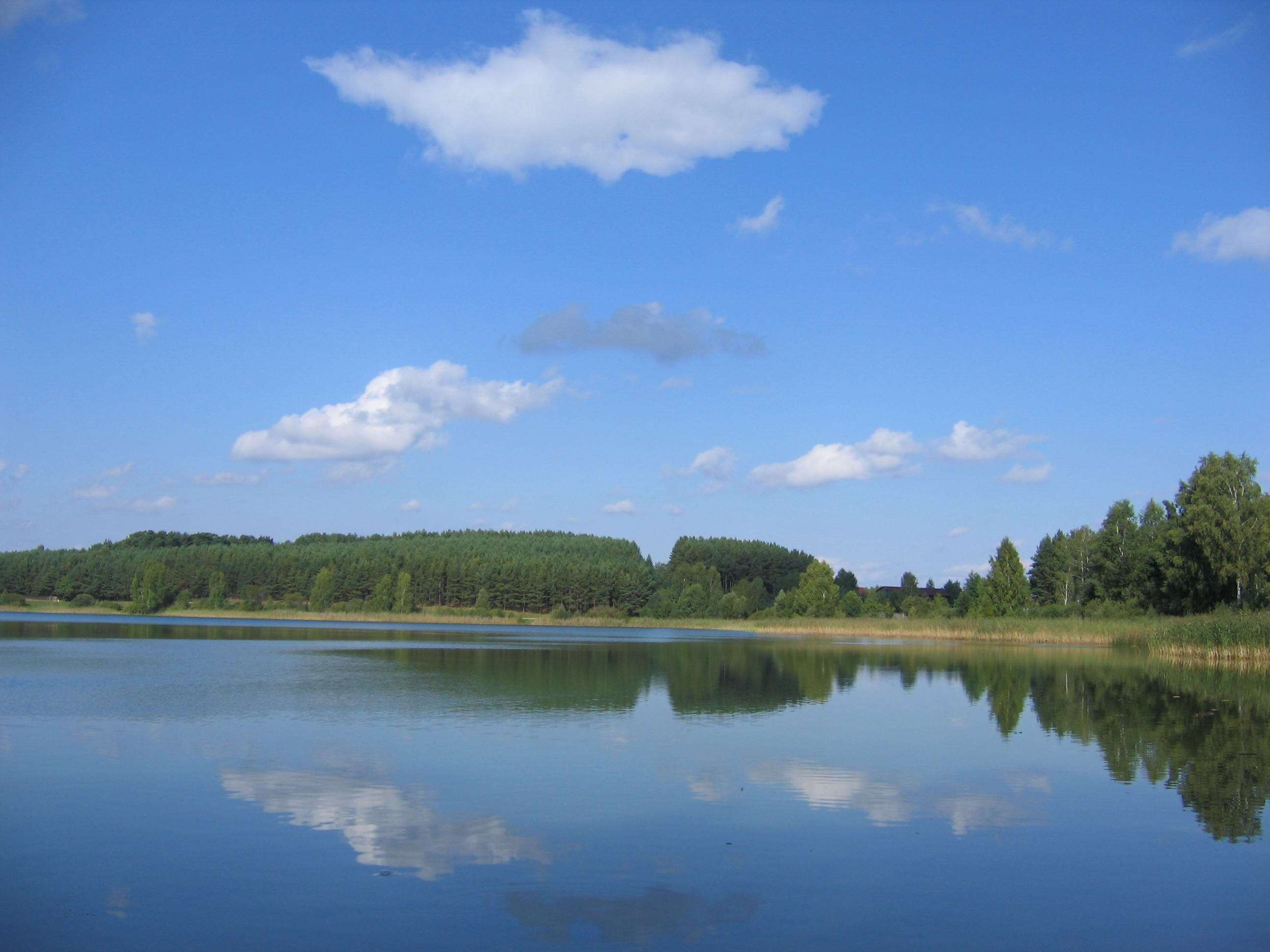
Lago Tyrsko (Duży Żbik)

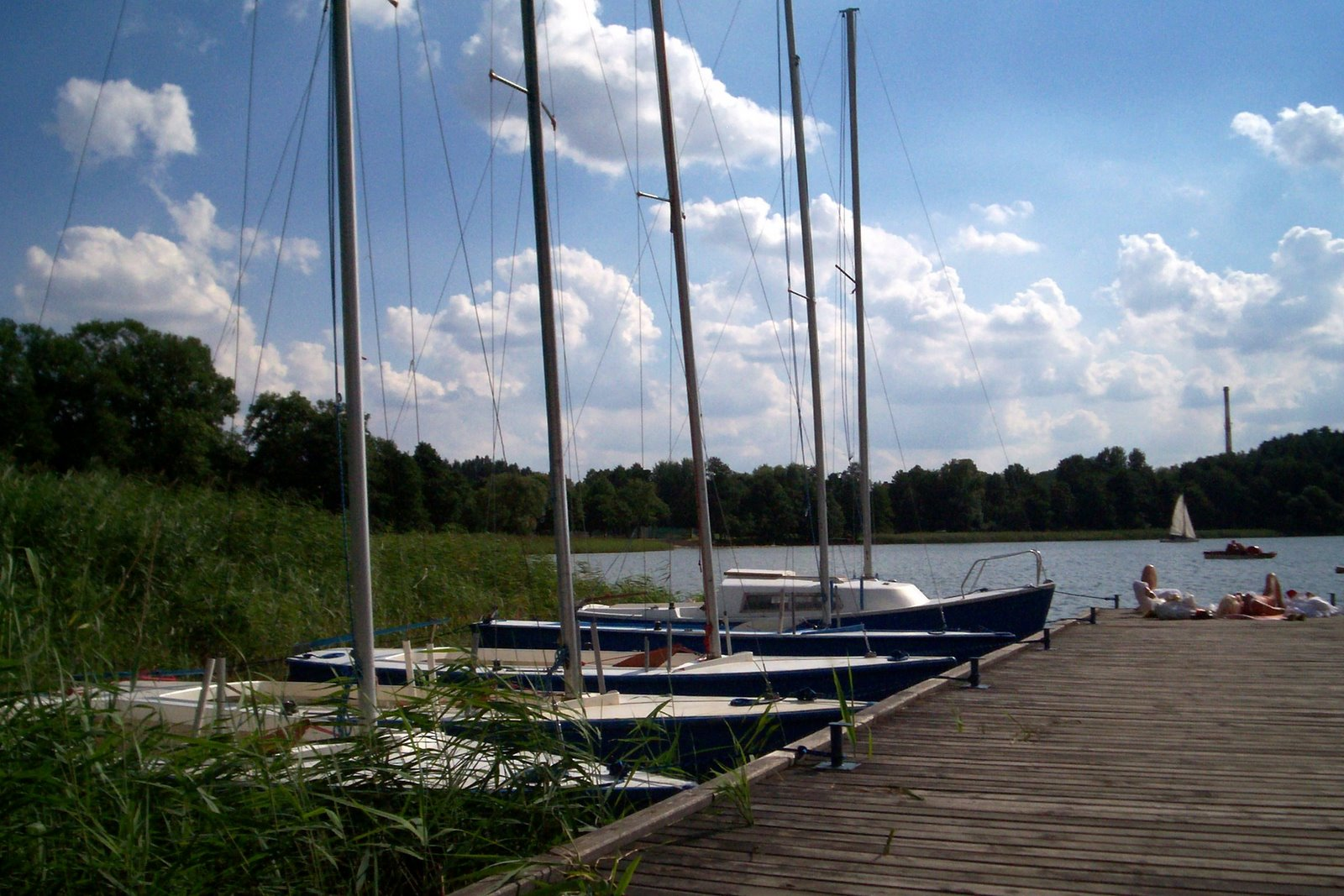
Marina no lago Kortowskie

Quatro rios atravessam a cidade de Olsztyn: Łyna, Wadąg, Kortówka e Skanda. Atualmente, existem 15 lagos nos limites administrativos da cidade, incluindo 13 com uma área superior a 1 hectare.
A área total dos lagos em Olsztyn é de cerca de 720 hectares (8,15% da área da cidade). A sua distribuição é desigual, favorecendo a parte ocidental, onde a área lacustre é de 40% (na parte oriental é de 8%).
No passado, havia mais lagos na área da cidade, que foram drenados após serem adquiridos por investidores privados na segunda metade do século XIX. Como resultado da drenagem, desapareceram da superfície de Olsztyn numerosos lagos e lagoas: Motka, Małe Klebarskie, Płocidugi ou Pelnogi (Połnogi) e o lago Fajferek, sobre o qual, em 1845, a então Administração Municipal abriu uma zona balnear.
Atualmente, existem 5 balneários oficiais na área da cidade:
Obecnie, na obszarze miasta funkcjonuje 5 oficjalnych kąpielisk:
1. Praia municipal n.º 1 em Olsztyn, na rua Kapitańska (lago Ukiel)
2. Praia municipal n.º 2 em Olsztyn, na rua Kapitańska (lago Ukiel)
3. Praia municipal n.º 3 em Olsztyn, na rua Kapitańska (bacia do lago Ukiel)
4. Praia Słoneczna Polana em Olsztyn, na rua Sielska 38 (bacia do lago Ukiel)
5. Praia Skanda em Olsztyn, na rua Plażowa (bacia do lago Skanda)

### Natureza
As florestas de Olsztyn ocupam mais de 1800 hectares (21,2% da área da cidade). Mais da metade é um complexo compacto da Floresta Municipal (1 050 hectares), que desempenha principalmente funções recreativas, de lazer e turísticas.
A área verde urbana ocupa 560 hectares (6,5% da área da cidade). É composta por vários parques (entre outros, o Parque Kusociński e o Parque Zamkowy), jardins, praças e três cemitérios com mais de cem anos.
Atualmente, existem duas reservas naturais de vegetação turfosa no território de Olsztyn:
- Mszar — tipo: turfeira, objeto de proteção: turfeira florestal coberta por pinheiros, área: 4,45 ha, criada em 1953[62][63]
- Redykajny — tipo: turfeira, objeto de proteção: turfeira no meio da floresta municipal de Olsztyn, área: 10,38 ha, criada em 1948[63][64]

No passado, existia uma reserva natural no atual território da cidade:
- Lago perto de Gutkowo (área do lago Tyrsko) – objeto de proteção: lago oligotrófico com presença de poryblin lacustre, área de 20,70 ha, criado em 1957.[65] A reserva estava localizada no atual bairro de Gutkowo. Abrangia a área do lago Tyrsko (lago Gutkowskiego). Foi extinta em 1987[66] e um hotel foi construído à beira do lago.

Os vales dos rios Łyna e Wadąg estão incluídos na Área de Paisagem Protegida do Vale Médio do Łyna (OChK Doliny Środkowej Łyny), cujas partes se situam no território de Olsztyn.
Na cidade existem 33 monumentos naturais animados e 1 inanimado.

## Demografia
Em 2000, Olsztyn ultrapassou os 172 mil habitantes. Estima-se que, naquela época, cada morador de Olsztyn tinha, em média, 139 m² de floresta urbana, 3,5 m² de parque e 43,5 m² de superfície de água nos limites da cidade.
Tab. Número de habitantes de Olsztyn desde 1770
O maior número de habitantes em Olsztyn foi registrado em 2009 — 176 457 habitantes.
Em 31 de dezembro de 2024, Olsztyn tinha 166 697 habitantes, uma área de 88,3 km² e uma densidade populacional de 1 887 hab./km².
Conforme os dados do GUS (Departamento Central de Estatística) de 31 de dezembro de 2024, a proporção entre o número de mulheres e o número de homens em Olsztyn era de 89 157 mulheres para 77 540 homens, dando uma proporção de 115 mulheres para 100 homens. Em 2023, foram celebrados 670 casamentos, nasceram 1 295 crianças e morreram 1 732 pessoas, incluindo 7 bebês. O crescimento natural em Olsztyn foi de -437 (-2,60 por 1000 habitantes). 17,1% da população estava em idade pré-produtiva, 58,0% em idade produtiva e 24,9% em idade pós-produtiva. O saldo migratório em 2023 foi de -417 pessoas. De acordo com dados de junho de 2024, a taxa de desemprego registrada foi de 2,0%.
Estrutura demográfica dos habitantes da cidade de Olsztyn (31 de dezembro de 2024).
Conforme os dados do Escritório Central de Estatística da Polônia (GUS) de 31 de dezembro de 2024, Olsztyn é uma cidade de porte médio com uma população de 166 697 habitantes (1.º lugar na voivodia da Vármia-Masúria e 20.º na Polônia), tem uma área de 88,3 km² (1.º lugar na voivodia da Vármia-Masúria e 35.º lugar na Polônia) e uma densidade populacional de 1 887 hab./km² (9.º lugar na voivodia da Vármia-Masúria e 59.º lugar na Polônia). Nos anos 2002-2024, o número de habitantes diminuiu 3,3%.
Os habitantes de Olsztyn constituem cerca de 12,32% da população da voivodia da Vármia-Masúria.
| Descrição                         | Total      | Total    | Mulheres   | Mulheres | Homens     | Homens   |
| --------------------------------- | ---------- | -------- | ---------- | -------- | ---------- | -------- |
| unidade                           | habitantes | %        | habitantes | %        | habitantes | %        |
| população                         | 166 697    | 100      | 89 157     | 53,5     | 77 540     | 46,5     |
| área                              | 88,3 km²   | 88,3 km² | 88,3 km²   | 88,3 km² | 88,3 km²   | 88,3 km² |
| densidade populacional (hab./km²) | 1 887      | 1 887    | 1 010      | 1 010    | 877        | 877      |

## Economia

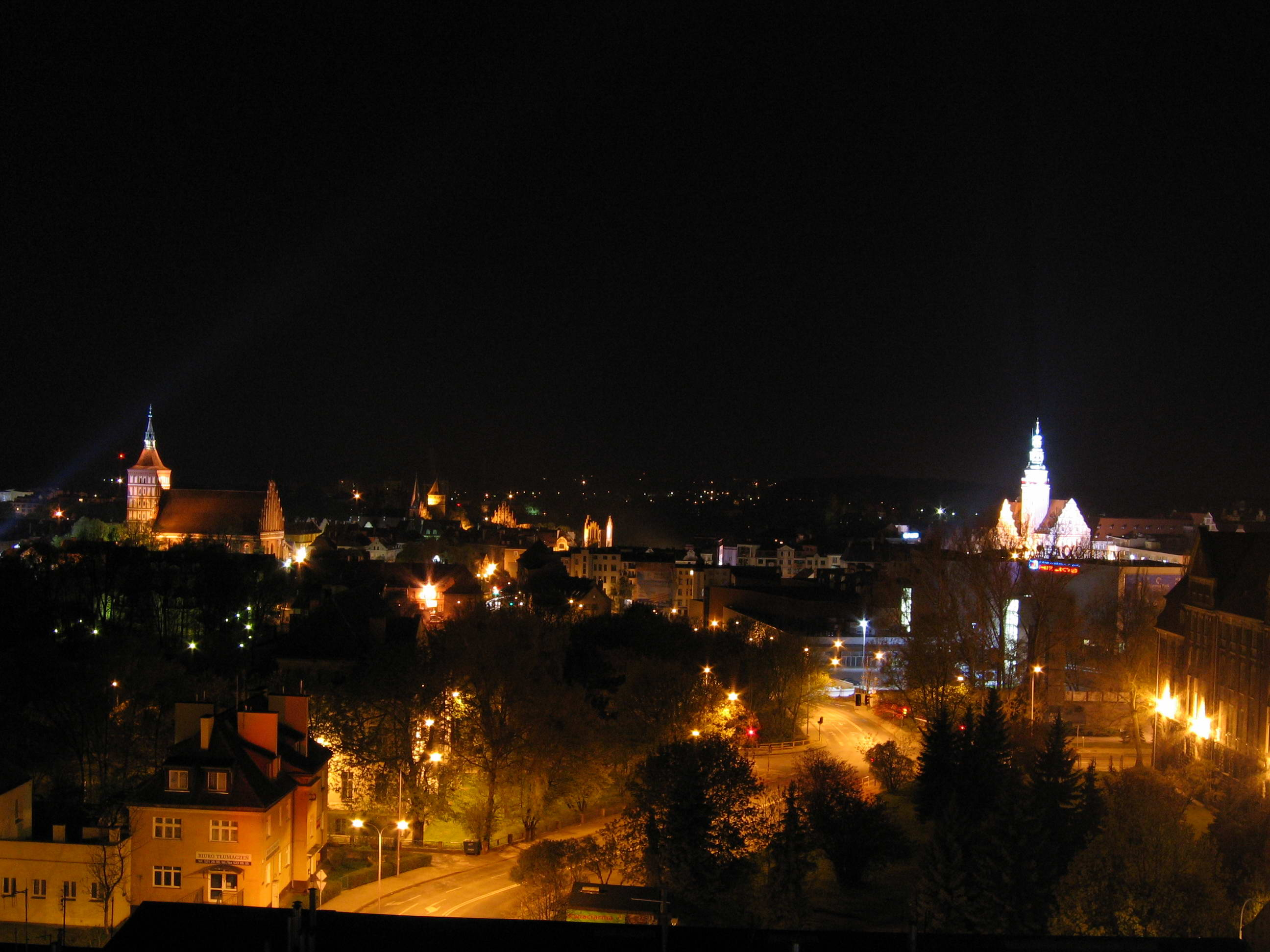
Olsztyn à noite

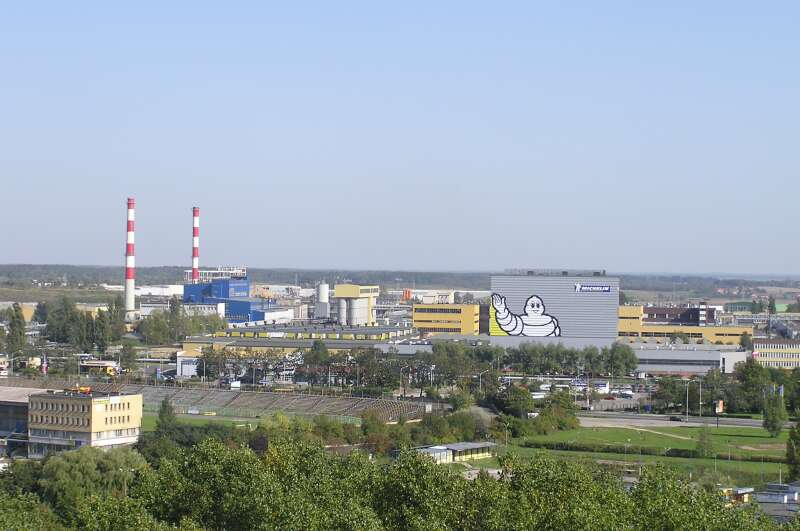
Fábrica de pneus Michelin

Até o século XIX, Olsztyn era uma cidade que não se destacava em termos de desenvolvimento econômico entre as outras cidades da região da Vármia. A situação mudou na segunda metade do século XIX. Em 30 anos, o número de habitantes quadruplicou. Uma guarnição militar foi instalada na cidade, Olsztyn tornou-se um entroncamento ferroviário e rodoviário, foi criada uma região administrativa e foi-lhe concedido o estatuto de cidade separada com direitos de condado.
A cidade contava com a Presidência Nacional de Pesca de Olsztyn, uma grande empresa socialista de propriedade do Estado.

### Indústrias
No final do século XIX, a cidade destacava-se por duas fábricas de máquinas: a da Karl Roensch (na atual rua Partyzantów) e a da empresa Beyer e Thiel (na atual avenida Niepodległości), bem como pela fábrica de fósforos de Julius Landedorf (na atual avenida Piłsudskiego). Em 1914, já existiam cerca de 60 fábricas, entre elas: 2 fábricas de laticínios, 2 moinhos, 3 gráficas, uma fábrica de mostarda, 4 cervejarias, 7 serrarias, 9 fábricas de móveis, 7 olarias, 2 fábricas de azulejos, 3 fábricas de carroças, uma fábrica de chicotes, uma fábrica de luvas, uma fábrica de cestos, 2 fábricas de pentes, 7 lavanderias químicas e tinturarias.
Olsztyn também experimentou um rápido crescimento econômico após a Segunda Guerra Mundial, quando a cidade se tornou o centro administrativo da Vármia e Masúria. Lá foram instaladas indústrias até então inexistentes na Vármia, como a Fábrica de Pneus para Automóveis de Olsztyn (inaugurada em 1967), e foram significativamente ampliadas as fábricas baseadas na transformação de produtos agrícolas e na indústria madeireira.
Atualmente, Olsztyn, ao lado de Dębica, é o principal centro da indústria de pneus (fábrica de pneus Michelin), madeira e móveis – Mazur Comfort, Mebelplast, Mazurskie Meble Trading Sp. z o.o., alimentos (frios, laticínios, moagem, cervejaria) – Grupo Indykpol, Grupo Polmlek, Cervejaria Kormoran, Chłodnia Olsztyn, vestuário – Wardom, Yakan, meios de transporte Grupo DBK, materiais de construção, poligráfico – Olsztyńskie Zakłady Graficzne, Olsztyńskie Kopalnie Surowców Mineralnych.

### Centros comerciais

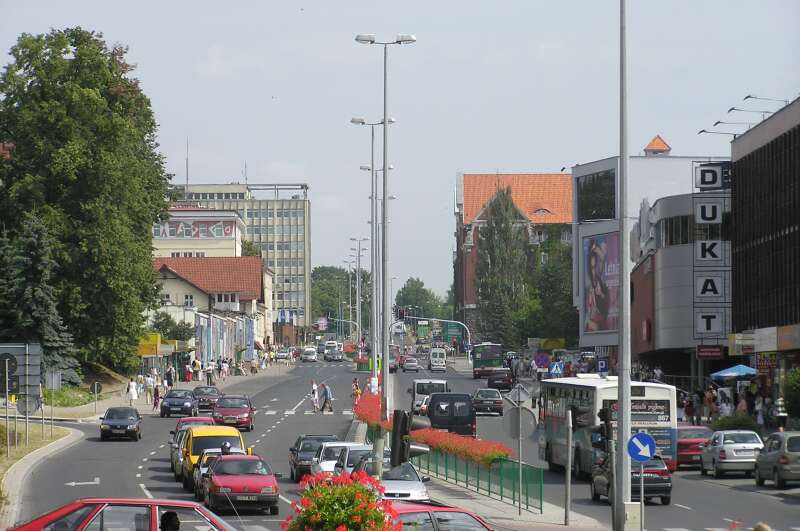
Centro da cidade – avenida Piłsudskiego

- Centro Comercial “Jakub”, praça Jedności Słowiańskiej 1
- Aura Centrum Olsztyna, avenida Piłsudskiego 16
- Centro Comercial “Gracja”, rua Wyszyńskiego 7
- Centro Comercial “H&B”, rua Wilczyńskiego 25e
- Centro Comercial “Manhattan”, praça Pułaskiego 7
- Centro Comercial “Dukat”, avenida Piłsudskiego 10
- Centro Comercial “Dekada”, rua Partyzantów 63
- Galeria Warmińska, rua Tuwima 26

## Transportes

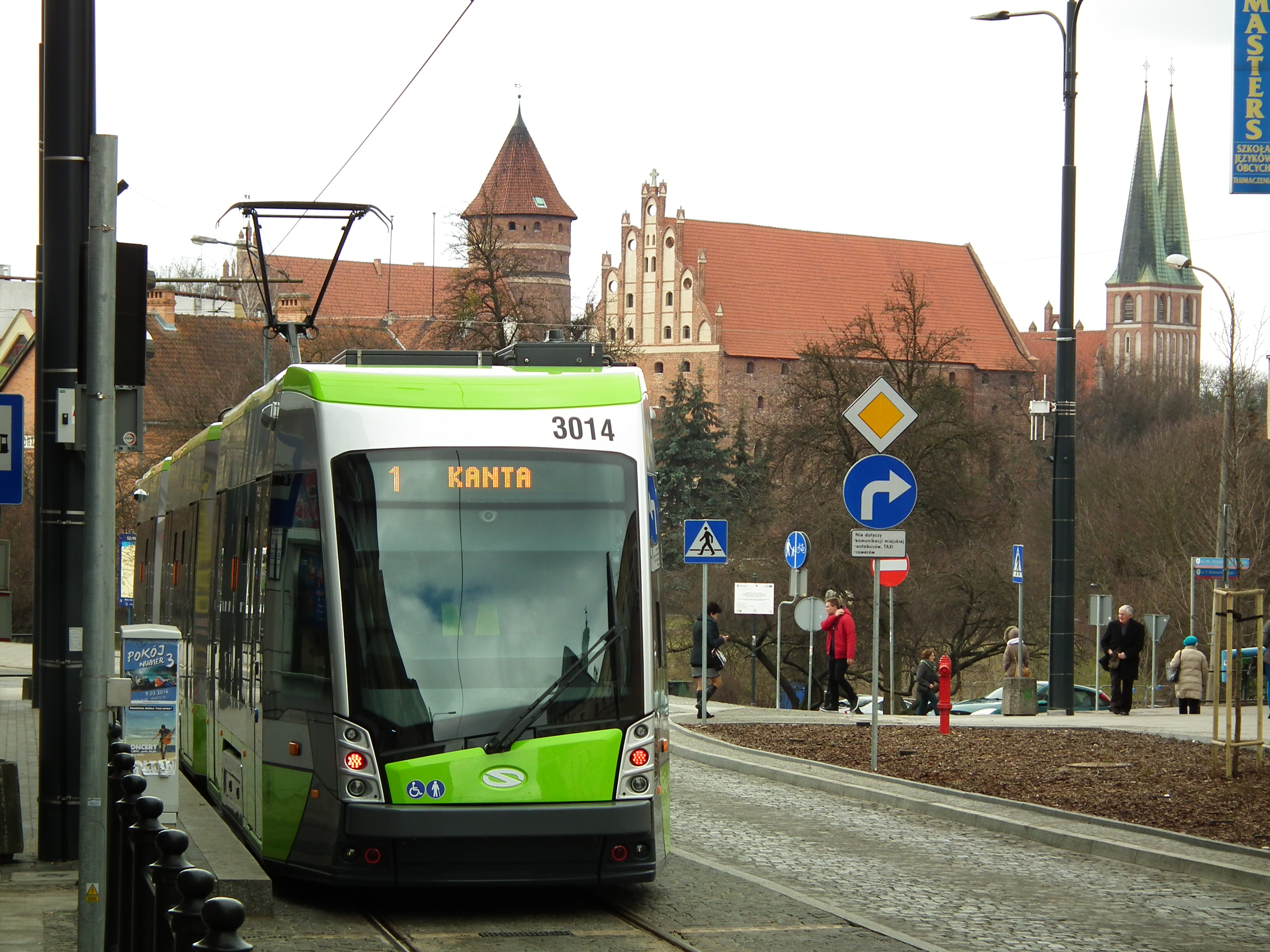
Bonde Solaris Tramino de Olsztyn

### Transporte urbano
O sistema de transporte público em Olsztyn existe desde 1907. Entre 1907 e 1965 e desde 2015, ele é composto por linhas de bonde, e entre 1939 e 1971 também incluía linhas de trólebus.
A base do transporte público na cidade é constituída por 36 linhas de ônibus (incluindo 26 linhas regulares, 3 linhas de transporte para o bonde, 5 linhas sazonais e 2 linhas noturnas) e a tração de bonde reativada, em funcionamento desde 19 de dezembro de 2015. (3 linhas normais inauguradas em 2015, 2 linhas para Pieczewo inauguradas no final de 2023 e início de 2024).
Todas as linhas são coordenadas pela Autoridade de Estradas, Áreas Verdes e Transportes em Olsztyn. A principal transportadora na cidade é a MPK Olsztyn, que possui 150 ônibus e 27 bondes (3 de dezembro de 2022). Parte das viagens também é realizada por um consórcio privado de empresas. Desde 2016, além dos bilhetes de papel comuns, é utilizada a Olsztyńska Karta Miejska (Cartão Municipal de Olsztyn) para viagens em transportes públicos.

### Transporte rodoviário

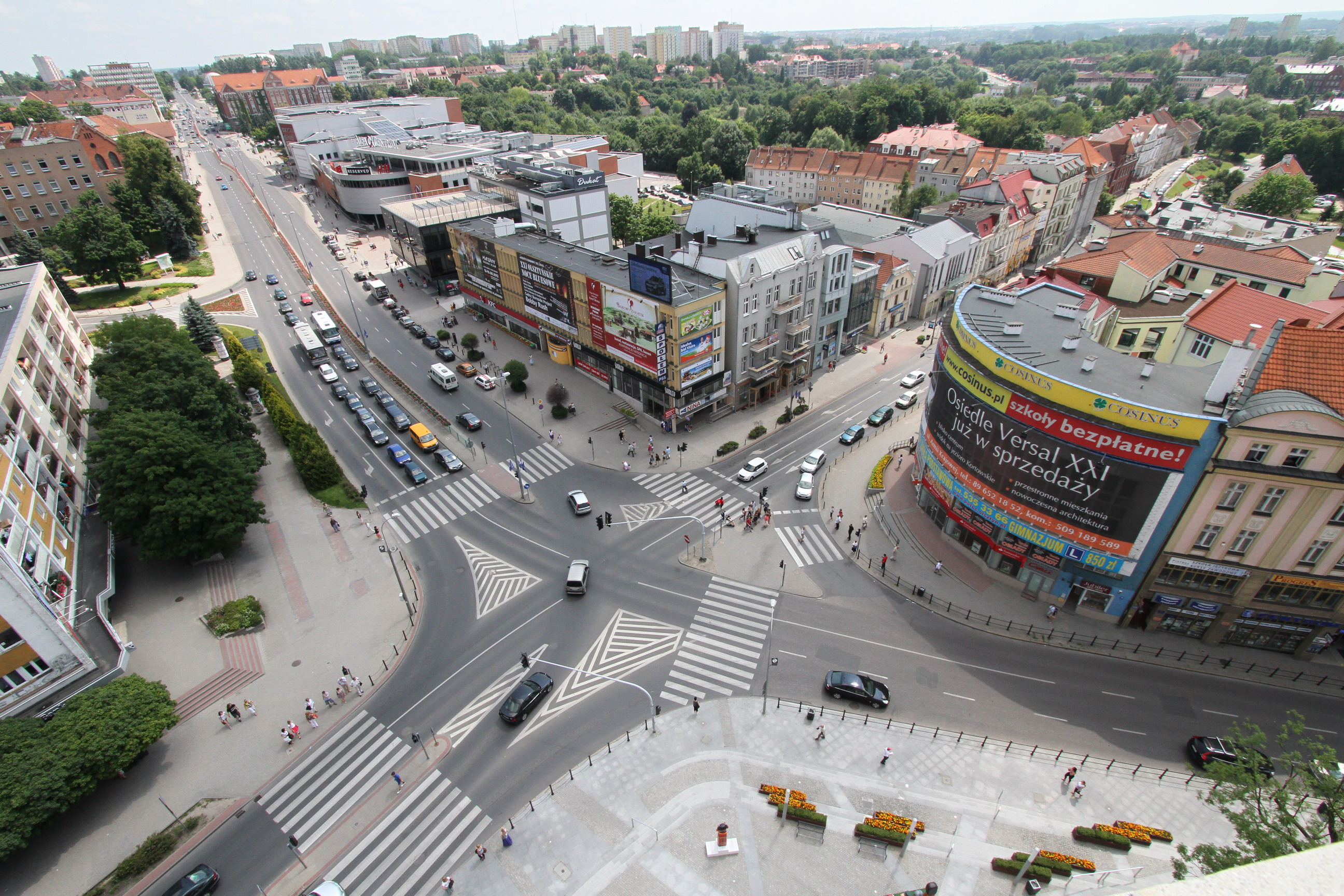
Praça João Paulo II

Em 2006, Olsztyn tinha 13 km de vias públicas distritais com pavimento asfaltado e 170 km de estradas públicas com pedras de pavimentação, dos quais 164 km tinham asfalto (31 de dezembro de 2006).
| Estrada                    | Trecho                          |
| -------------------------- | ------------------------------- |
| Estrada nacional n.º 16    | Grudziądz – Olsztyn – Ogrodniki |
| Estrada nacional n.º 51    | Olsztynek – Olsztyn – Bezledy   |
| Estrada nacional n.º 53    | Olsztyn – Szczytno – Ostrołęka  |
| Estrada provincial n.º 527 | Olsztyn – Pasłęk – Dzierzgoń    |
| Estrada provincial n.º 598 | Olsztyn – Zgniłocha             |

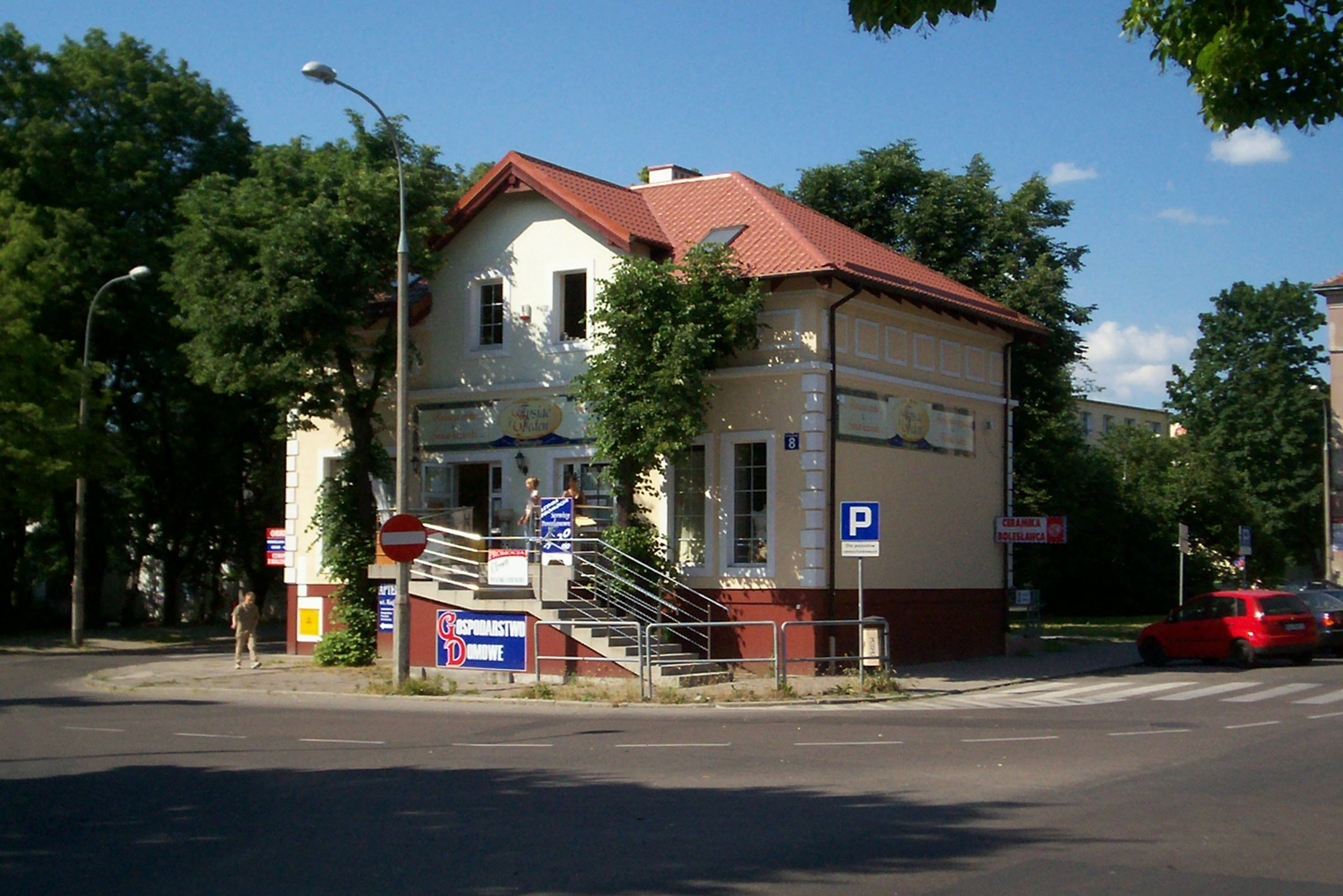
Centro da cidade — praça Kazimierz Pułaski

Desde 2019, Olsztyn possui um anel viário dividido em trechos. O estado de avanço das obras em cada trecho do anel viário é o seguinte:
- parte do anel viário sul (10 km) ao longo da estrada nacional n.º 16 (do cruzamento Olsztyn Oeste até Olsztyn Sul) — concluída
- parte da circular sul (14,7 km) ao longo da via rápida S51 e da via rápida S16 (do cruzamento Olsztyn Sul até Olsztyn Leste) — construída
- parte da circular nordeste (11,1 km) ao longo da estrada nacional n.º 51 — projetada.

Paralelamente, estão em curso trabalhos de pressão política para a modernização das estradas nacionais na região e para a construção de vias rápidas sobre o seu traçado. Pretende-se abordar os temas da construção da via rápida S16 próximo de Mrągowo e Ełk, bem como da via rápida S51.

### Transporte ferroviário

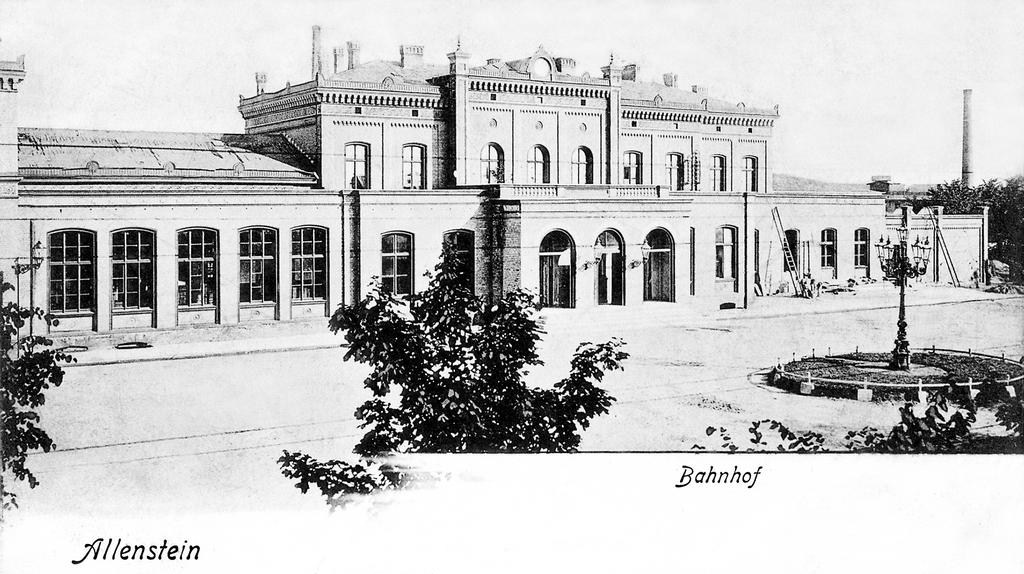
Antigo prédio da estação ferroviária central

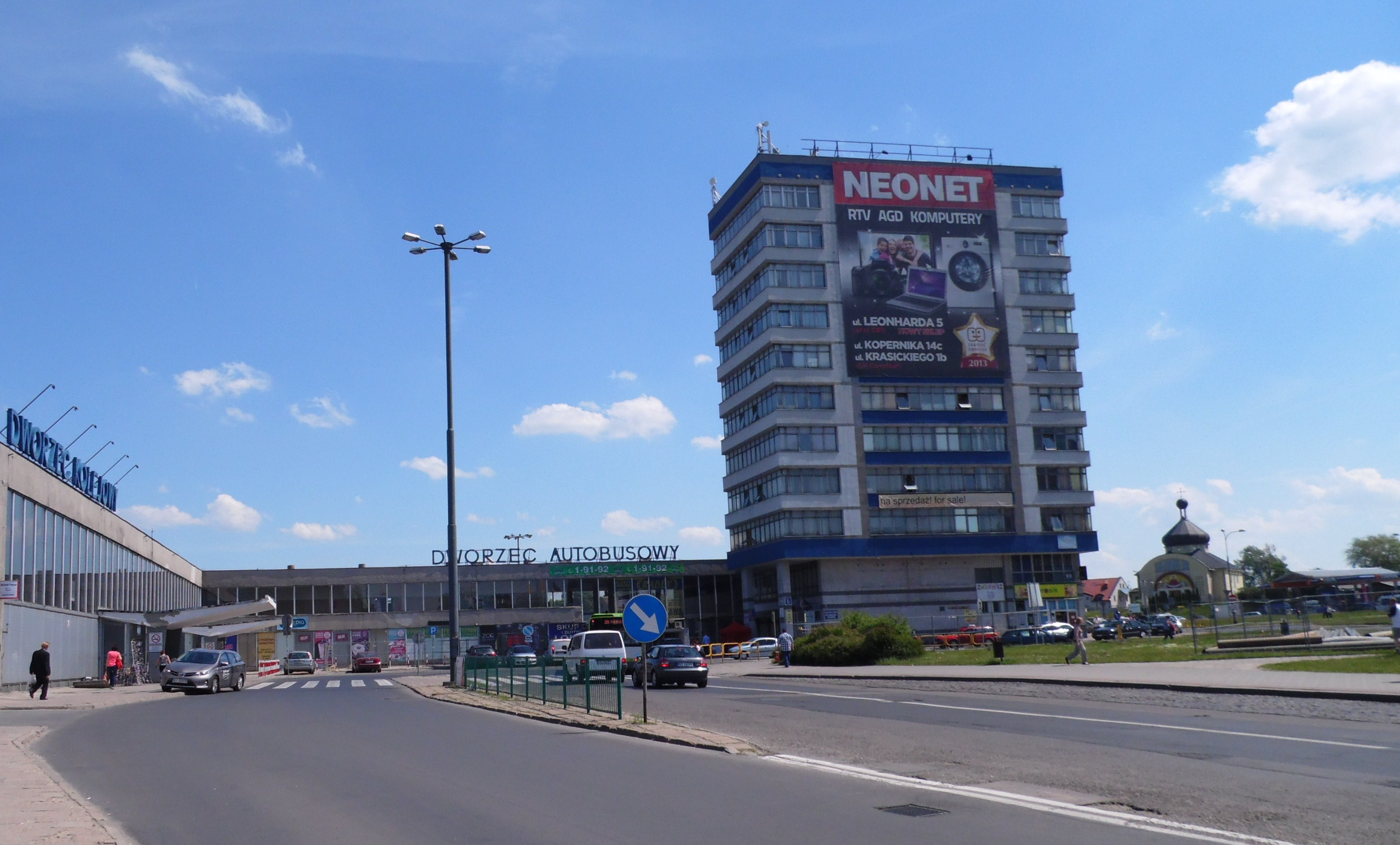
Atual complexo de edifícios da estação: ferroviária (à esquerda) e rodoviária (no centro)

A primeira linha ferroviária que atravessava Olsztyn foi inaugurada em 1872. Em pouco tempo, Olsztyn tornou-se um entroncamento ferroviário da região.
| Linha         | Trecho                        |
| ------------- | ----------------------------- |
| Linha n.º 216 | Działdowo – Olsztyn Principal |
| Linha n.º 219 | Olsztyn Principal – Ełk       |
| Linha n.º 220 | Olsztyn Principal – Bogaczewo |
| Linha n.º 353 | Poznań Oeste – Skandawa       |

A cidade possui cinco estações ferroviárias, incluindo três estações ferroviárias com terminais em funcionamento e duas novas estações:
- Olsztyn Dajtki — estação ferroviária (2 plataformas inauguradas em 2018)
- Olsztyn Główny — estação, parada e terminal ferroviário
- Gutkowo — estação, parada e terminal ferroviário
- Kortowo — estação (ramal ferroviário, anteriormente desvio)
- Śródmieście — estação ferroviária de passageiros (2 plataformas)
- Olsztyn Zachodni — estação, parada e terminal ferroviário
- Redykajny — estação ferroviária de passageiros (1 plataforma inaugurada em 2021)
- Olsztyn Likusy — estação ferroviária de passageiros, desvio (1 plataforma dupla com dois lados, inaugurada em 2021)
- Jezioro Ukiel — estação ferroviária de passageiros (1 plataforma inaugurada em 2021)

Em 2021, foi concluída a construção de três novas estações ferroviárias: Olsztyn Likusy (reconstrução da antiga estação de passagem, com duas plataformas) e Olsztyn Redykajny (uma plataforma), Olsztyn Jezioro Ukiel (uma plataforma) e a construção de uma segunda plataforma na estação Olsztyn Śródmieście. A ampliação das estações ferroviárias existentes e a construção de novas estações estão relacionadas aos planos de criação de um sistema ferroviário urbano e regional. De Olsztyn, é possível chegar ao Aeroporto Olsztyn-Masúria de “ônibus ferroviário”; os horários de partida dos trens são ajustados às partidas e chegadas dos voos desse aeroporto.

### Transporte aéreo

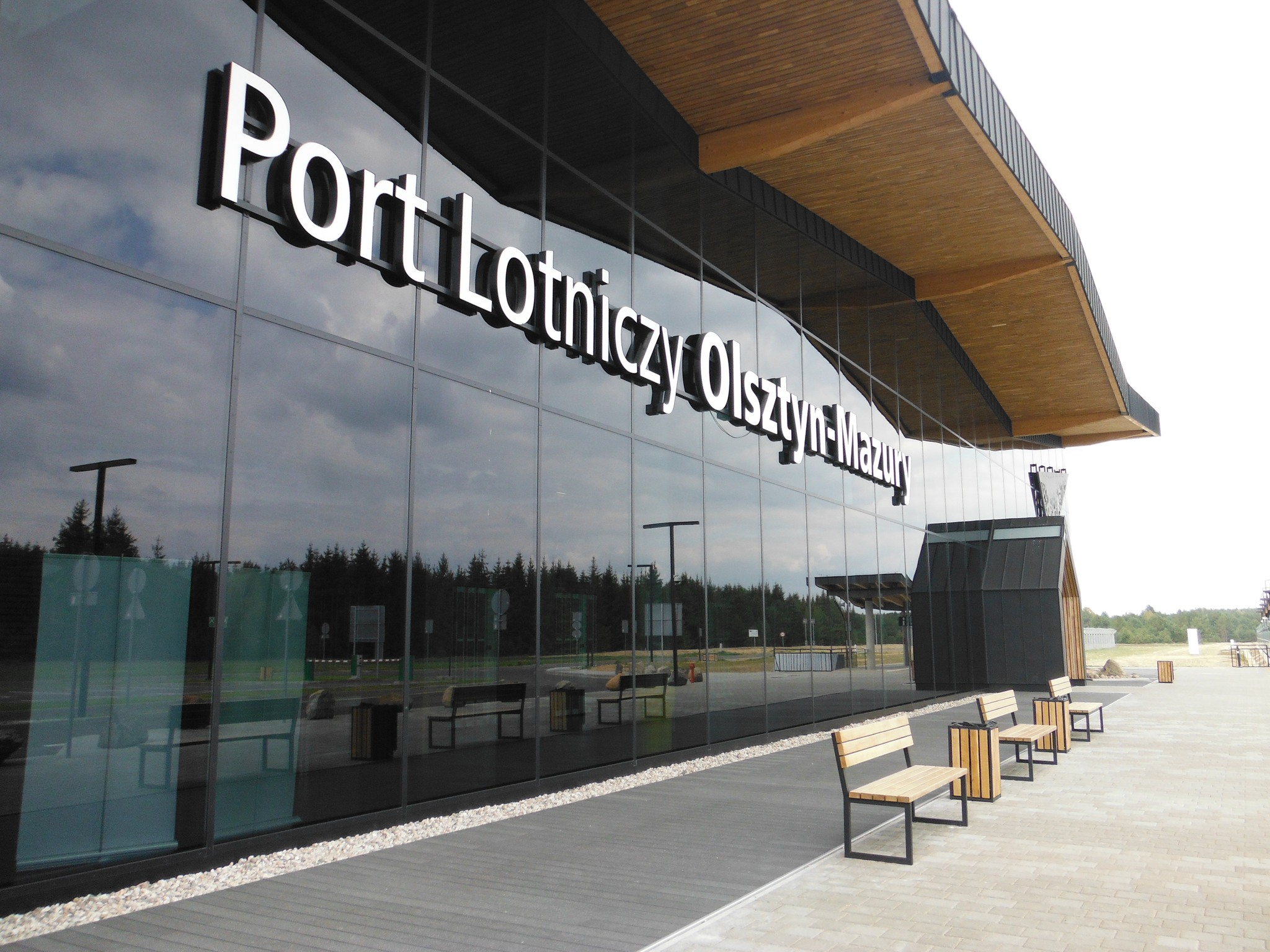
Aeroporto Olsztyn-Masúria

Nos limites administrativos de Olsztyn funcionam:
- O aeródromo civil e esportivo Olsztyn-Dajtki, localizado na antiga aldeia de Dajtki (atualmente um bairro nos limites da cidade), a cerca de 4,5 km do centro da cidade.
- O heliponto sanitário Olsztyn-Hospital, localizado no terreno do Hospital Especializado Provincial, na rua Żołnierska 18
- O heliponto sanitário Olsztyn-Hospital SP ZOZ MSW, localizado no telhado do edifício SP ZOZ MSW, na avenida Wojska Polskiego 37

Em janeiro de 2016, foi inaugurado o aeroporto Olsztyn-Masúria, a cerca de 55 km do centro da cidade. O aeroporto opera voos regulares e charter para várias cidades europeias. As conexões são operadas, entre outras, por companhias aéreas de baixo custo (Wizzair e Ryanair), bem como pela LOT e transportadoras charter.
O aeroporto pode ser alcançado a partir de Olsztyn, entre outros, por ônibus ferroviário (tempo de viagem de cerca de 1 hora) e por transportadora rodoviária. As conexões são adaptadas aos horários dos voos.

## Segurança pública
Em Olsztyn existe um centro de emergência que atende chamadas de emergência para os números 112, 997, 998 e 999.

### Hospitais públicos
- Hospital Clínico Universitário
- Hospital Especializado Provincial
- Hospital Municipal Integrado
- Hospital Especializado Provincial Infantil
- Centro de Saúde Público Independente do Ministério do Interior e Administração Interna com o Centro Oncológico da Vármia–Masúria
- Centro Provincial de Tratamento Psiquiátrico
- Centro Público Independente de Tuberculose e Doenças Pulmonares

### Hospitais privados
- Hospital Obstétrico

Em Olsztyn funciona o Portal Municipal de Segurança — Olsztyn Segura.

## Educação e ciência

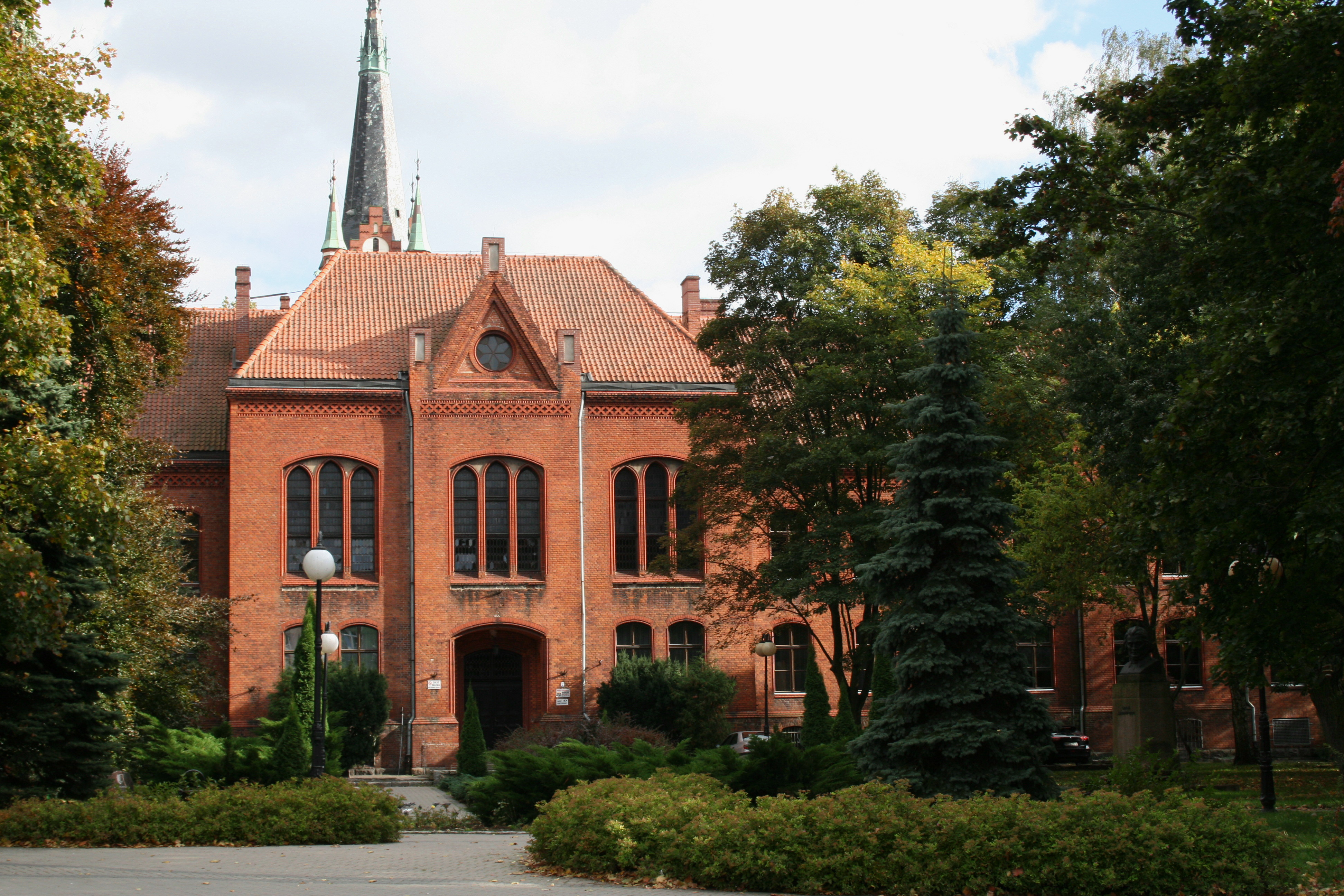
1.ª Escola secundária geral Adam Mickiewicz

Olsztyn é o maior centro educacional da voivodia da Vármia-Masúria. Atualmente, existem na cidade:
- 43 jardins de infância (incluindo 14 privadas)
- 30 escolas primárias (incluindo 3 privadas)
- 25 ginásios (incluindo 1 privado)
- 28 escolas secundárias gerais (incluindo 14 privadas)
- 1 escola secundária de artes plásticas
- 11 escolas técnicas (incluindo 1 privada)
- 8 escolas profissionais de primeiro grau (incluindo 1 privada)
- 47 escolas pós-secundárias (incluindo 37 privadas)
- 2 escolas de música (primeiro e segundo graus)
- 8 centros de formação e aperfeiçoamento profissional (incluindo 7 privados)
- 1 colégio privado de línguas estrangeiras
- 6 centros de aperfeiçoamento de professores (incluindo 4 privados)
- 6 centros de educação continuada (incluindo 4 privados)
- 18 instituições privadas de educação continuada
- 1 escola especial de preparação para o trabalho
- 1 centro privado de reabilitação, educação e formação
- 3 instituições privadas de educação e formação
- 2 centros especiais de educação e formação para crianças
- 5 consultórios psicológicos e pedagógicos (incluindo 1 privado)
- 18 complexos escolares e instituições

### Universidades

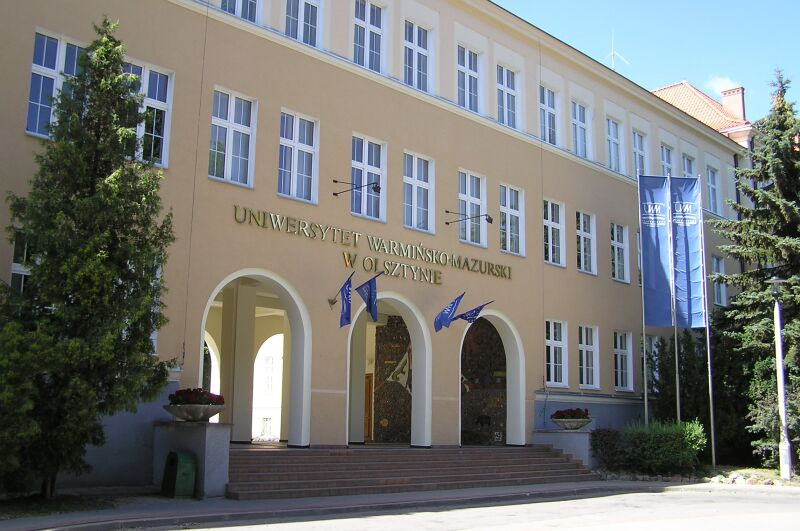
Universidade da Vármia-Masúria

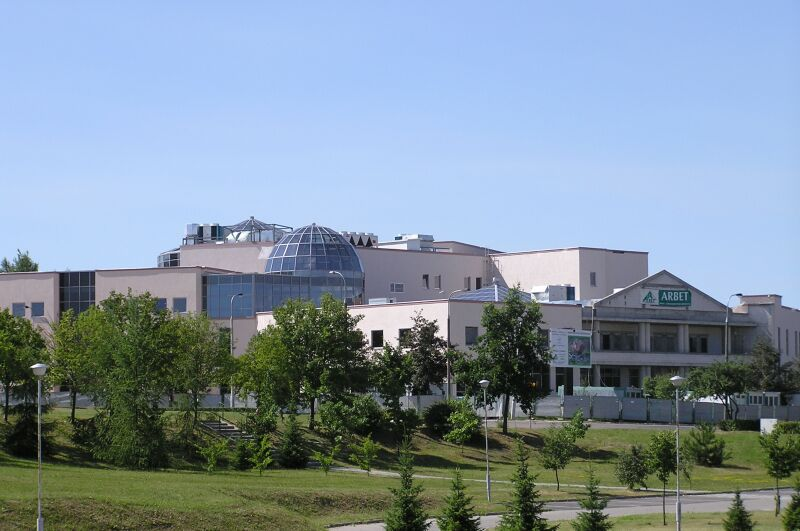
Nova biblioteca da Universidade da Vármia-Masúria

A primeira instituição de ensino superior da cidade foi a Escola Superior de Agricultura, criada em 31 de maio de 1950. Em 1 de outubro de 1969, ela foi renomeada para Academia Agrícola-Técnica. Em 1 de setembro de 1999, como resultado da fusão da Academia Agrícola-Técnica, da Escola Superior Pedagógica e do Instituto Teológico da Vármia, foi criada a Universidade da Vármia-Masúria, que forma mais de 18 mil alunos em 16 faculdades e 49 cursos e é a maior instituição de ensino superior da região.
Em Olsztyn, há 7 instituições de ensino superior:
- Universidade da Vármia-Masúria[88]
- Universidade de Ciências Aplicadas de Olsztyn Józef Rusiecki
- Universidade de Tecnologia da Informação e Gestão Prof. Tadeusz Kotarbiński
- Universidade de Tecnologia da Informação e Economia TWP
- Seminário Superior da Metrópole da Vármia “Hosianum”[89]
- Universidade Korczak – Academia de Ciências Aplicadas em Varsóvia — Faculdade de Ciências Humanas e Sociais em Olsztyn[90]
- Universidade de Administração de Gdańsk — Faculdade Extramuros em Olsztyn[91]

Em Olsztyn também funcionam a Universidade da Terceira Idade da Vármia-Masúria, a Academia da Terceira Idade no Centro Cultural Municipal e a Academia Jarocka da Terceira Idade.

### Unidades científicas e de pesquisa
Além das instituições de ensino superior, as atividades de pesquisa científica em Olsztyn são realizadas pelos seguintes institutos:
- Centro de Pesquisas Orientais
- Reprodução Animal e Pesquisas Alimentares da Academia Polonesa de Ciências
- Pesca Interior Stanisław Sakowicz
- Centro de Pesquisas Científicas Wojciech Kętrzyński

No passado, também funcionavam na cidade:
- Instituto Mazurski
- Instituto Teológico da Vármia

## Cultura e arte

### Museus
Desde os tempos da Prússia Oriental, os museus em Olsztyn não tinham condições para se desenvolver. O primeiro museu estatal em Olsztyn foi criado em 1921 nas salas do castelo de Olsztyn, e as exposições nele contidas proclamavam a vitória alemã no plebiscito de 1920.
O passado da cidade e o passado e o presente das aldeias vizinhas eram demasiado poloneses para despertar o interesse dos kulurträger alemães. Não foi possível criar aqui um movimento social polonês de museologia, semelhante ao que existia em Łowicz ou em Kurpie, porque faltavam personalidades que o despertassem e o dirigissem, e faltavam fundos.— Andrzej Wakar 

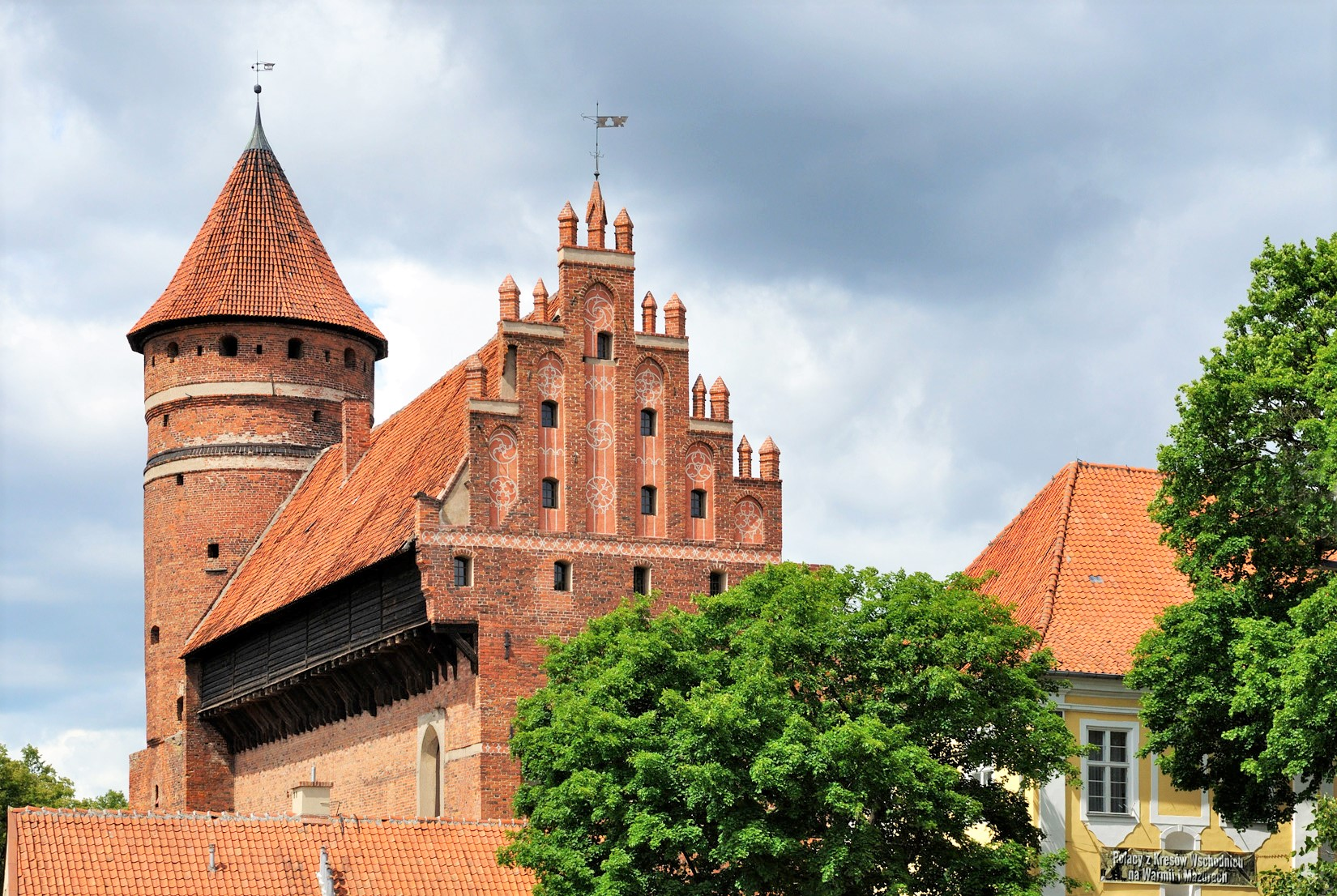
Castelo do Capítulo da Vármia, atualmente Museu da Vármia e Masúria

Atualmente, o maior museu de Olsztyn é o Museu da Vármia e Masúria, cuja sede fica no Castelo do Capítulo da Vármia. Suas coleções incluem, entre outras coisas, lembranças, documentos, iconografias, pinturas e esculturas originárias da região. No museu, há uma exposição permanente sobre Copérnico, cuja peça principal é uma tabela astronômica experimental feita pelo próprio Nicolau Copérnico em 1517.

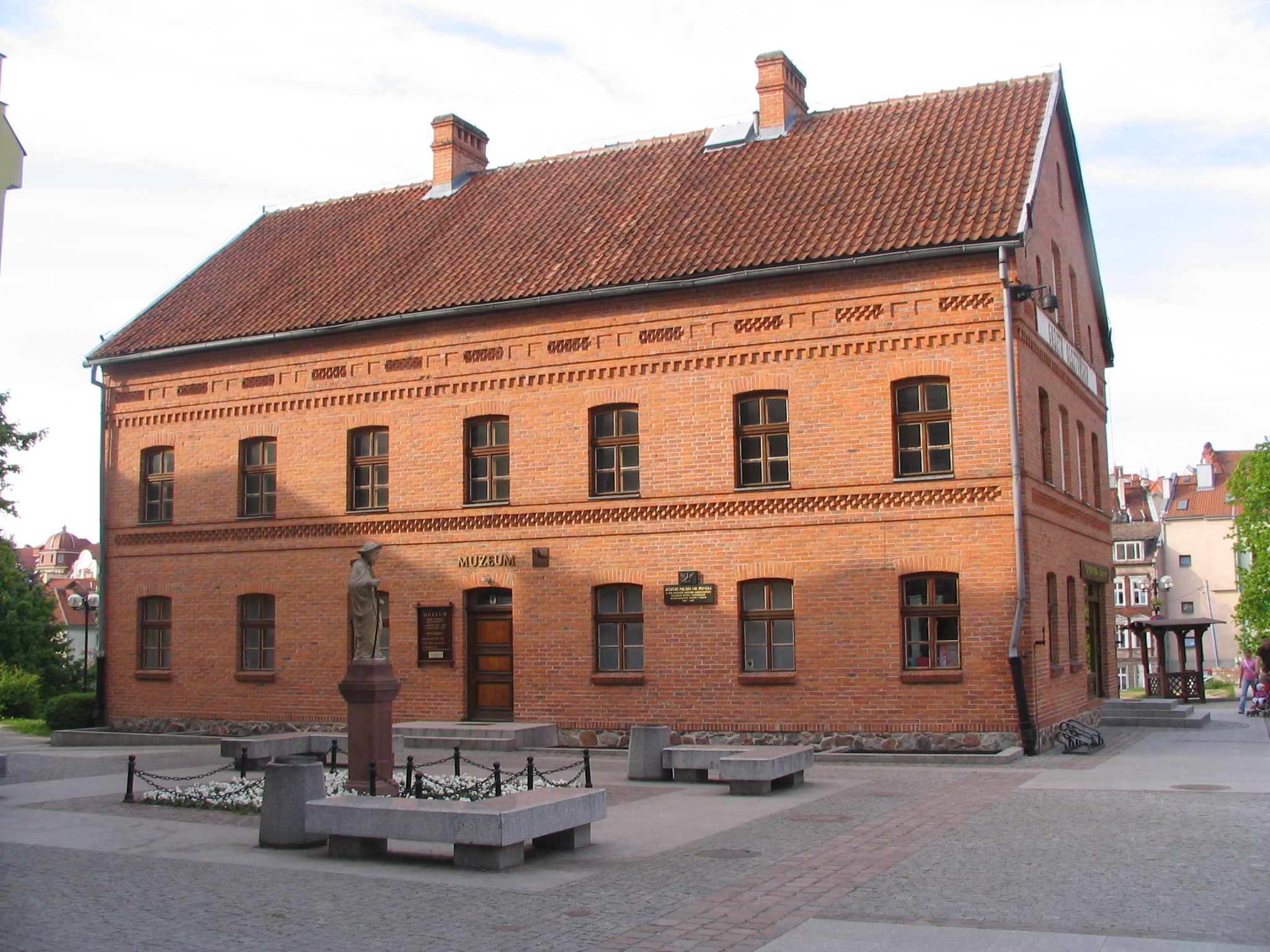
Casa do Jornal Olsztyńska – antiga sede da redação do jornal “Gazeta Olsztyńska” (1886–1939)

Entre os museus de Olsztyn está também a Casa do Jornal Gazeta Olsztyńska, cuja sede é o edifício que, no período entre as duas guerras mundiais, foi a redação do jornal Gazeta Olsztyńska, o único jornal polonês na Vármia, publicado desde 1886. Na capital da voivodia da Vármia-Masúria, encontra-se também o Museu da Natureza (num palácio art nouveau na rua Metalowa) e o museu zoológico UWM Janina Wengris, no bairro universitário de Kortowo. No pavilhão desportivo e de espetáculos Urania, encontra-se o Museu do Esporte Marian Rapacki e uma filial do referido museu da natureza. O museu mais recente é o Museu da Arquidiocese da Vármia, inaugurado em 2018.

### Galerias
Em Olsztyn, existem cerca de 10 galerias de arte. Uma delas é o Biuro Wystaw Artystycznych (Gabinete de Exposições Artísticas), com sede no planetário de Olsztyn. É a maior galeria de arte estatal da cidade. Fundada em 1958, inicialmente tinha sede no castelo de Olsztyn, mas em 1973 foi transferida para o local atual. Entre outras galerias de Olsztyn encontram-se, a Galeria Rynek (na antiga Câmara Municipal), a Galeria Spichlerz MOK e a Art Deco.

### Cinemas
O primeiro cinema itinerante que chegou à cidade foi provavelmente o Welt – Biographie (alemão), do engenheiro Heinrich Schnellhase. Um anúncio publicitário publicado em 26 de novembro de 1909 no Allensteiner Volksblatt menciona uma tradição de doze anos de exibições cinematográficas na cidade. Com base nisso, pode-se supor que a primeira exibição cinematográfica em Olsztyn ocorreu provavelmente em 1897. Em 30 de setembro e 1 de outubro de 1909, o salão do hotel Deutsches Haus recebeu o Edison-Welt-Theater Windorfa de Berlim-Weißensee.

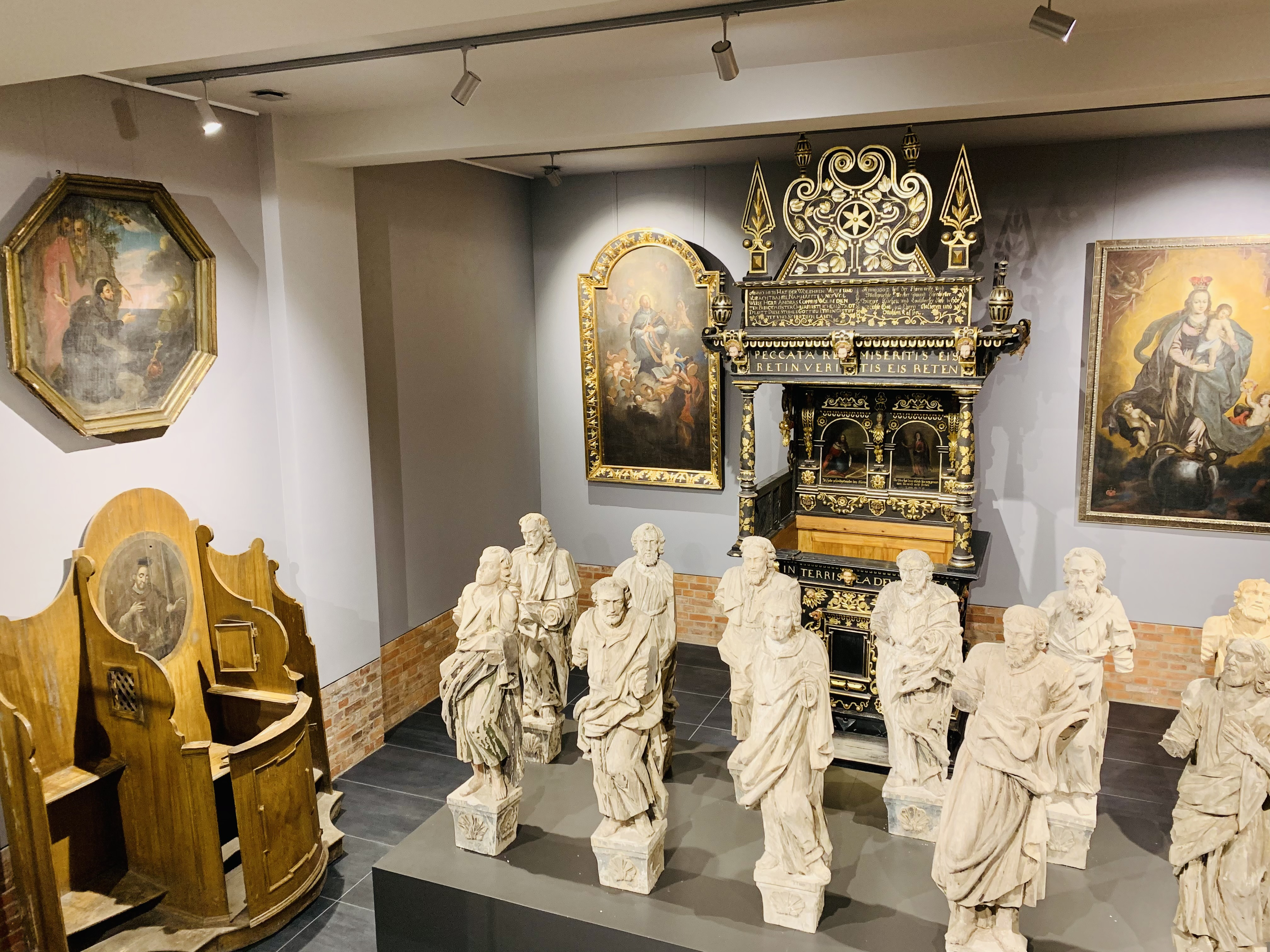
Exposições no Museu da Arquidiocese da Vármia

Os primeiros cinemas fixos em Olsztyn surgiram ainda antes da Primeira Guerra Mundial:
- Teatro de imagens luminosas (em alemão: Lichtbild-Theater) — o primeiro teatro cinematográfico permanente em Olsztyn, criado em 1909, o que é comemorado em um anúncio no Allensteiner Volksblatt de 16 de novembro de 1909;
- Cinema Luizy (em alemão: Luisen-Theater) na Praça do Mercado n.º 23 — atualmente, no local funciona o cinema “Awangarda”;
- Metropol Theater (em alemão) na rua Podgórna (atual rua Staromiejska) — cinema destruído durante as hostilidades em 1945;
- Lichtspielpalast (em alemão) na rua Pieniężnego n.º 12 — cinema renomeado em 1918 para Central-Theater (em alemão), fechado após a Segunda Guerra Mundial.

Outros cinemas foram construídos na cidade no período entre guerras:
- Cinema Capitol na rua Klebarskiej (atual avenida Piłsudskiego) — cinema criado em 1929, após o fim da Segunda Guerra Mundial, substituído pelo cinema Odrodzenie, que já não existe;
- Cinema criado em 1936 com investimento da empresa berlinense UT-Lichtspiele na rua Pieniężnego 16 — funcionando até 2005 como cinema Polonia.

Em meados da década de 1990, o cinema Grunwald na avenida Wojska Polskiego foi fechado. Outros fechamentos de cinemas em Olsztyn ocorreram em 2005 e afetaram o cinema Kopernik, na rua 1 Maja, e o cinema Polonia, na rua Pieniężnego. Ambos os cinemas foram fechados devido à construção do complexo de cinemas “Helios” no “Alfa Centrum”, na avenida Piłsudskiego.
Atualmente, existem três cinemas na cidade: Helios, Awangarda 2 e Multikino. Além disso, existe também o Clube de Cinema “ZA”, que funciona no Centro de Educação e Iniciativas Culturais.

### Teatros

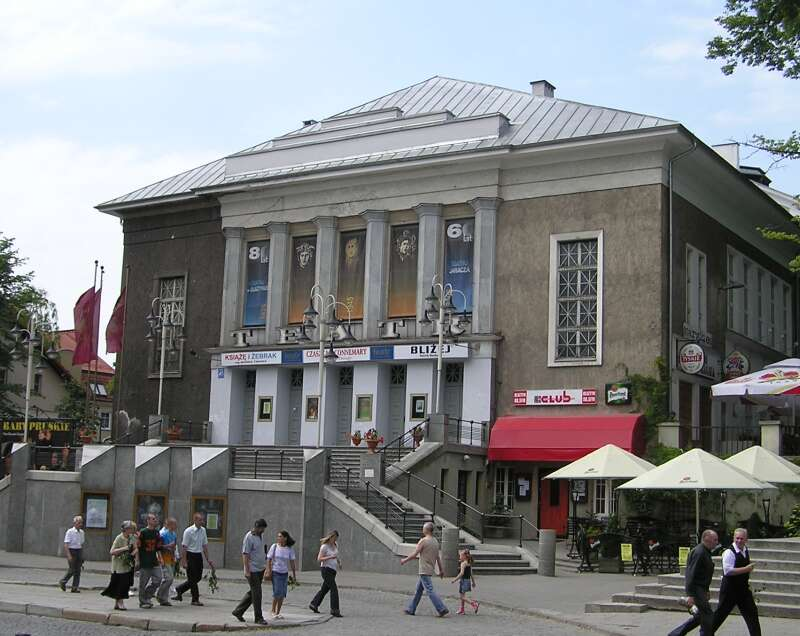
Teatro Stefan Jaracz

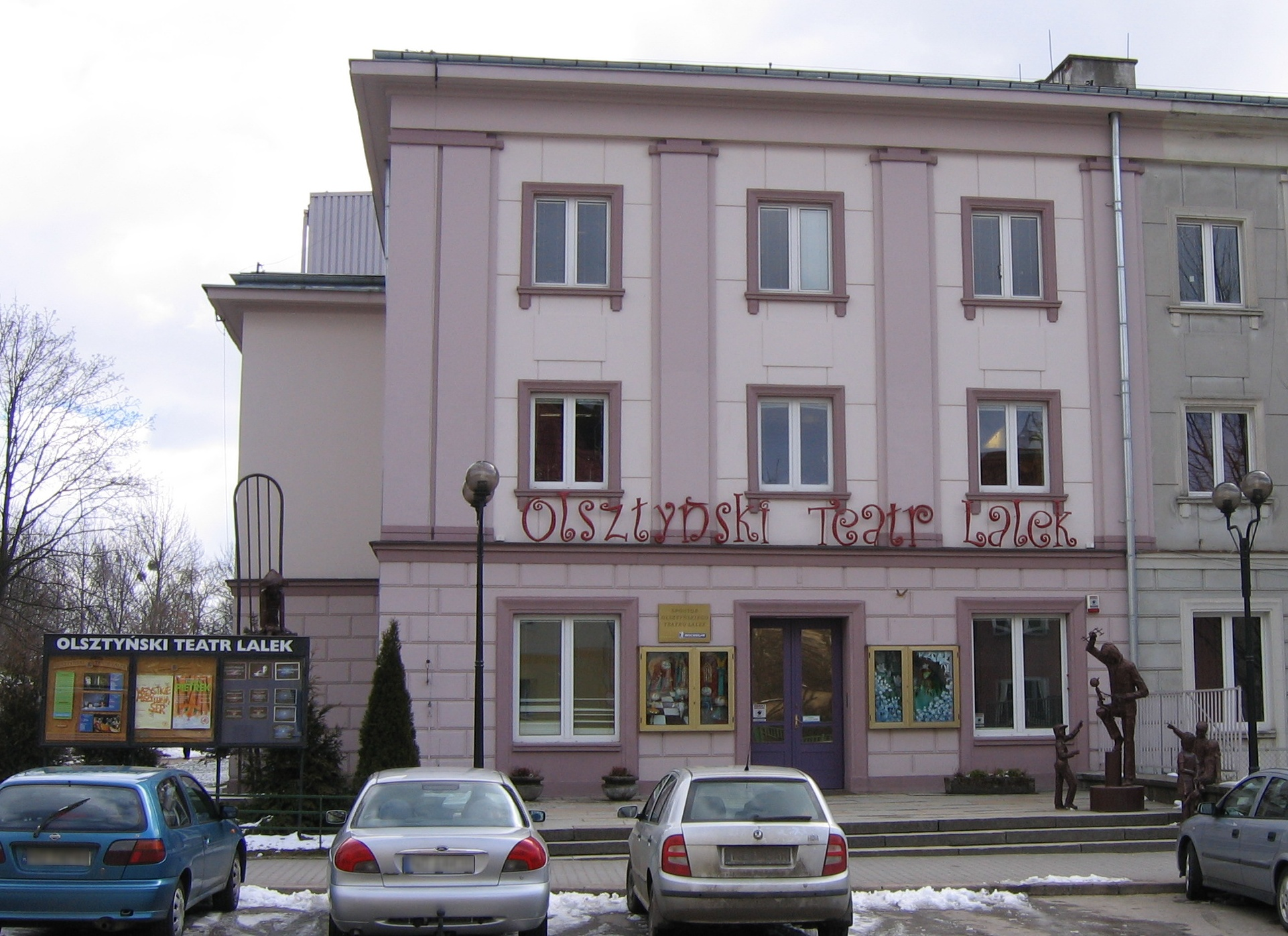
Teatro de Marionetes Olsztyn

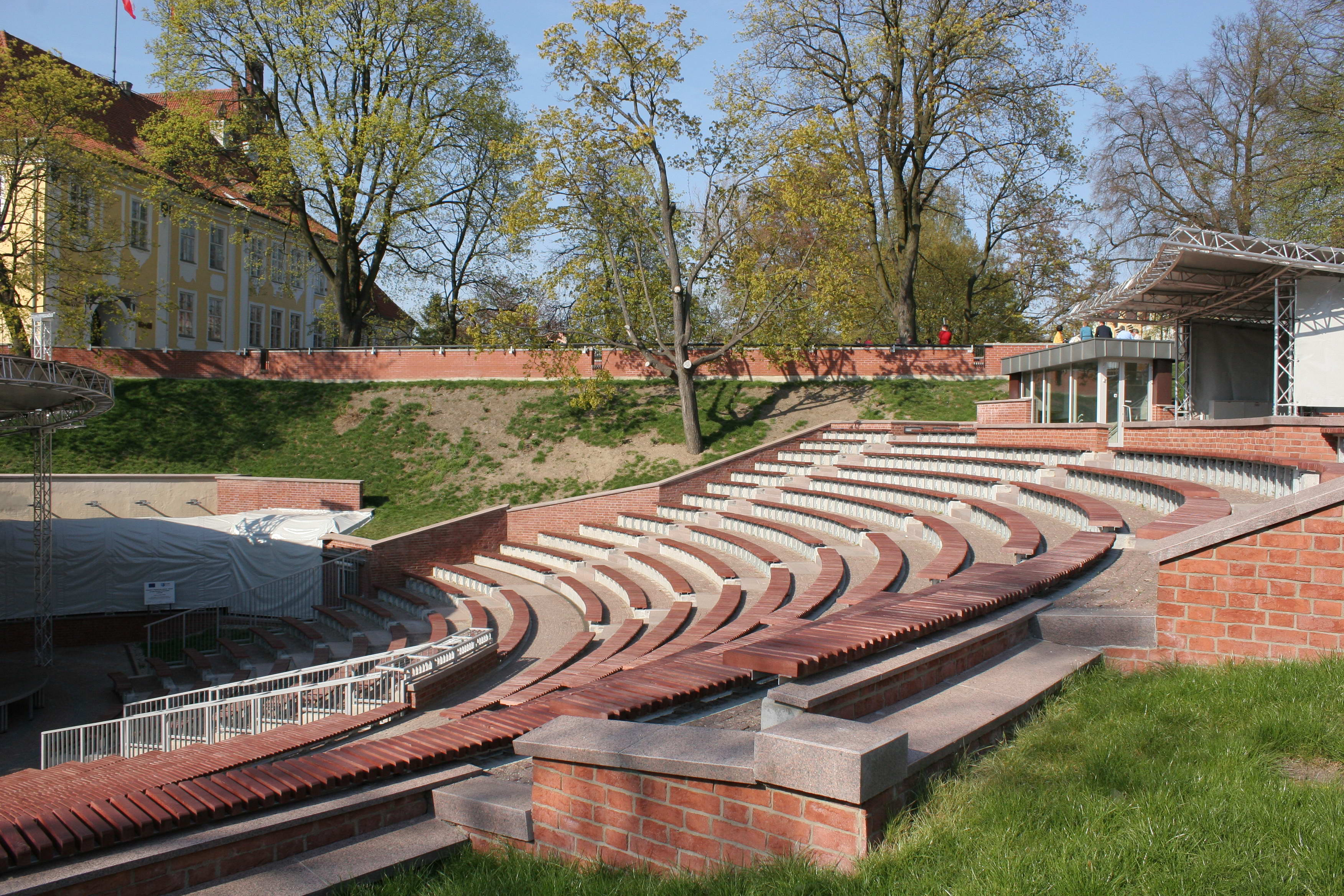
Anfiteatro Czesław Niemen

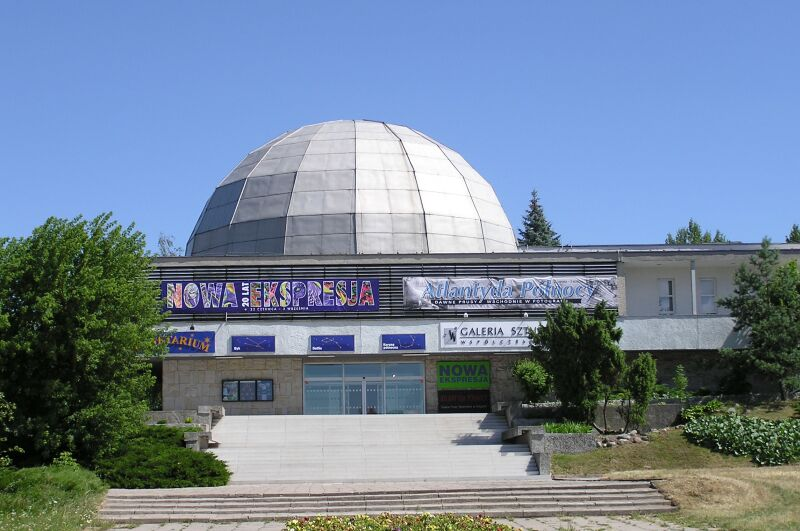
Planetário

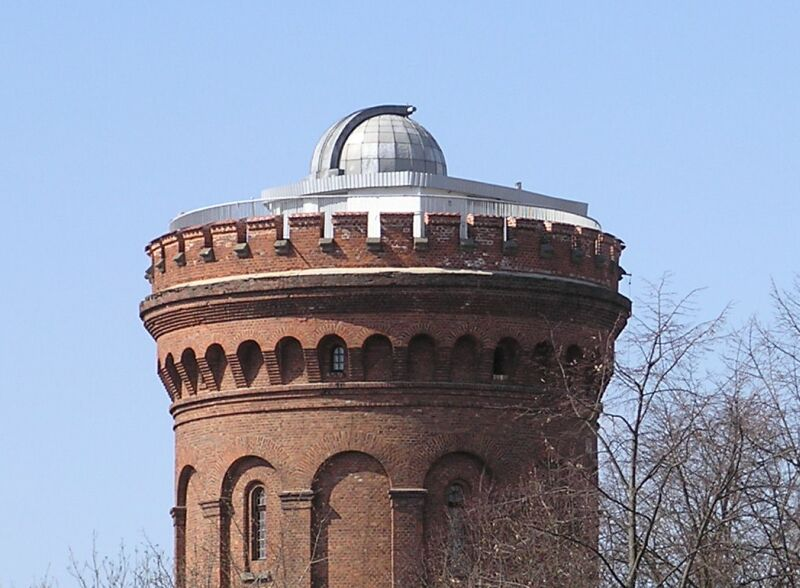
Observatório Astronômico

O maior teatro de Olsztyn é o Teatro Dramático Stefan Jaracz, fundado em 1925 como Treudank, um símbolo de gratidão aos moradores por votarem a favor da permanência nas fronteiras da Alemanha durante o plebiscito de 1920. Atualmente, o teatro possui três palcos, incluindo um grande com 480 lugares. No Teatro Stefan Jaracz acontecem os Encontros Teatrais de Olsztyn e o Festival Internacional de Teatro “Demoludy”. O teatro tem a classificação de instituição cultural nacional. Desde 1998, funciona nele o Curso Público de Arte Dramática. Olsztyn também abriga o Teatro de Marionetes de Olsztyn. A data de sua fundação é considerada 1953. O terceiro teatro de Olsztyn é o Pantomima Olsztyńska, fundado em 1957 por Tadeusz Ostaszkiewicz — um teatro para surdos, considerado entre 1971 e 1990 um dos palcos de renome no país e na Europa (de 1959 a 1989 foi dirigido por Bohdan Głuszczak). Nos anos 90, o Pantomima Olsztyńska perdeu importância e, desde o início do século XXI, sua condição se limita ao papel de clube de teatro no Centro de Educação e Iniciativas Culturais (antigo WDK) em Olsztyn. Em 30 de novembro de 2009, após a apresentação da peça “Nazwać chwilowe na zawsze” (Chamar o momentâneo de eterno), dirigida por Wiesław Piesak, encerrou oficialmente suas atividades e deixou de existir.

### Música
A educação musical em Olsztyn é ministrada pela Escola Nacional de Música Fryderyk Chopin, de primeiro e segundo graus, e pela Escola de Música Yamaha, privada.
Olsztynie é sede da Filarmônica da Vármia-Masúria Feliks Nowowiejski. Os primórdios da atividade da Filarmônica estão ligados a uma pequena orquestra sinfônica, criada em meados da década de 1940. Em 1972, a Orquestra Sinfônica recebeu uma sede permanente na Escola Estadual de Música F. Chopin, quando também recebeu a classificação de Filarmônica Estatal F. Nowowiejski.
Olsztyn é também identificada como um centro de coralismo no nordeste da Polônia.
Várias bandas e artistas famosos de diferentes estilos e gêneros musicais são originários de Olsztyn, entre eles: Vader, Afromental, Big Day, Czerwony Tulipan, Pro Musica Antiqua, Pro Musica, ProForma, Coro de Câmara Collegium Musicum de Olsztyn, Norbi, Kuśka Brothers, Kangaros, Mietek Folk, Harlem, Drop Shot, K.O.M.P, Kaczki z Nowej Paczki, Shannon, Horpyna, Tuhaj Bej, Dies Irae, Karpatian, Enej, Transsexdisco, Romantycy Lekkich Obyczajów Los Vaticaneros, Medium, LIDO, Kookaburra, Skyscream, Wierni, Łydka Grubasa, The Ukrainian Folk, Coro Acadêmico Bel Canto WSIiE TWP ou Coro dos Médicos: “Medici Pro Musica”.

### Eventos e festivais
- Kortowiada — o festival estudantil de Olsztyn, um dos maiores eventos estudantis da Polônia. Um evento único que acontece no campus da Universidade da Vármia-Masúria. O festival acontece no final de maio. É famoso pelo fato de que, durante alguns dias, os estudantes assumem o controle da cidade.[99]
- Verão Artístico de Olsztyn — é um ciclo de eventos com duração de três meses que acontece durante as férias. O palco principal é o anfiteatro de Olsztyn. Entre os eventos organizados no âmbito do Verão Artístico de Olsztyn estão, entre outros, os Dias de Olsztyn, os Concertos de Órgão de Olsztyn, os Encontros com Shanty na Cidade Velha e o Festival de Jazz de Olsztyn.
- Noites de Blues de Olsztyn
- Encontros Nacionais no Castelo “Cantemos Poesia” — os encontros no castelo acontecem na cidade desde 1974. O ponto alto do festival é o concurso de jovens artistas de poesia cantada.[100]
- Olsztyn Green Festival — festival musical acontecendo em meados de agosto na praia municipal modernizada do lago Krzywe. O festival recebe os artistas poloneses mais populares e dura três dias.
- Orlen Beach Volley Tour — torneio de vôlei de praia, fase de qualificação para o campeonato polonês.
- Dias da Ciência de Olsztyn.

### Planetário e observatório
O Planetário Astronômico de Olsztyn foi inaugurado em 19 de fevereiro de 1973 — no quinto centenário do nascimento de Nicolau Copérnico — na atual avenida Piłsudskiego. É o segundo maior planetário da Polônia. O planetário é a sede da Federação das Cidades Copernicanas.
O Observatório Astronômico de Olsztyn foi inaugurado em 13 de outubro de 1979. Ele está localizado em uma torre de pressão adaptada, construída em 1897 na colina de Santo André, a elevação mais alta (143 m acima do nível do mar) da antiga Olsztyn.
Quando o tempo está limpo, o observatório realiza apresentações astronômicas. Além disso, do terraço do edifício é possível ver o panorama da cidade.

### Outras organizações e instituições culturais

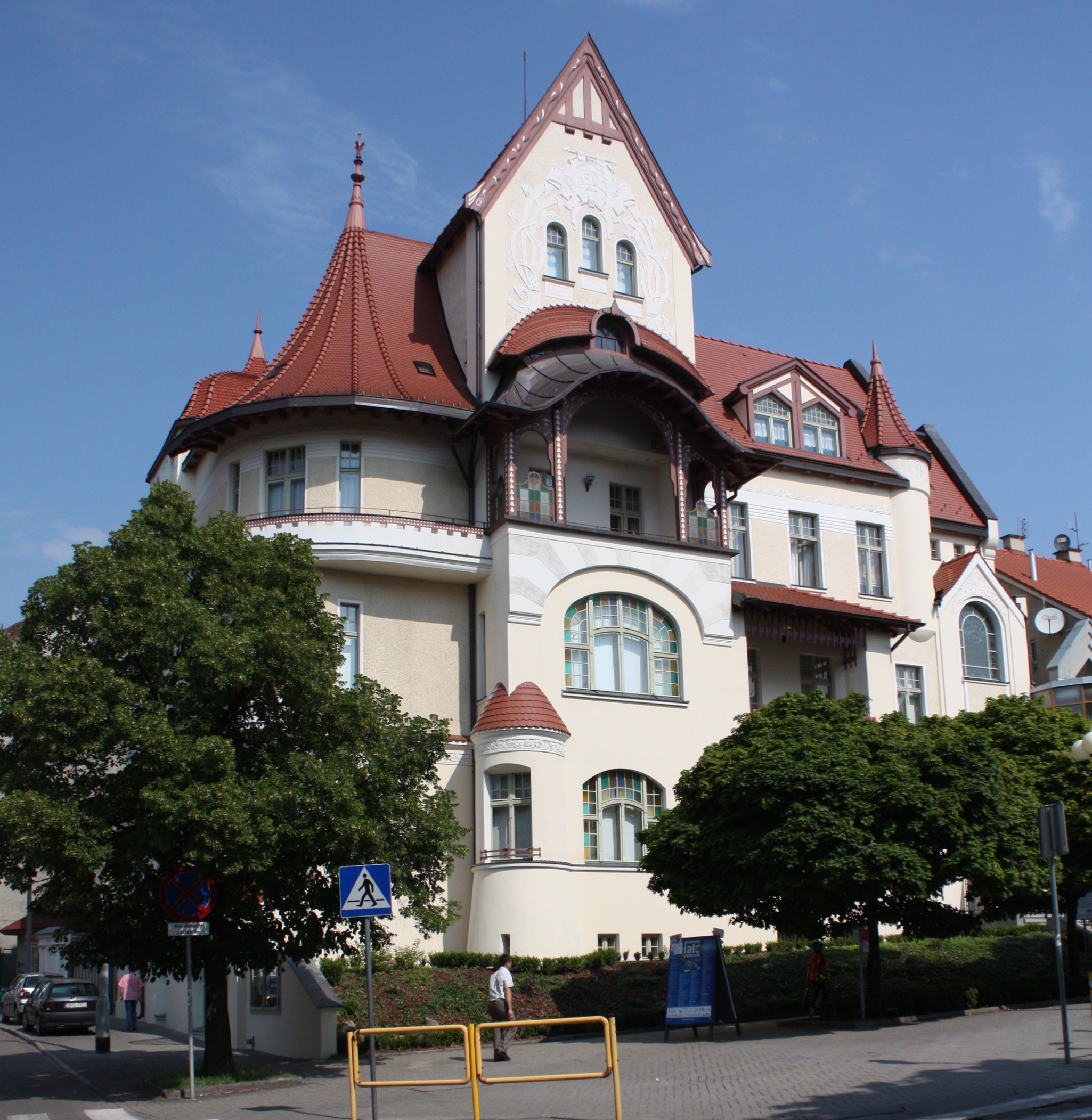
Sede do Centro Municipal de Cultura

- Centro Educacional e Iniciativas Culturais — instituição cultural autônoma, dedicada a animar, inspirar e apoiar a atividade cultural social na voivodia da Vármia-Masúria
- Centro Municipal de Cultura em Olsztyn — organizador de muitos eventos e festivais
- Palácio da Juventude em Olsztyn — instituição educacional e formativa para crianças e jovens
- Centro Polaco-Francês Cotes-d'Armor — Vármia e Masúria — instituição cultural autárquica que se dedica à promoção da língua e da cultura francesa e bretã, organizadora de eventos culturais, concertos, encontros, exposições e cursos de línguas; a maior biblioteca de livros em língua francesa do nordeste da Polônia.

## Meios de comunicação

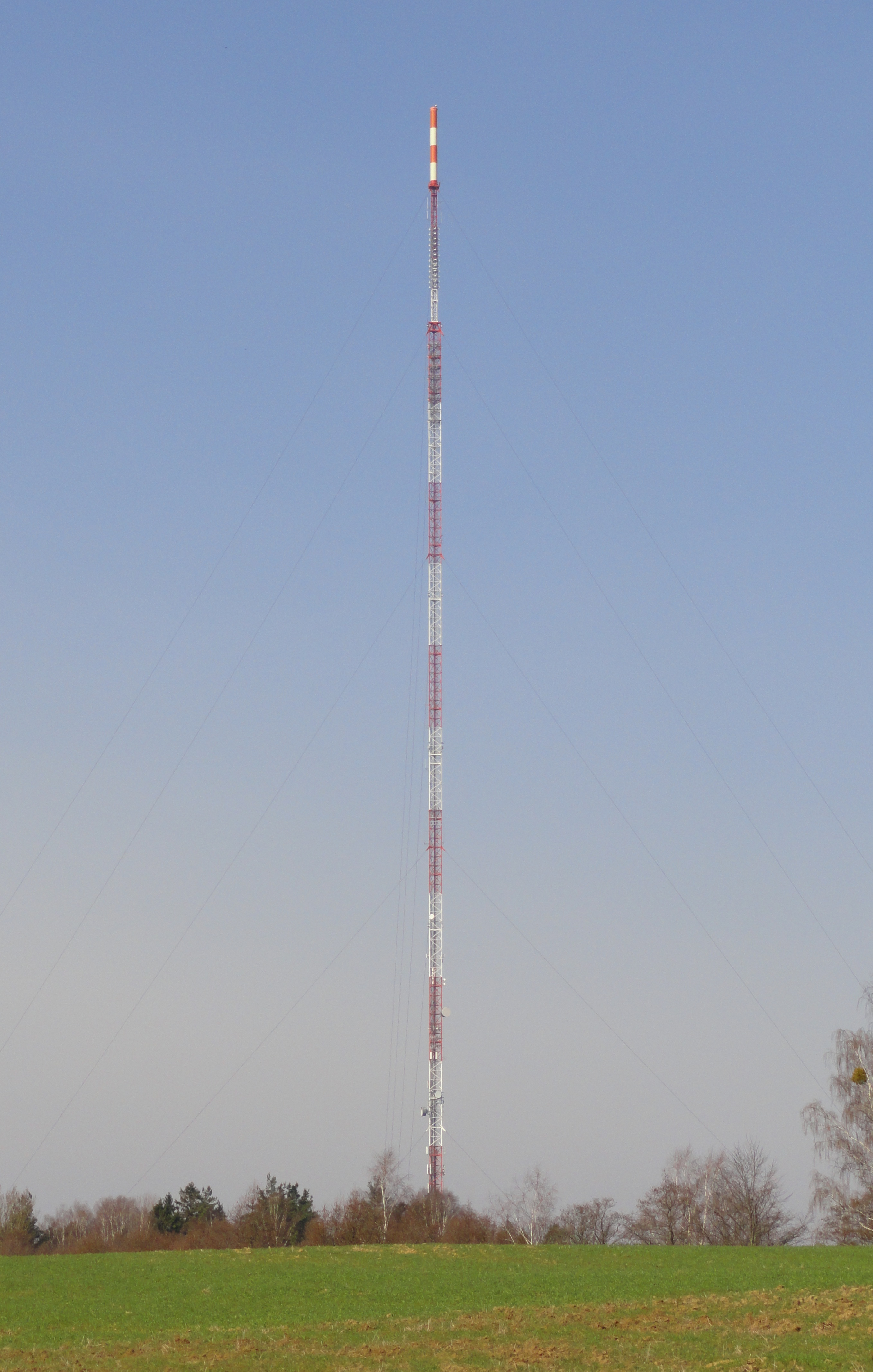
Mastro de rádio e televisão em Olsztyn

### Rádio e televisão
Em 1969, foi inaugurado o Centro de Transmissão de Rádio e Televisão de Olsztyn em Pieczewo, com uma torre de rádio e televisão de 360 m de altura (após elevações, cerca de 380 m), a estrutura mais alta existente na Polônia. Na época, também foram inaugurados um estúdio de televisão e um transmissor, graças ao qual a qualidade das transmissões melhorou, mas o alcance continuava insuficiente (somente até 70 km). Naquela época, ainda não havia um programa de televisão local.
De fevereiro de 1993 a setembro de 1994, funcionou em Olsztyn a televisão “Copernicus”, que retransmitia o programa por satélite “Polonia 1”. O programa era transmitido a partir do estúdio na rua Cicha. Devido à falta de licença, a televisão foi encerrada.
Em 2000, foi inaugurado na rua Radiowa o estúdio de televisão de Olsztyn (Redação Regional da Televisão Polonesa). Em 2002, foi transformado no Centro TVP da Vármia-Masúria (TVP3). A partir de janeiro de 2005, o centro regional tornou-se uma filial independente da Telewizja Polska SA.
Estações de rádio que operam na área da cidade:
- Rádio Olsztyn
- Rádio Eska
- Rádio Plus
- Meloradio — criada em 1994 como Rádio Vármia-Masúria (Rádio WaMa)
- Rádio UWM FM — criada após 1994
- Muzo.fm

Centros televisivos que transmitem a partir de Olsztyn:
- TVP3 Olsztyn — filial regional da TVP em Olsztyn
- Tele-Top Olsztyn — estação televisiva local, que transmite programas na rede de televisão por cabo Multimedia Polska
- TV Olsztyn (TVO) — estação de televisão local, transmitindo programas na rede de televisão a cabo Vectra
- TV Kortowo — televisão online da Universidade da Vármia-Masúria em Olsztyn

### Imprensa

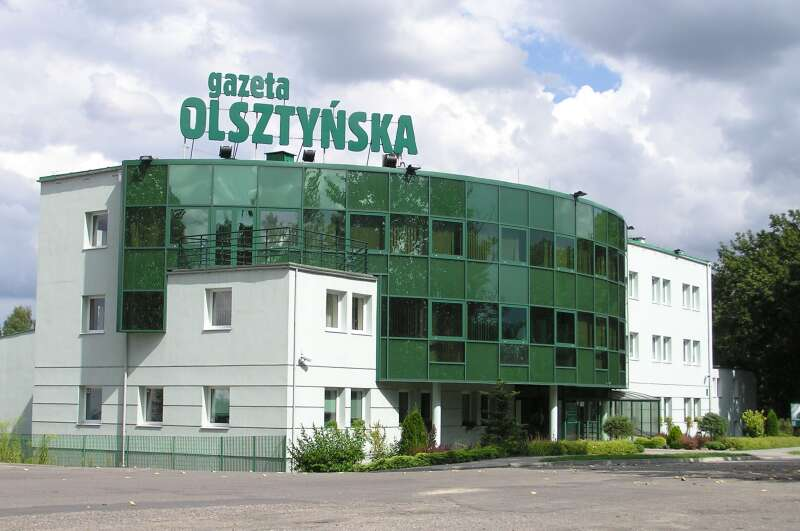
Sede da redação do atual jornal “Gazeta Olsztyńska”

Jornal On-Line Olsztyn24 (olsztyn24.com) jornal online sobre Olsztyn e o distrito de Olsztyn, publicado desde 23 de setembro de 2017 pela ARI Olsztyn24
- “Extra Sukces” — semanário gratuito publicado desde 4 de setembro de 2007 pela Produkt Sp. z o.o.
- “Gazeta Olsztyńska” — jornal regional criado em 6 de abril de 1970 a partir da renomeação do “Głos Olsztyński”, publicado pela Edytor Sp. z o.o.
- “Gazeta Studencka” — revista mensal dos estudantes da UWM em Olsztyn
- “Gazeta Uniwersytecka” — suplemento gratuito da Gazeta Olsztyńska e do Dziennik Elbląski, publicado na primeira quarta-feira de cada mês desde março de 2002, em cooperação com a UWM em Olsztyn
- “Gazeta Wyborcza” — edição local de Olsztyn, publicada pela Agora SA
- “Nasz Olsztyniak” — jornal gratuito publicado duas vezes por semana, publicado pela empresa editora Olsztyn Sp. z o.o.
- “Nowe Życie Olsztyna” — revista mensal colorida, publicada desde 2004
- “Posłaniec Warmiński” — semanário da Cúria Metropolitana da Arquidiocese de Warmia, publicado desde 10 de outubro de 1982
- “Super Express” — edição local de Olsztyn, publicada pela MURATOR SA
- “Wiadomości Uniwersyteckie” — revista mensal informativa da UWM em Olsztyn, publicada desde 1999
- “Allensteiner Nachrichten” — revista mensal informativa publicada em alemão e abordando temas locais.

## Comunidades religiosas

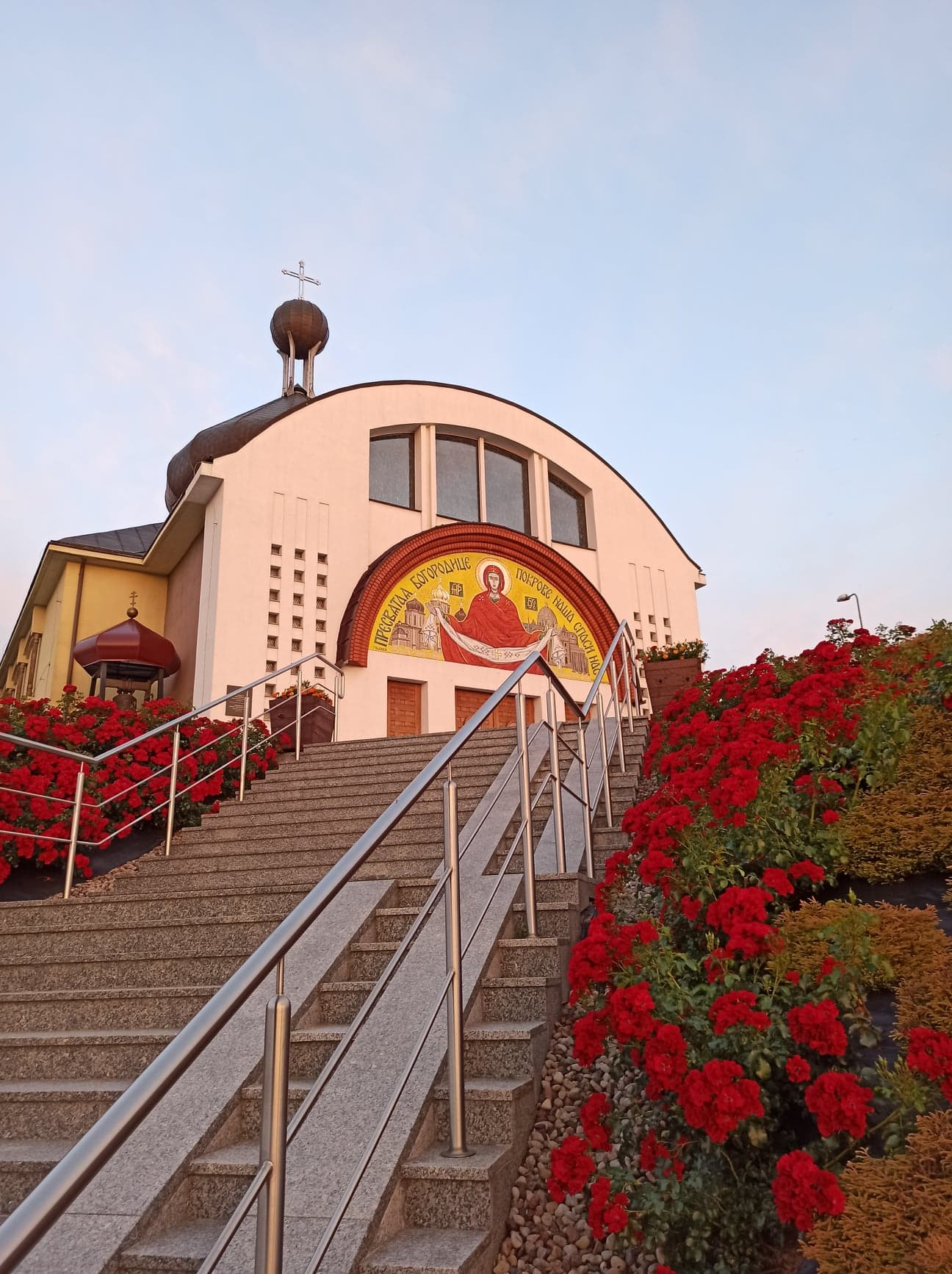
Catedral greco-católica da Proteção da Mãe de Deus

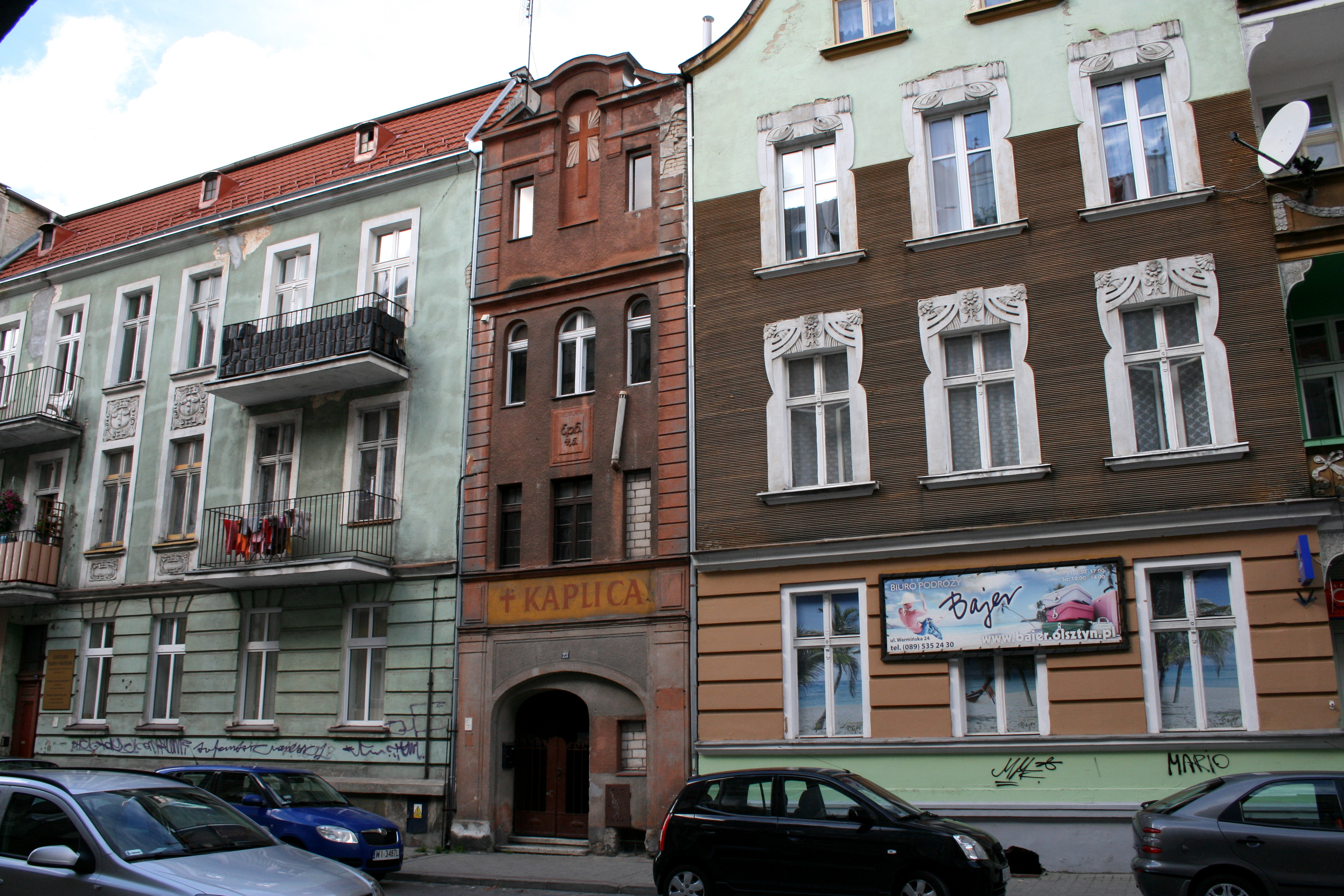
Capela da Comunidade Cristã

### Budismo
- União Budista do Caminho de Diamante da Linha Karma Kagyu — centro em Olsztyn[102]

### Catolicismo
- Igreja Católica Romana
- Igreja greco-católica (Igreja de Rito Bizantino-Ucraniano) — Paróquia Catedral da Proteção da Mãe de Deus[103]
- Igreja Católica Polonesa na República da Polônia — Paróquia da Assunção de Nossa Senhora[104]
- Fraternidade Sacerdotal São Pio X — capela de Nossa Senhora de Ostra Brama[105]

### Ortodoxia
- Igreja Ortodoxa Autocéfala Polonesa — Paróquia da Proteção de Nossa Senhora[106]

### Protestantismo
- Comunidade Cristã Pentecostal — congregação em Olsztyn[107]
- União Religiosa Cristã “Źródło”[108]
- Igreja Adventista do Sétimo Dia na República da Polônia — Congregação da Igreja Adventista do Sétimo Dia em Olsztyn[109]
- Igreja de Cristo na Polônia — Comunidade Cristã em Olsztyn[110]
- Igreja Cristã Batista na Polônia — Congregação da Igreja Cristã Batista em Olsztyn[111]
- Igreja da Glória — Igreja da Glória em Olsztyn[112]
- Igreja Evangélica de Augsburgo na Polônia – Paróquia Evangélica de Augsburgo em Olsztyn[113]
- Igreja Pentecostal na Polônia — congregação “Twoja Przystań”,[114] congregação “Słowo Życia”[115]
- Congregações Messiânicas de Deus (Sétimo Dia) — ponto missionário em Olsztyn (subordinado à congregação em Varsóvia)[116]

### Restauracionismo
- Testemunhas de Jeová: 8 congregações: Olsztyn–Jaroty (incluindo um grupo de linguagem gestual), Olsztyn–Pojezierze, Olsztyn–Dajtki, Olsztyn–Nagórki, Olsztyn–Północ, Olsztyn–Zatorze, Olsztyn–Śródmieście e Olsztyn–Rosyjski

## Turismo

### Trilhas turísticas

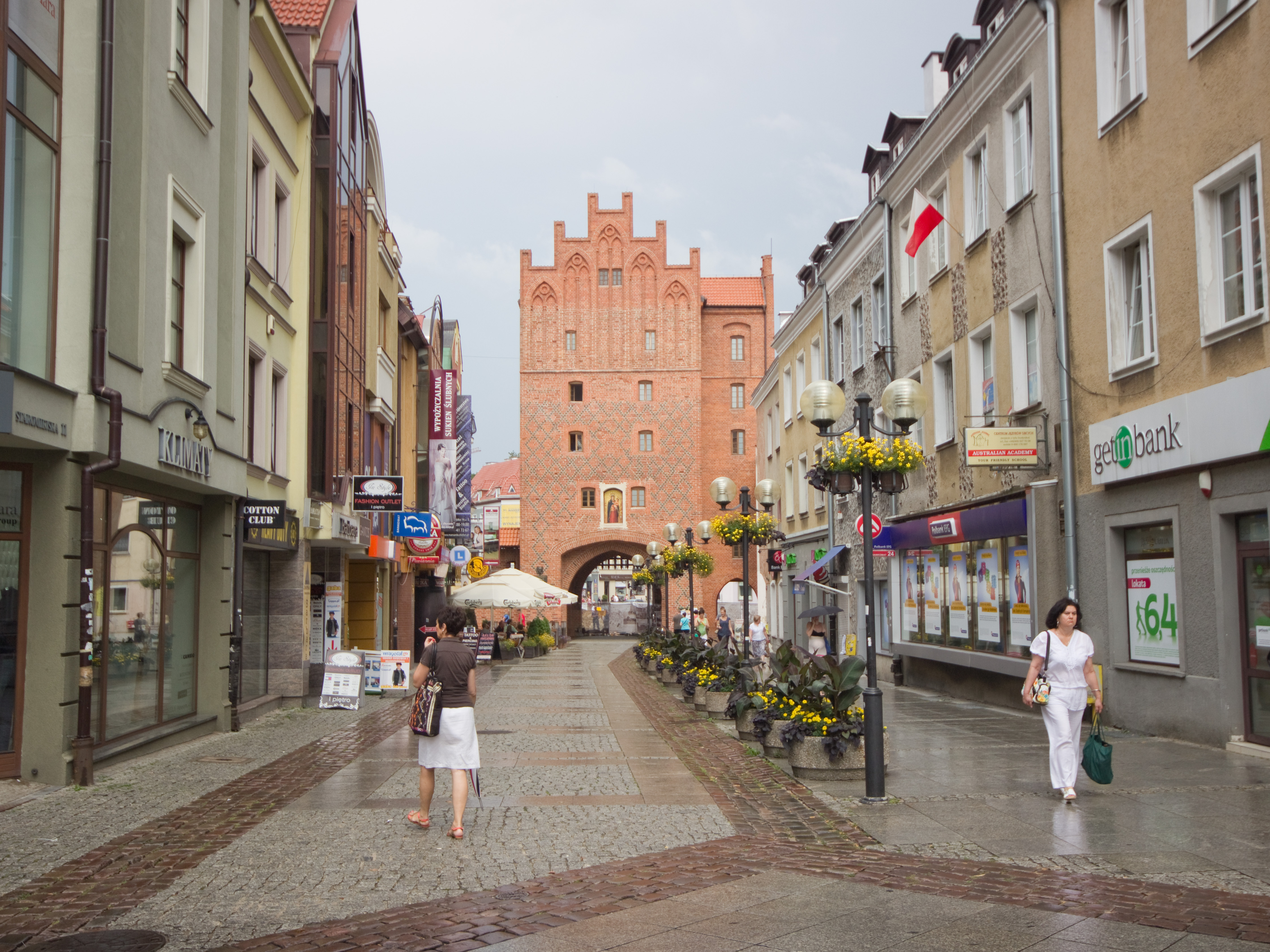
Rua Staromiejska – ao fundo, o Portão Alto

Olsztyn é um centro turístico principalmente devido à sua localização entre lagos e florestas. A cidade está situada na Trilha Europeia do Gótico em Tijolo, na parte polonesa dos Caminhos de Santiago, na Trilha dos Castelos Góticos, na Trilha de Grunwald e na Trilha de Copérnico.

### Turismo de caiaque
Durante o verão, são realizadas descidas de caiaque pelo rio Łyna, chamadas “Łyną przez Olsztyn” (Pelo rio Łyna através de Olsztyn). Os passeios começam no castelo de Olsztyn. O percurso de três quilômetros atravessa o pitoresco desfiladeiro do rio Łyna, na Floresta Municipal de Olsztyn. O destino do passeio é o alagado, onde se encontram os dois rios – Łyna e Wadąg.

### Monumentos históricos

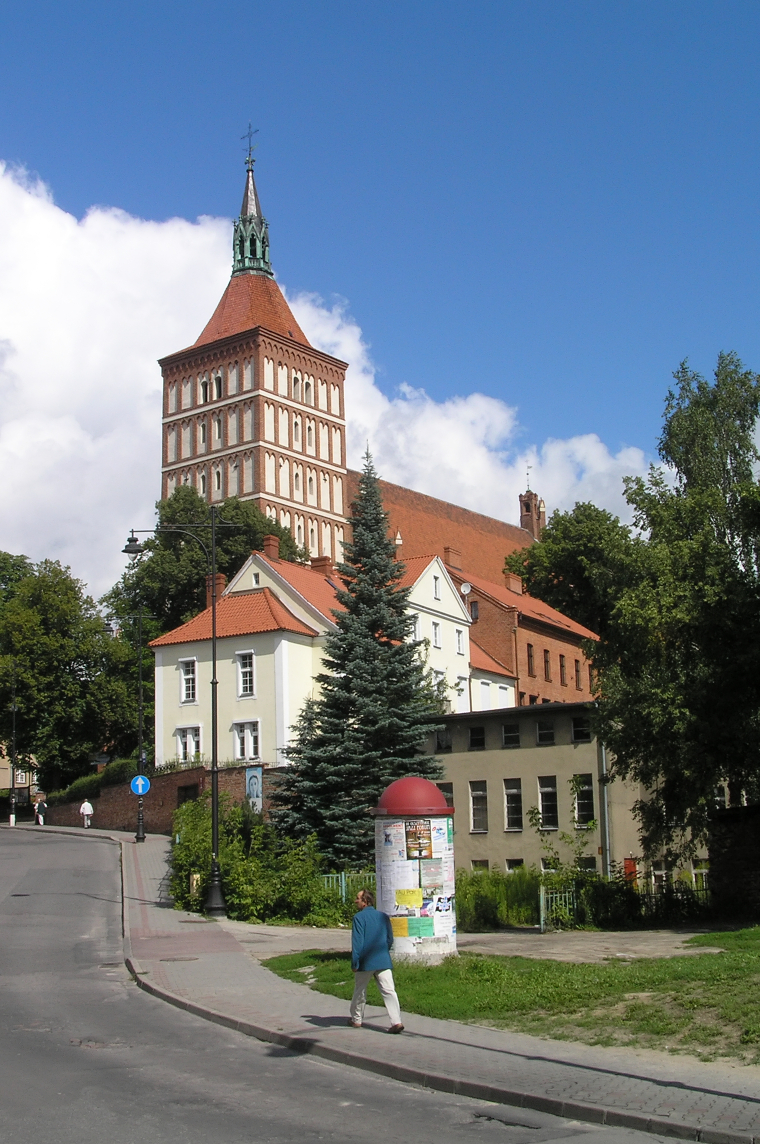
Basílica de Santiago Maior

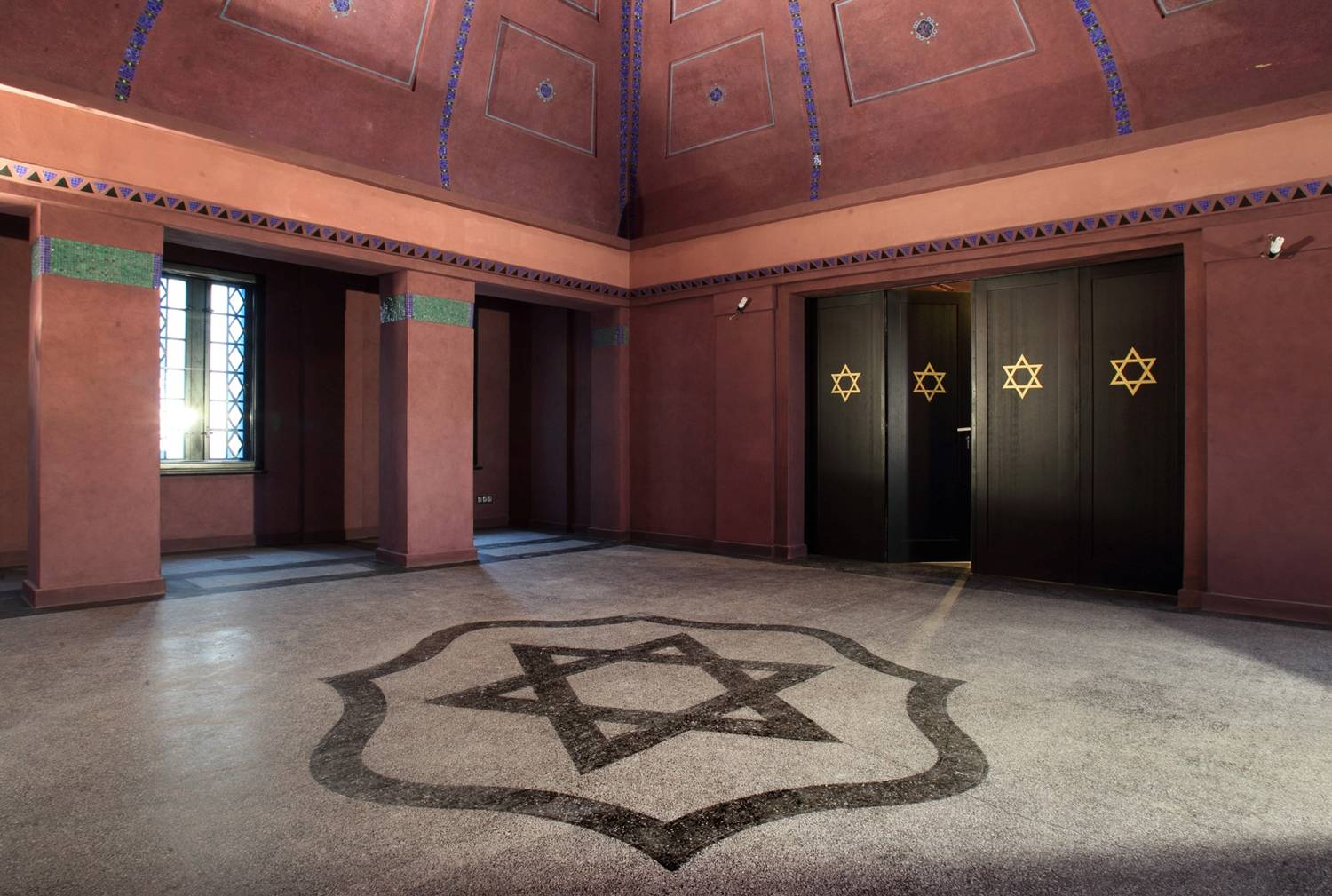
Bet Tahara (Casa da Purificação) — construída em 1913, segundo o projeto do arquiteto Erich Mendelsohn

Entre os atrativos recreativos e turísticos, destacam-se os monumentos arquitetônicos da cidade:
- Castelo gótico do capítulo da Vármia, da segunda metade do século XIV,
- Fragmentos das muralhas da cidade com o Portão Alto (Portão Superior) do século XIV,
- Concatedral de Santiago Maior do século XIV (basílica menor),
- Planta urbanística da cidade velha,
- Igreja de São Lourenço, em Gutkowo, do final do século XIV,
- Antiga Prefeitura (construída no século XIV, reconstruída após um incêndio entre 1623 e 1624),
- Capela de Jerusalém de 1565,
- Edifícios art nouveau da rua Dąbrowszczaków,
- Igreja neogótica do Sagrado Coração de Jesus de 1901–1902,
- Igreja neorromânica de São José de 1912–1913,
- Igreja de Cristo Rei (construída em estilo renascentista italiano) do século XX,
- Igreja da Guarda de Nossa Senhora Rainha da Polônia (1913–1914),
- Igreja evangélica-augsburgo neogótica de 1876–1899,
- Capela pseudogótica do cemitério, atualmente igreja ortodoxa de 1904,
- Capela art nouveau da igreja evangélica Unida da virada do século XIX para o XX,
- Casa do jornal Gazeta Olsztyńska,
- Palácio na rua Metalowa,
- Palácio fabril (século XIX),
- Palácio do Arcipreste da segunda metade do século XVIII
- Viaduto ferroviário na garganta do rio Łyna (século XIX),
- Casa Polonesa (século XIX),
- Edifício do I Liceu Adam Mickiewicz da segunda metade do século XIX,
- Cemitério judeu com casa funerária, projetado por Erich Mendelsohn,
- Nova Prefeitura do início do século XX,
- Estátua da Paixão de Cristo do século XVIII,
- Estátua de Cristo do século XVIII.
- Casa de Abraão — uma das casas geminadas, mantida no estilo art nouveau, de 1904, localizada na rua Mochnackiego 4
- Igreja paroquial dedicada a Nossa Senhora do Rosário, de 1878, no bairro de Dajtki
- Capela à beira da estrada, de 1909, no bairro de Dajtki
- Campanário de madeira do início do século XIX, no bairro de Dajtki
- Cruz de madeira à beira da estrada, do início do século XIX, no bairro de Dajtki
- Complexo do cemitério católico romano da segunda metade do século XIX, juntamente com a capela dedicada a São João Nepomuceno, de 1909, na rua Sielska 4
- Três capelas à beira da estrada, de 1850 e 1903, nas ruas Bałtycka e Żurawia, no bairro de Gutkowo
- Serraria Raphaelsohn
- Cemitério militar alemão

Até 10 de novembro de 1938, havia na cidade uma sinagoga mourisca de 1877. Era um dos edifícios mais característicos da cidade devido à sua arquitetura oriental única.

## Esportes

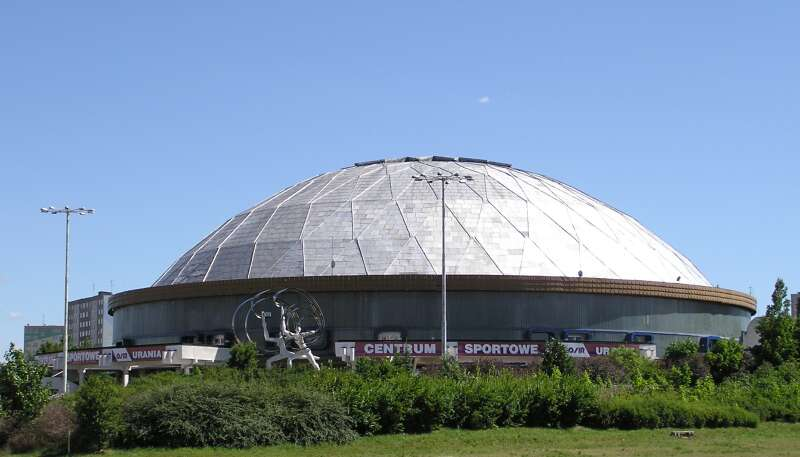
Arena Urania

Além das típicas atrações recreativas e turísticas, a cidade é um centro esportivo muito ativo. Existem várias dezenas de clubes esportivos na cidade. Os clubes mais titulados e reconhecidos em todo o país são o AZS Olsztyn (voleibol), o Stomil Olsztyn (futebol), o Traveland Olsztyn (handebol) e o KKS Olsztyn (basquetebol).
Olsztyn também foi uma cidade da etapa de corrida de ciclismo Tour de Pologne.
Graças à sua infraestrutura esportiva, localização única entre florestas e lagos e uma rede hoteleira bem desenvolvida, Olsztyn é o local de concentração de muitas equipes e seleções esportivas.